# Appareil en arête-de-poisson

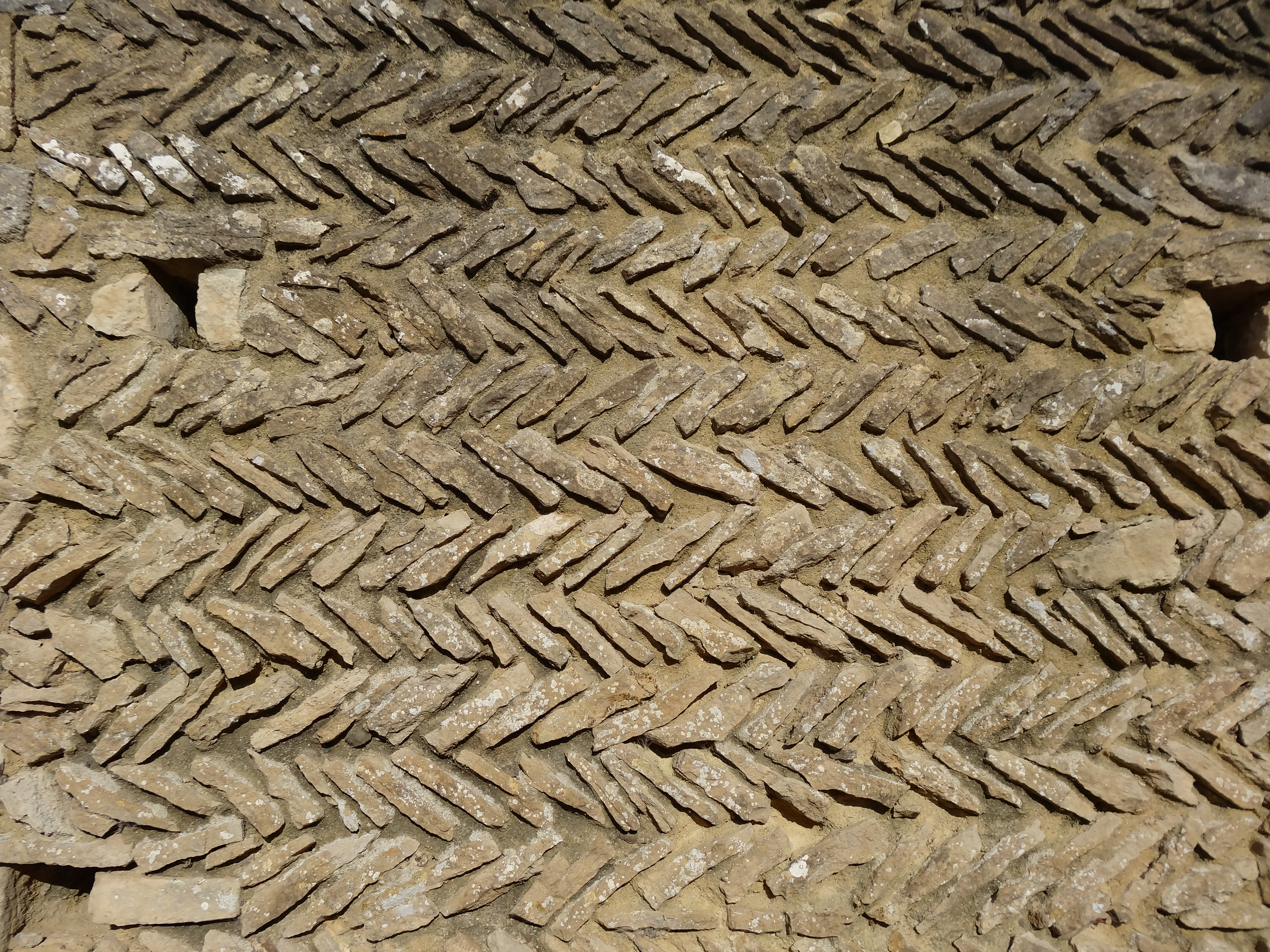
Plaquettes de calcaire en arête-de-poisson.

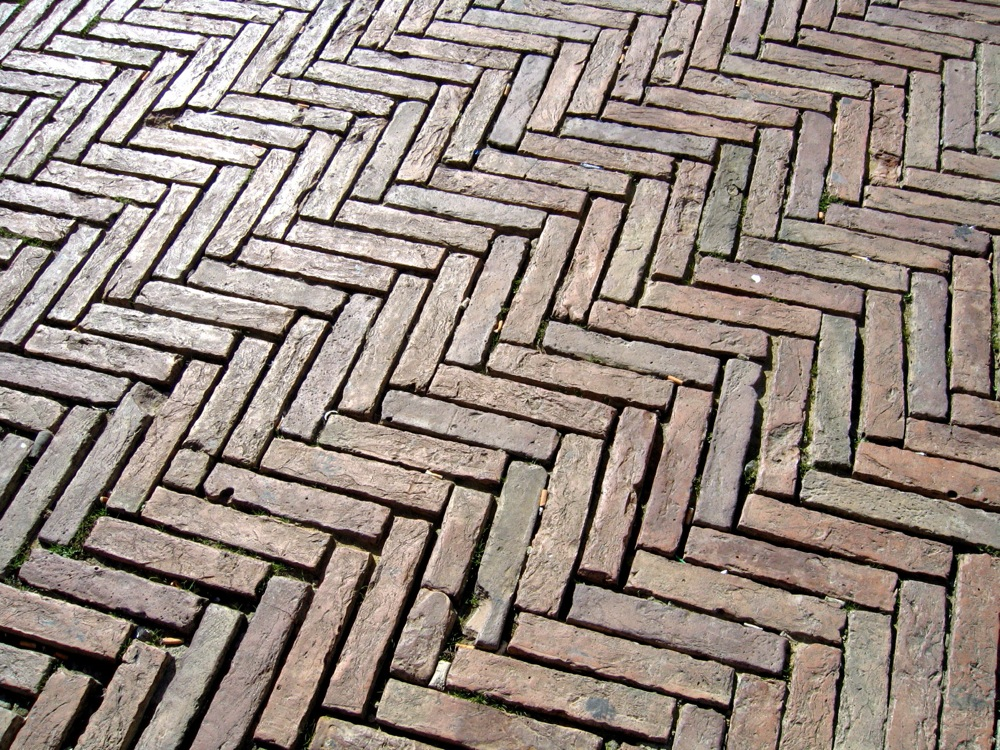
Appareil en épi, pavés (Sienne).

L’appareil en arête-de-poisson est un appareil architectural réalisé en disposant des briques ou des pierres plates inclinées à environ 45°, en changeant de sens à chaque strate successive, de manière à donner un aspect d'« arête de poisson ». Il est généralement confondu avec l’opus spicatum (appareil « en épi de blé ») ; la différence réside dans le fait que dans l'appareil en arête-de-poisson, les pierres ou les briques sont dressées sans emboîtement avec les autres rangs, ceux-ci étant séparés par un lit de mortier horizontal rectiligne, et non en zigzag comme l'opus spicatum.
Cette disposition est utilisée en maçonnerie (construction de murs) et plus rarement en voirie (pavages).

## Historique du terme

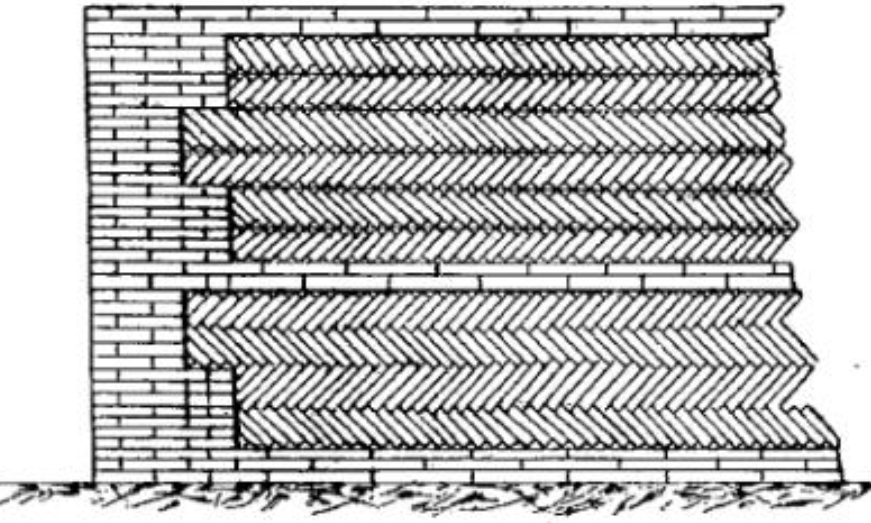
Haut : arête-de-poisson.
Bas : épi.

Le terme latin opus spicatum des Romains est employé indifféremment pour les deux types d’appareil jusqu’au milieu du XIXe siècle et l'est encore de nos jours. En 1908, dans son étude comparée d’archéologie romaine, Camille Germain de Montauzan présente des croquis montrant les deux appareils sous le terme commun d’opus spicatum.
Bien qu'il signifie littéralement « appareil en épi », les auteurs du XIXe siècle lui attribuent d’autres traductions : « appareil en arête-de-poisson » ou « appareil en feuilles de fougère », les citant souvent tous les deux à la suite,.
Au milieu du XXe siècle, en France, un ouvrage de référence, édité en 1972, sous l’impulsion du ministère des Affaires culturelles, recommande de différencier les deux formes et met le terme opus spicatum entre parenthèses.
Quelques années plus tard, en 1982, le Dictionnaire illustré multilingue de l'architecture du Proche-Orient ancien fait également la distinction entre les deux appareils, mais n'est pas d'accord sur la terminologie. L’appareil en arête-de-poisson y est également nommé « en épi ». Et l'appareil à lit en zigzag y devient l'appareil en « chevrons ».
La recommandation de l'ouvrage édité par le ministère s’impose difficilement. Lorsqu'il n’y a pas de mortier, ou très peu, et que les pierres sont irrégulières, l'appareil est tantôt nommé « en épi » par les uns, « en arête-de-poisson » par les autres.
De plus, il n’y a pas encore de concertation avec les chercheurs et spécialistes des autres pays européens, si bien que la notion même de différenciation entre les deux appareils n’est, sauf exception, pas évoquée dans les autres pays.
Ainsi, les anglophones ont un seul terme, herringbone (parfois orthographié herring-bone), herringbone masonry ou herringbone work. Les Allemands emploient indifféremment Fischgrätenverband, Ährenverband.
De même, les Italiens le nomment opera : a lisca di pesce, a spina di pesce ou a spiga. En outre, les Italiens nomment spina pesce ou spina di pesce le système employé par Filippo Brunelleschi, en 1436, pour la construction du dôme en briques de la cathédrale Santa Maria del Fiore, qui fait alterner de manière régulière des briques posées à l’horizontale avec une brique posée verticalement. Le nombre d’éléments posés à plat diminue au fur et à mesure qu’une rangée vient se rajouter, ce qui produit un mouvement de spirale et donne l’arrondi du dôme.
En Espagne, la espina de pez couvre les deux appareils, bien que le terme aparejo en espiga existe également,.
Cette double utilisation d’un seul terme est bien gênante aujourd’hui pour le lecteur de documents anciens ou étrangers. Mais il semble que, lorsqu’il évoque la technique utilisée dans le pavage de sol, surtout dans l’Antiquité et la période gallo-romaine, l’opus spicatum désigne plutôt l’appareil en épi et est alors fait en majorité de briques, plus faciles à disposer de manière régulière. L’appareil en arête-de-poisson, constitué de galets ou de pierres plates non taillées et de mortier, se rencontre plus souvent dans les murs.

## Décoratif ou fonctionnel?

### Fonctionnel
D’usage structurel dans de nombreux bâtiments, l’appareil est souvent recouvert d’un enduit protecteur. En procédant à la restauration de vieilles églises, il arrive encore que l’on découvre, sous le crépi, des murs entiers ou en partie en arête-de-poisson. Il est utilisé en remplissage entre deux parements dans les murs épais de l'antiquité romaine aussi bien que, à d'autres époques, pour des réparations ponctuelles sur des petites surfaces. En renforçant la solidité du contrecœur, il prévient les risques de fissures dues à la chaleur du feu dans les cheminées et dans les premiers âtres construits sans conduit de cheminée, une simple ouverture dans le mur laissant sortir la fumée,,.

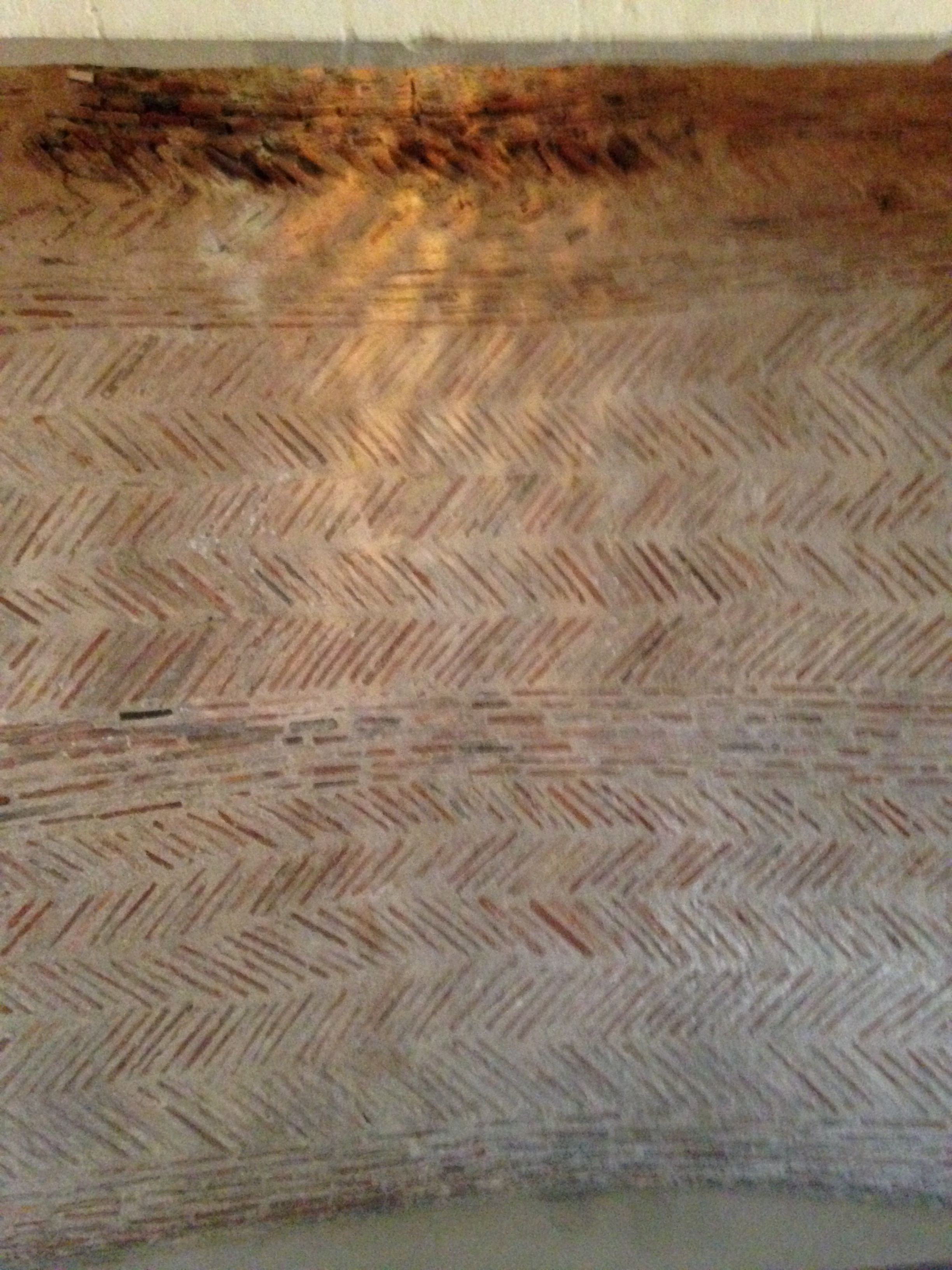
Contrecœur de cheminée du XIIe siècle au château de Falaise.
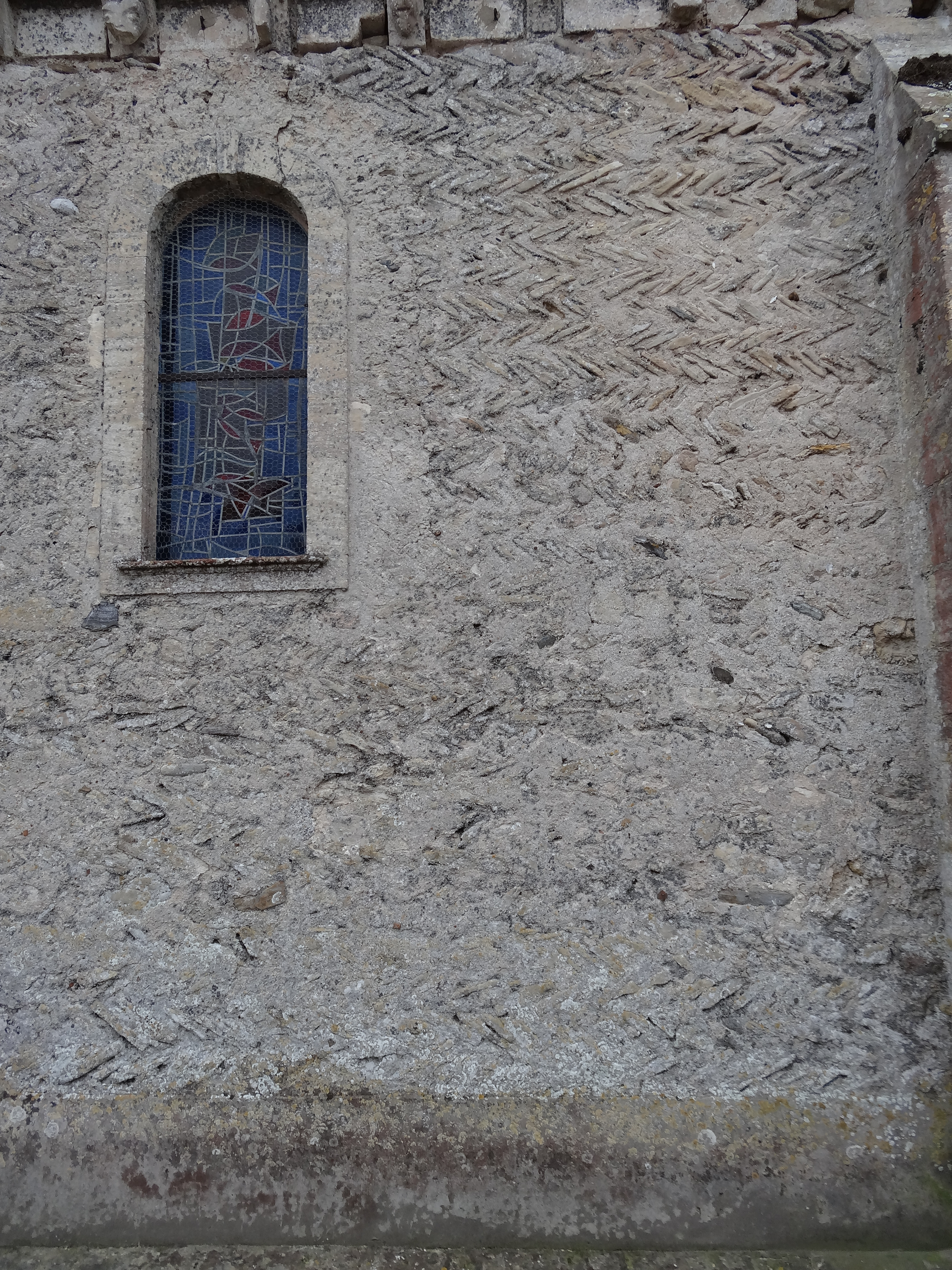
Appareil en arête-de-poisson sous du crépi.
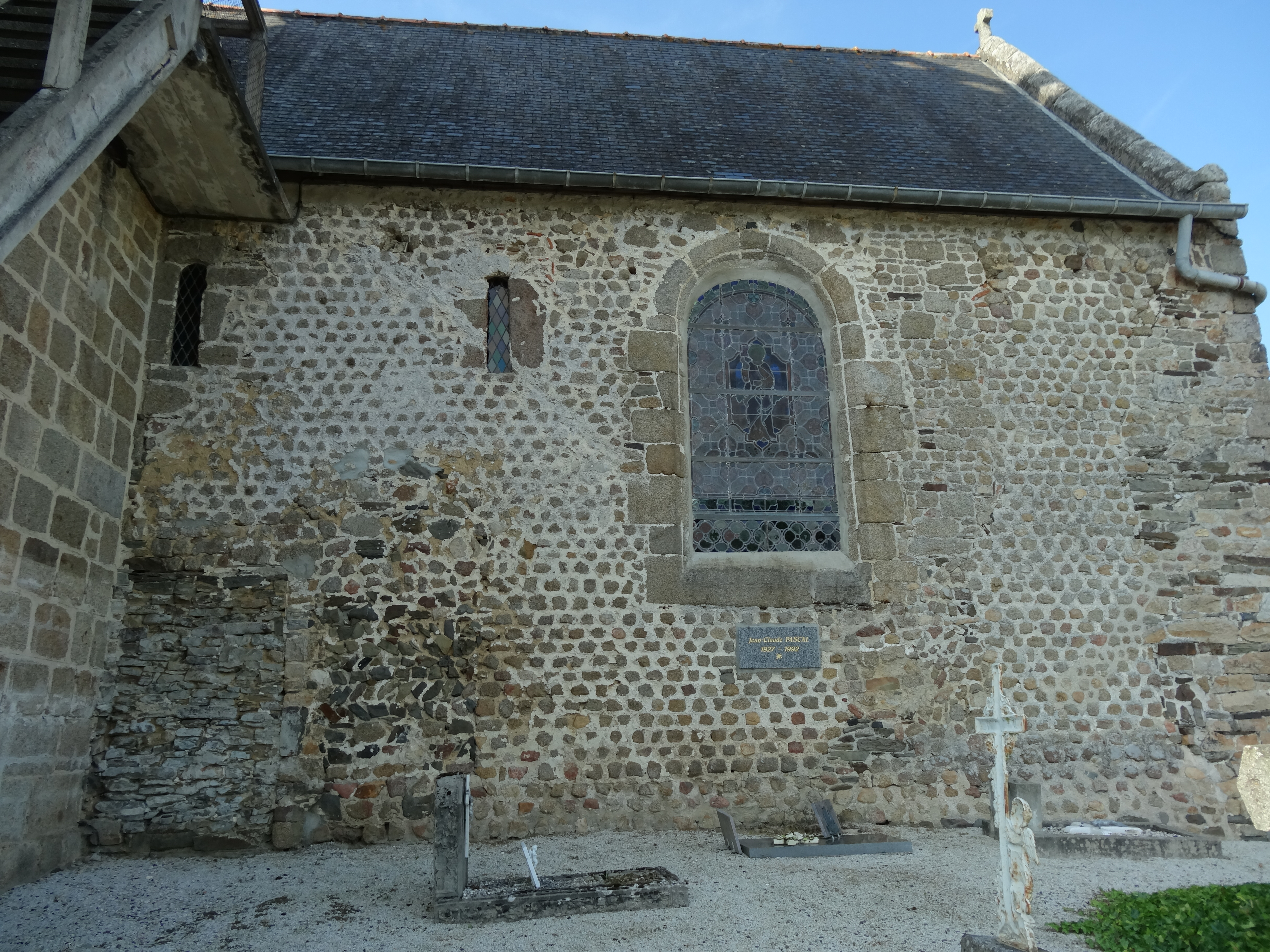
Église Saint-Jean-Baptiste à Saint-Jean-le-Thomas (Manche).
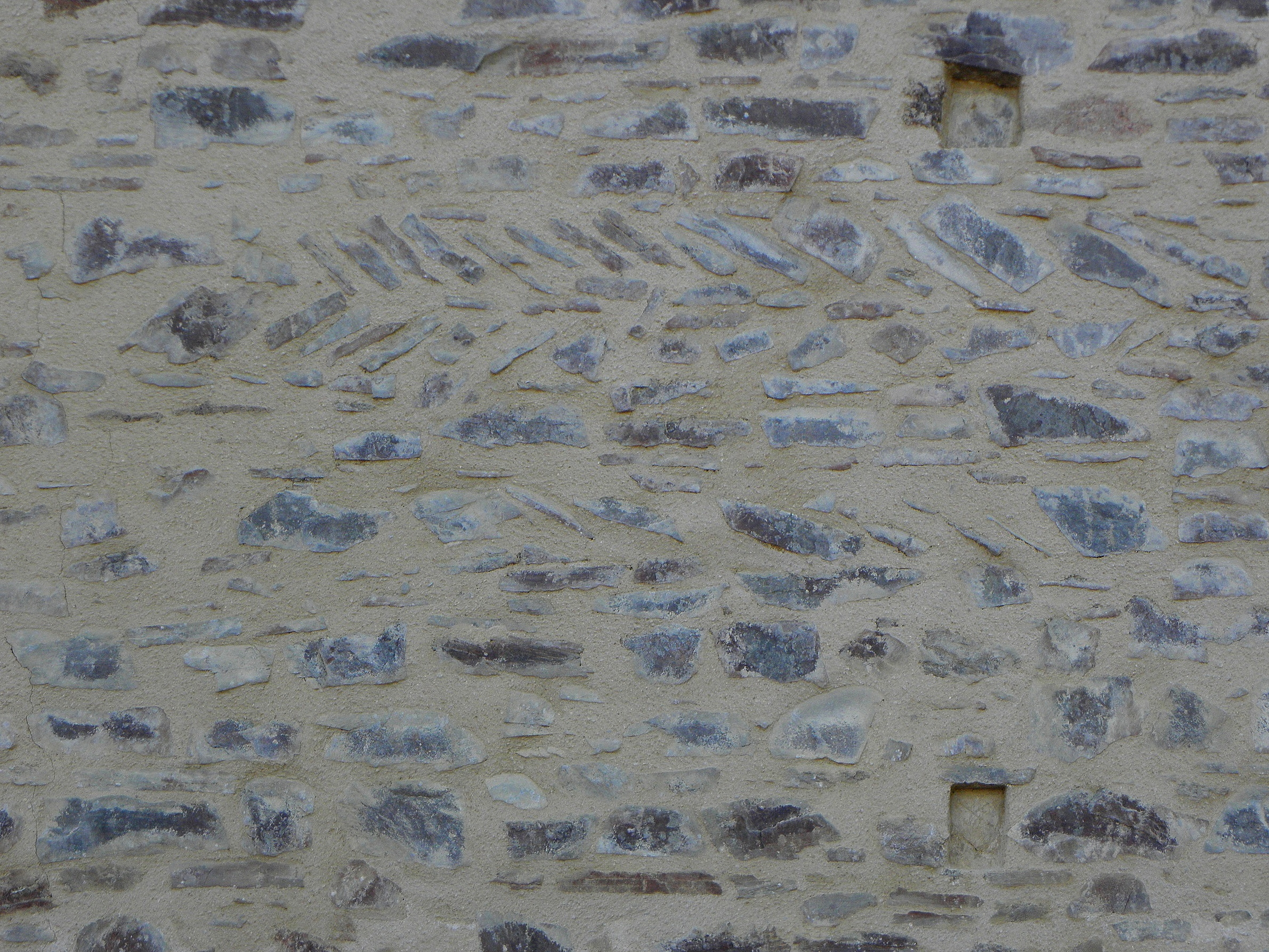
Rétablissement d'une horizontalité dans un mur en moellons irréguliers.

### Décoratif
Élément de décor, il sert à camoufler les défauts de construction des bâtisseurs carolingiens qui avaient perdu les techniques de taille de pierre des Romains. Il peut souligner le caractère noble d'un édifice. Il orne églises et châteaux forts des XIe et XIIe siècles. Dans les constructions de briques, il est une des figures géométriques qui ornent les églises espagnoles, et byzantines des XIIIe et XIVe siècles. Plus tardivement, à partir du XVIe siècle, dans le Pays basque et dans les Landes, des briques sont disposées en arête-de-poisson dans le remplissage des maisons à pans de bois avec un effet ornemental,.

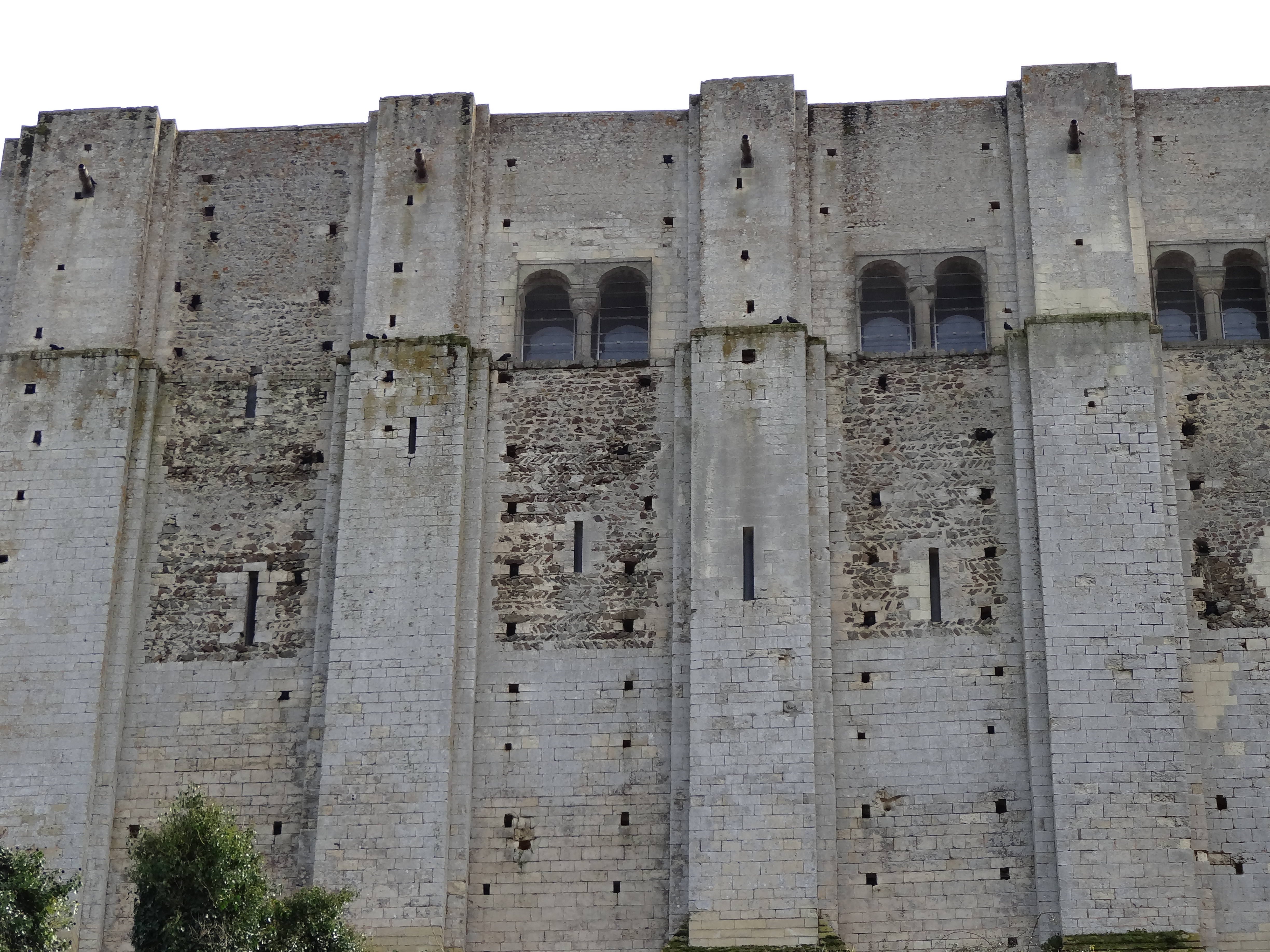
L'étage noble du donjon de Falaise.
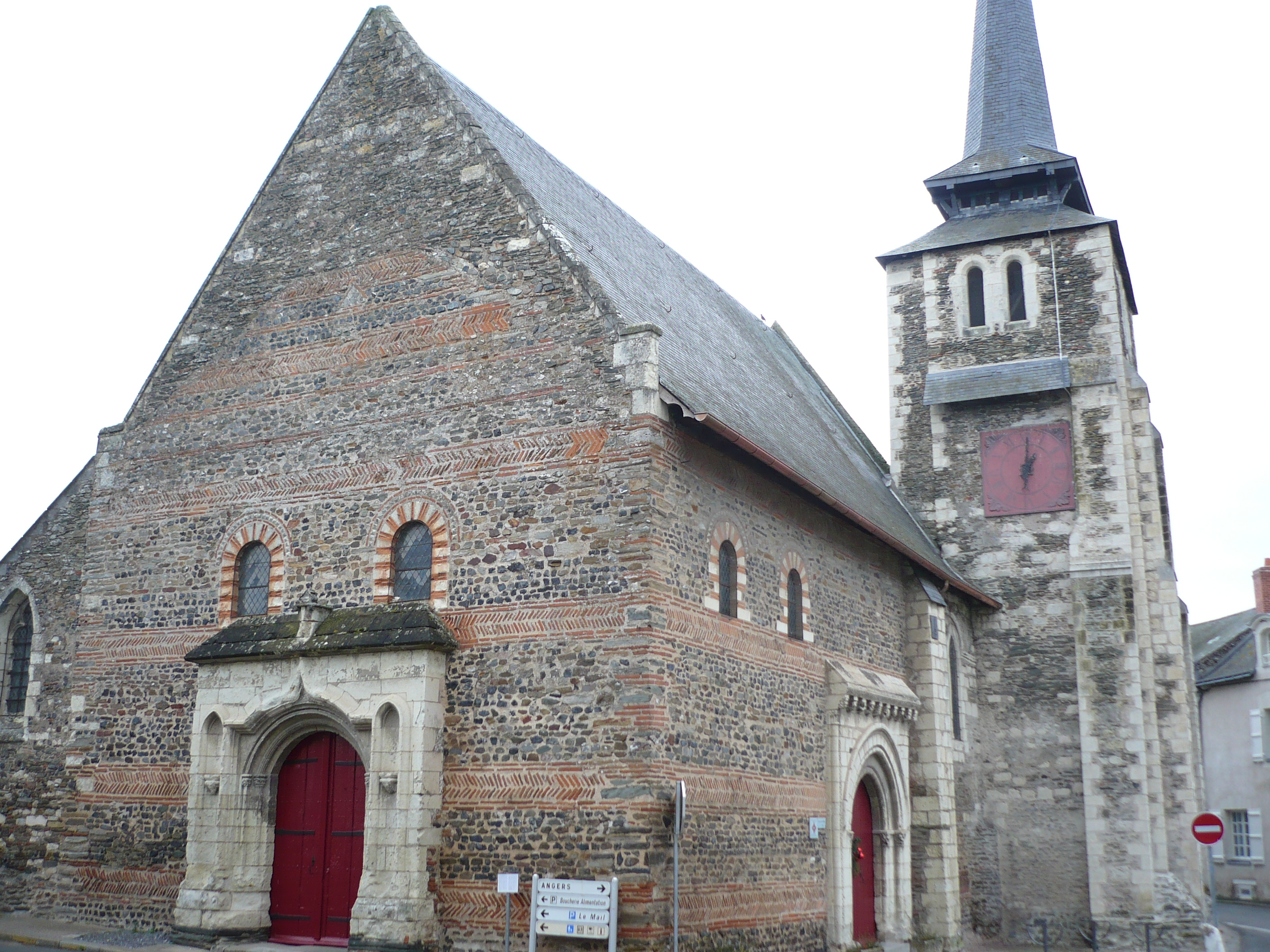
Bandes décoratives de l'église de Savennières.
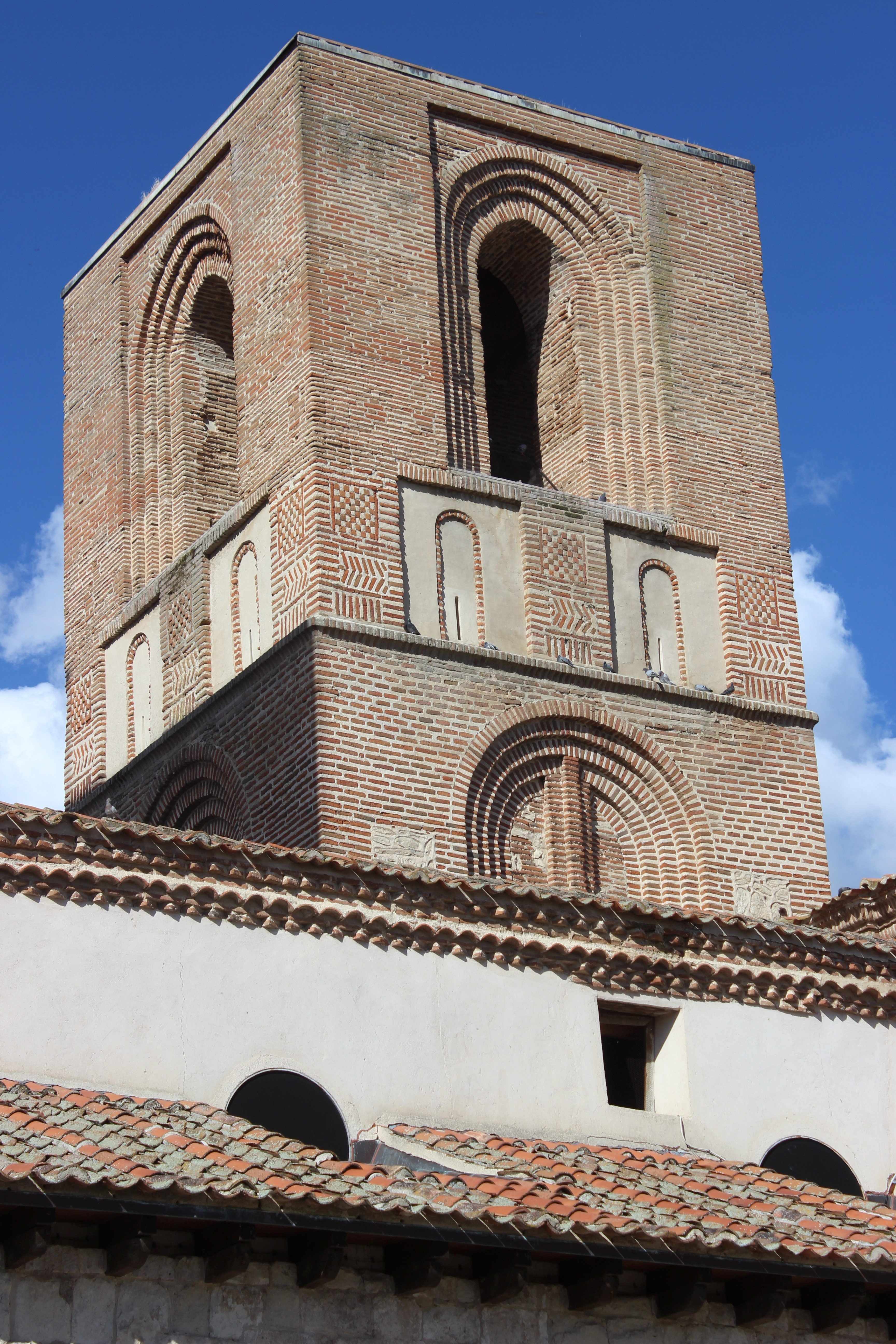
Figure géométrique, église espagnole.
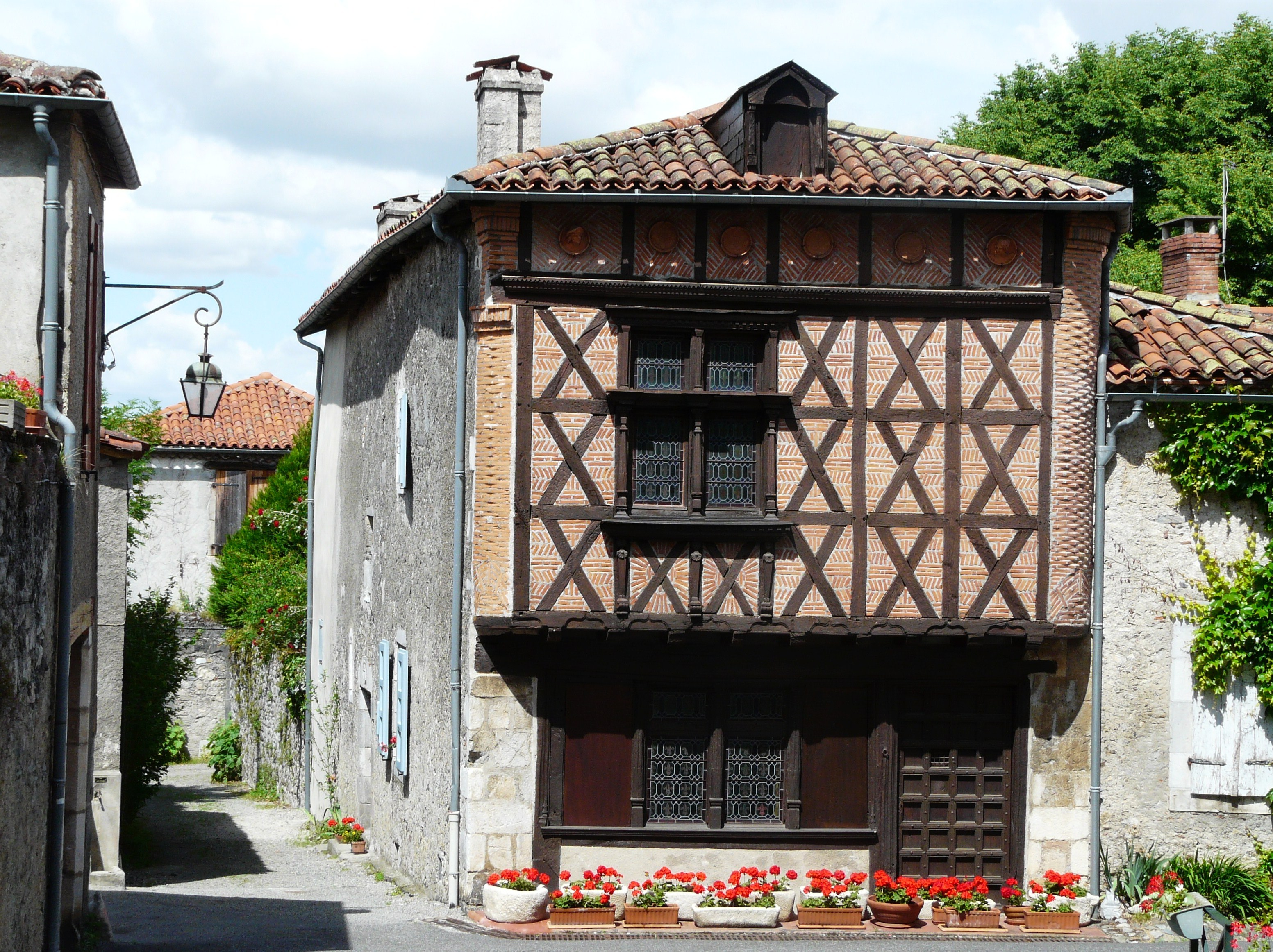
Décor d'une maison à pans de bois.

Lorsqu'il est posé habilement et méticuleusement, cet appareil peut avoir un effet décoratif mais, dans la plupart des édifices utilitaires, comme les constructions militaires de l'empire romain et les humbles églises de campagne des époques romane et pré-romane, il se présente comme « peu soigné », d'après Lucien Musset et il est qualifié d'« opus spicatum très grossier » dans un ouvrage des Presses universitaires de Caen.

## Qualités de l'appareil

### Meilleure tenue des murs
L’appareil en arête-de-poisson permet une meilleure tenue des murs en petit appareil, en rendant « les tassements plus lents et plus réguliers ».
Quelques assises en arête-de-poisson permettent de redonner une horizontalité à un mur construit en moellons de tailles et de formes différentes et de le consolider en « répartissant les poussées qui pourraient se concentrer sur les lignes verticales de joint, jouant le rôle de raidisseur mais dans le sens horizontal ».
Dans un mur de pierres sèches, le fait de placer les pierres en biais permet à chaque élément de faire passer sa force dynamique tout le long du mur plutôt que seulement à la pierre en dessous.

### Capacité de drainage et d'assainissement
Les Romains utilisaient le dispositif dans les fondations des édifices ou dans les hérissons des chaussées pour que l'eau qui aurait pu s'infiltrer plus haut puisse s'écouler. Dans les régions où les constructions sont en pisé, des galets posés en arête-de-poisson en soubassement permettent d'isoler les murs de l'humidité du sol.
Utilisé en dallage, l’appareil permet une évacuation plus rapide des eaux de pluie.
Plus rapide à monter, le système semble très solide aux yeux de Prosper Mérimée.

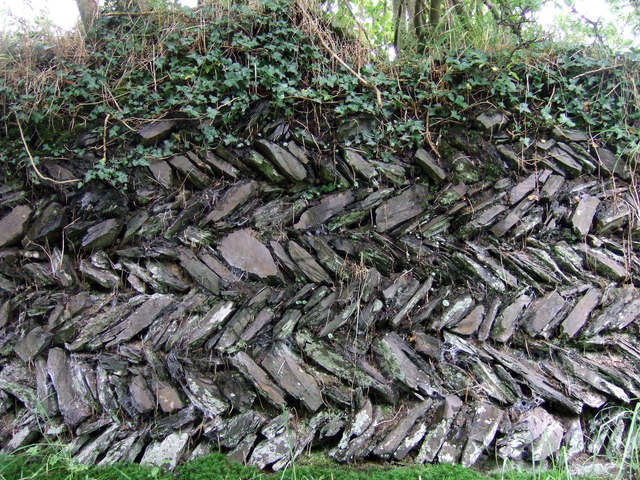
Muret en pierre sèche (pays de Galles).
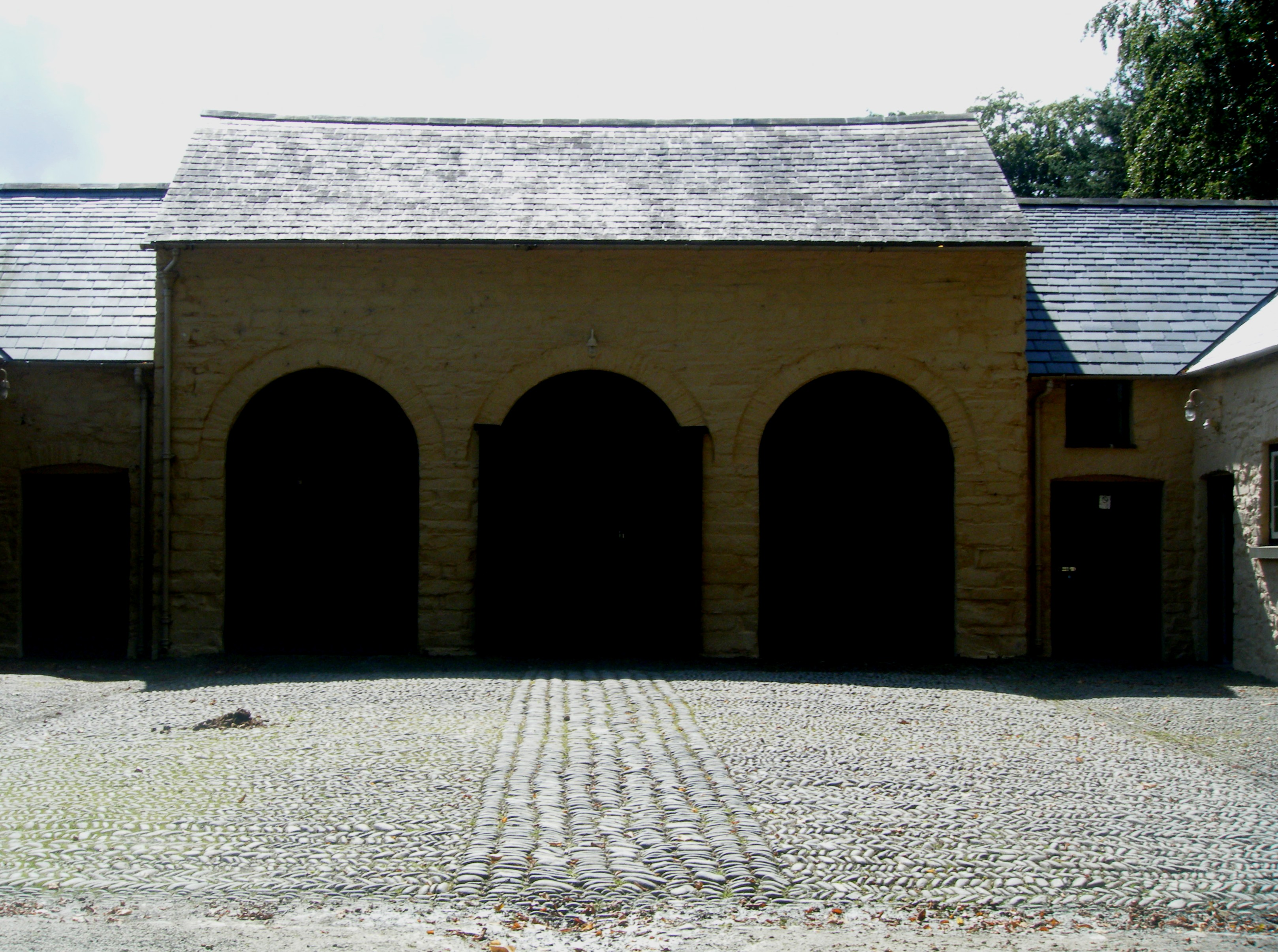
Cour pavée de galets en arête-de-poisson.
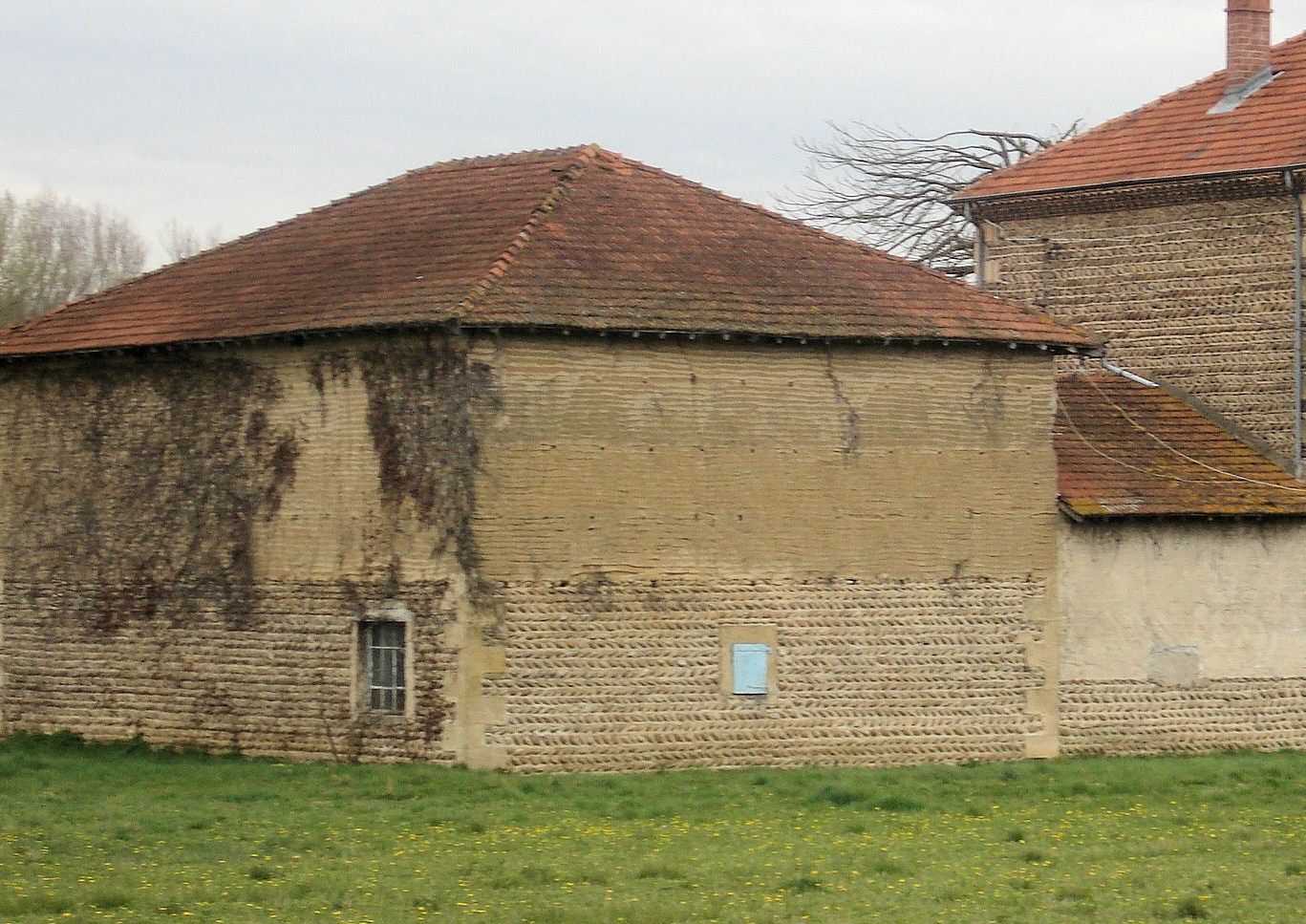
Bâtiment en pisé et galets.

### Moins prestigieux que la pierre de taille
C'est un appareil de très médiocre qualité jusqu'au XIe siècle. Après la chute de l'Empire romain, les maçons ont perdu le savoir-faire des anciens, aussi bien pour la taille de la pierre de moyen et grand appareil que pour la confection du mortier. Les édifices en moellons sont fragilisés par la mauvaise qualité du mortier due à une chaux cuite à de trop basses températures et à l'emploi de sable terreux.
Il est aussi moins coûteux. Les pierres plates nécessaires à l'appareil en arête-de-poisson pouvaient être prélevées dans des gisements à fleur de sol, dans les environs immédiats ; il n'y avait donc pas de frais de taille, d'extraction ou de transport.
À partir du XIe siècle, l'appareil est réservé à la construction des « édifices les moins prestigieux et les moins riches ».

## Matériaux

### Pierre
- Le schiste et la pierre calcaire, sous forme de plaquettes[22], aisément prélevés dans les bancs de surface des carrières à ciel ouvert[35].
- Le silex et la pierre meulière[36].
- Le grès quartzeux[37]
- le gneiss, pierre feuilletée, impossible à tailler ou à sculpter[38].
- L'ardoise dans les haies du nord de la Cornouailles (Angleterre)[39].
- Les galets de rivières et de moraines[28]

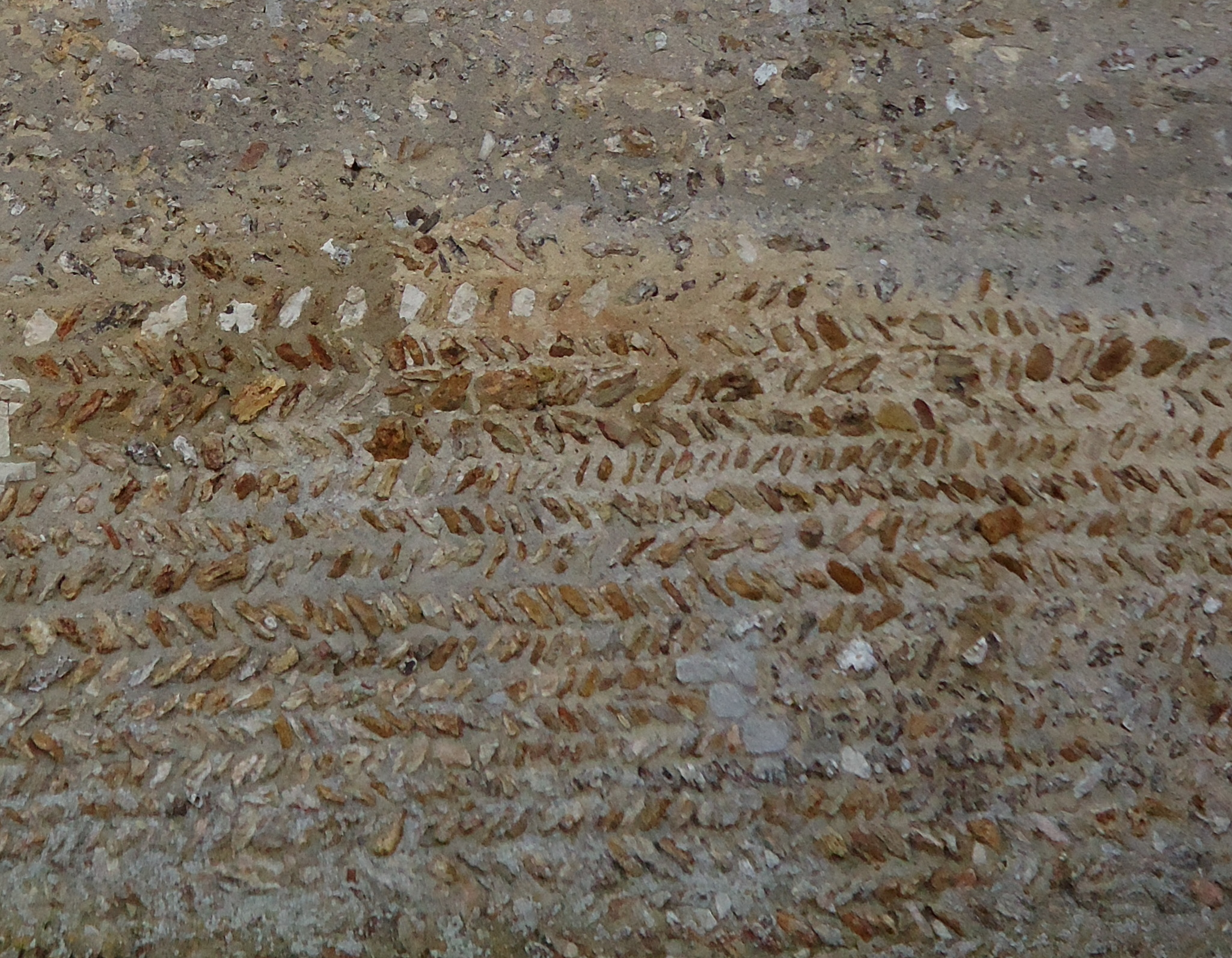
Pierre meulière en arête-de-poisson noyée dans du mortier.
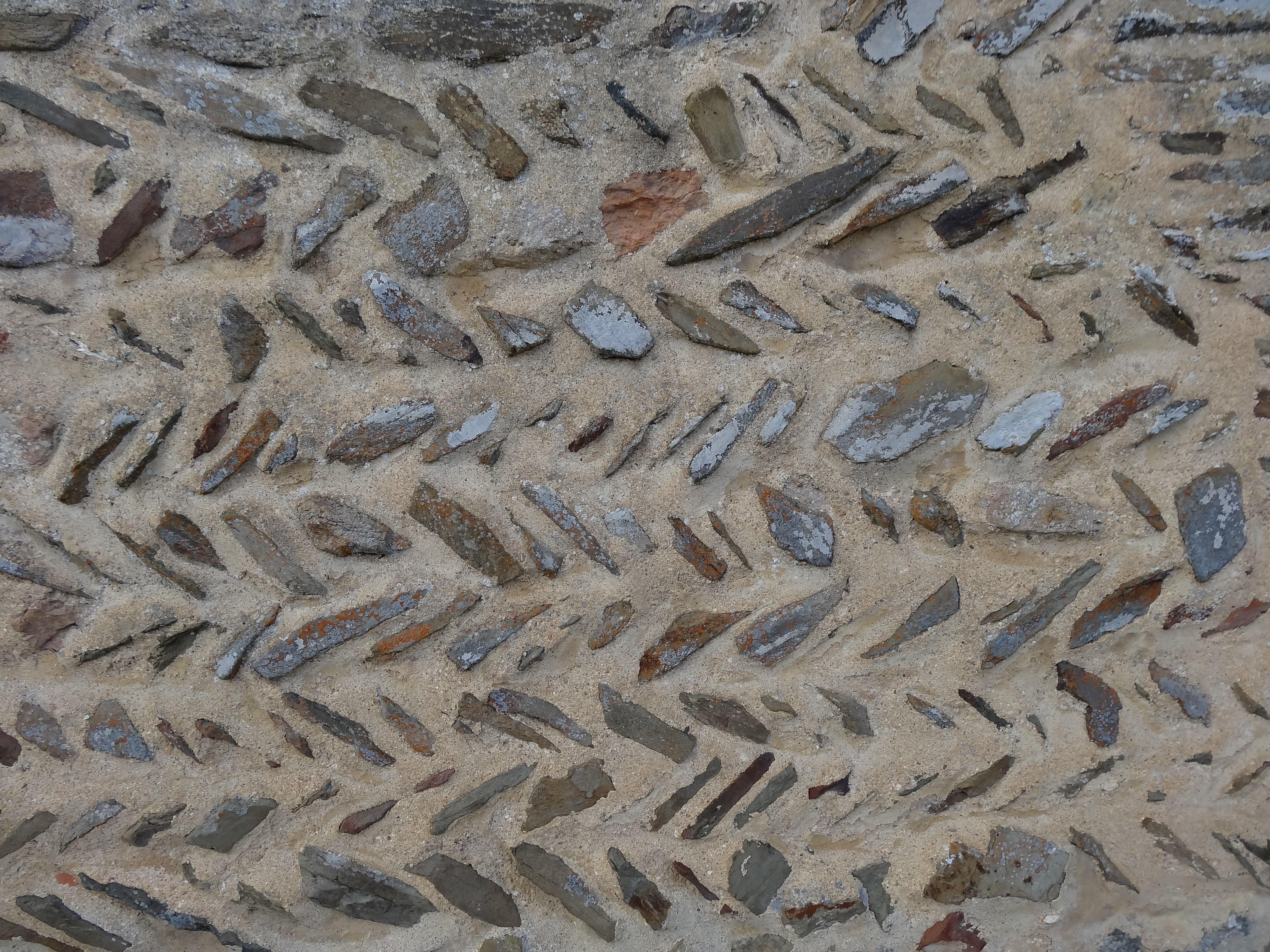
Appareil en arête-de-poisson en schiste.
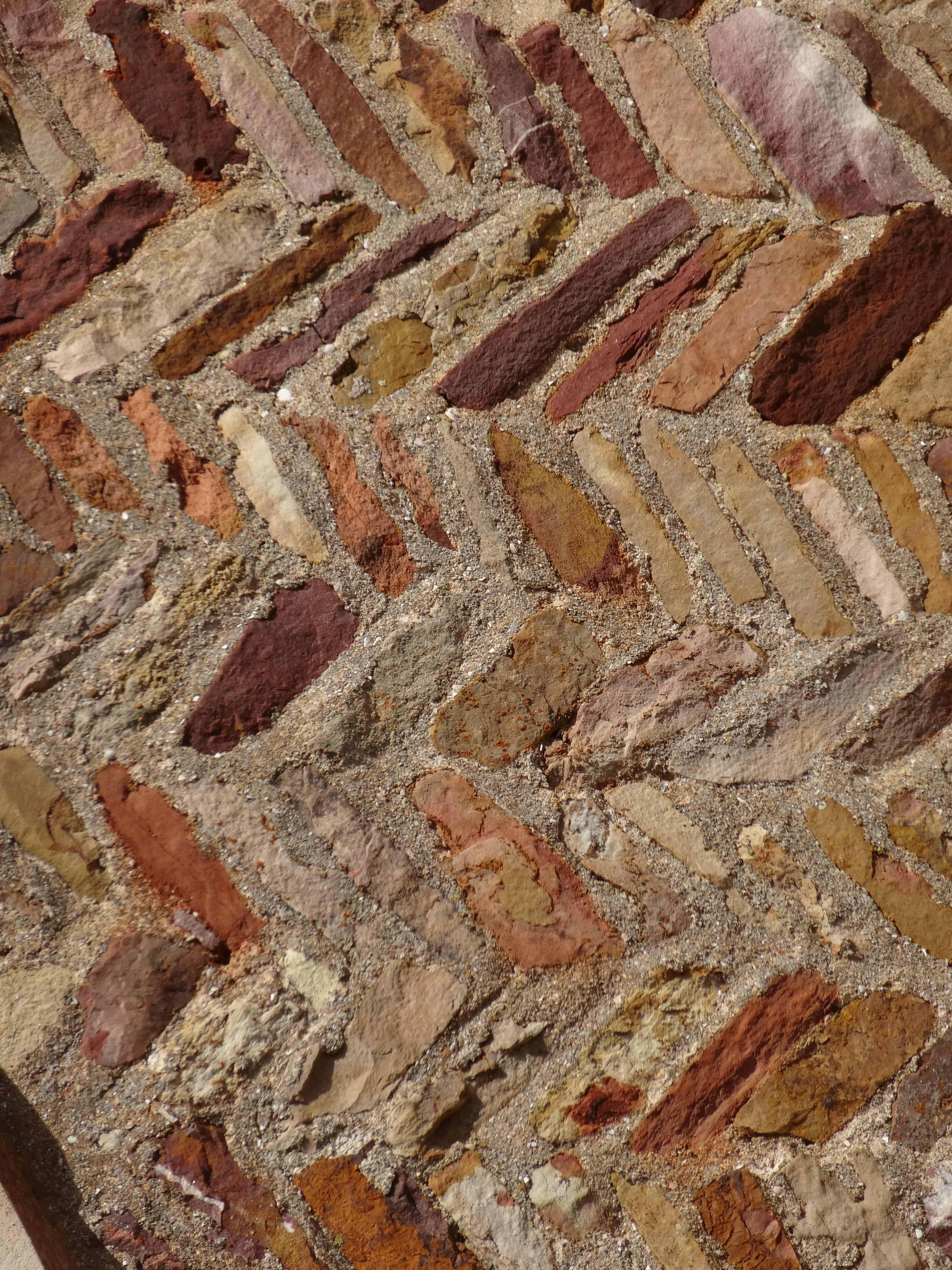
Appareil en arête-de-poisson en grès rouge.
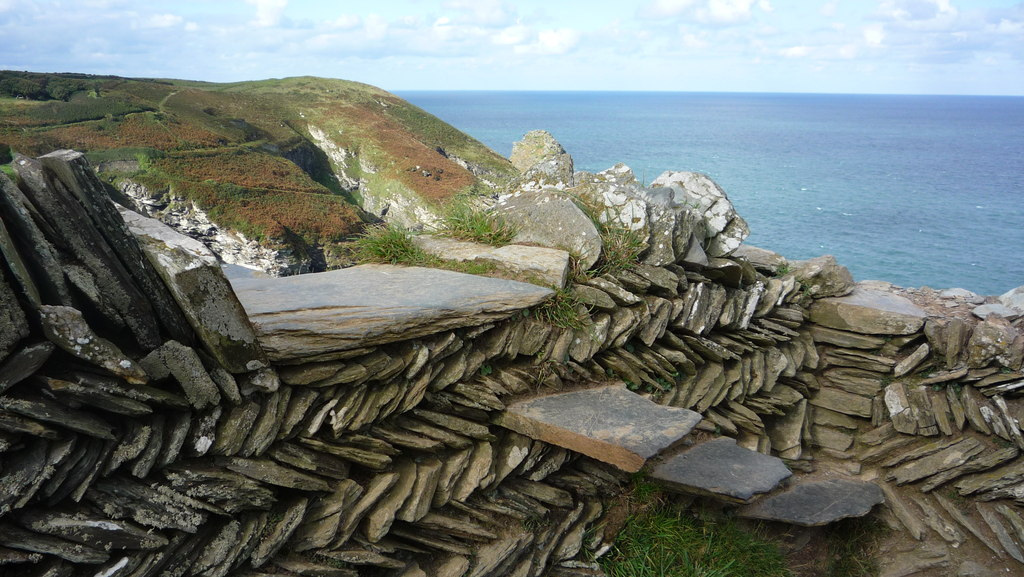
Muret en ardoises monté sans mortier en Cornouailles.
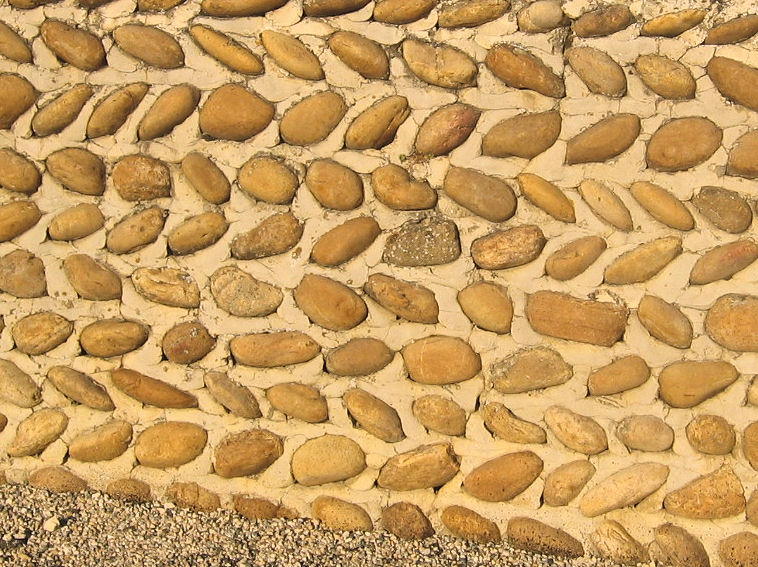
Mur en galets disposés en arête-de-poisson.

### Brique
La brique cuite, inventée à l’époque de l’Uruk Djemdet Nasr, en Mésopotamie est utilisée parcimonieusement par les Romains. Bien avant de constituer un matériau de base de construction dans certaines régions d’Europe, à partir du XIIIe siècle, on la trouve en arases dans les murs de petit appareil, autour du Ier siècle de notre ère et jusqu'à la période pré-romane. Ces chaînages sont souvent en arête-de-poisson.

## Controverse sur l’appareil considéré comme preuve de datation
Depuis le XIXe siècle, la présence d’appareil en arête-de-poisson dans un édifice est considérée par de nombreux commentateurs comme une preuve que celui-ci pouvait être immanquablement daté du XIe ou XIIe siècle. En Grande-Bretagne, certains auteurs pensent, au contraire, qu'il constitue la preuve que le bâtiment est construit par les Anglo-Saxons, avant l'arrivée des Normands, en 1066. Des voix s'élèvent contre cette fausse idée,. Depuis, les historiens répètent que cette présence n’est qu’une indication de datation qui doit être confrontée à d’autres éléments concordants.
Si de nombreuses églises du XIe siècle, en France, en Grande-Bretagne, en Italie et en Espagne, ont des murs ou des parties de murs construits de cette manière, l’appareil en arête-de-poisson est présent à toutes les époques dans ces régions, depuis l’Empire romain jusqu’au XIXe siècle.

## Périodes d'apparition de l'appareil en arête-de-poisson

### Empire romain
Le terme latin opus spicatum désigne à la fois l'appareil en épi et celui en arête-de-poisson. Le premier est très couramment employé dans le revêtement des sols en briques : on en trouve beaucoup de témoignages dans les vestiges de villas partout où s'étendait l'Empire romain. Le second est utilisé dans les maçonneries non visibles, comme les fondations ou les hérissons de sols, et aussi dans les murs de défense des forts, des villes ou dans certaines parties de murs de constructions privées. Mais si l’opus spicatum est présent dans tous les territoires de l'Empire romain, il n'apparaît que dans des petites parties de murs ou dans des murs de petites constructions mineures,.

#### Grands ouvrages et constructions militaires
L’appareil en arête-de-poisson est une des diverses techniques employées pour la construction des murs d’enceintes militaires et des murailles entourant les villes, surtout à l’époque du Bas-Empire romain. En France, on en voit des exemples à Brest, à Rennes ou à Rouen.

#### Aqueducs
Il apparaît dans certaines parties des aqueducs, mais ne constitue pas une composante importante de ces édifices.

#### Le long dulimes
Le limes, ou frontières de l'Empire romain, était défendu par des barrières naturelles ou artificielles : fossés, murs de terre, ou de pierres, ponctués de forts comme celui de Boppard (de), situé entre la Moselle et le Main : le limes de Germanie supérieure en Allemagne.
Celui du fort d'Irgenhausen (de), daté du IVe au Ve siècle, situé sur le trajet d'une route romaine près du lac de Pfäffikon, en Suisse.
En Bosnie-Herzégovine, la forteresse de Gradac (Ilinjaca-Gornji Kotorac, Ilidza), des IIIe et IVe siècles.
En Grande-Bretagne, le fort de Longovicium, construit au IIe siècle par la Vingtième Légion, sur la Dere Street, qui reliait York au mur d'Hadrien.

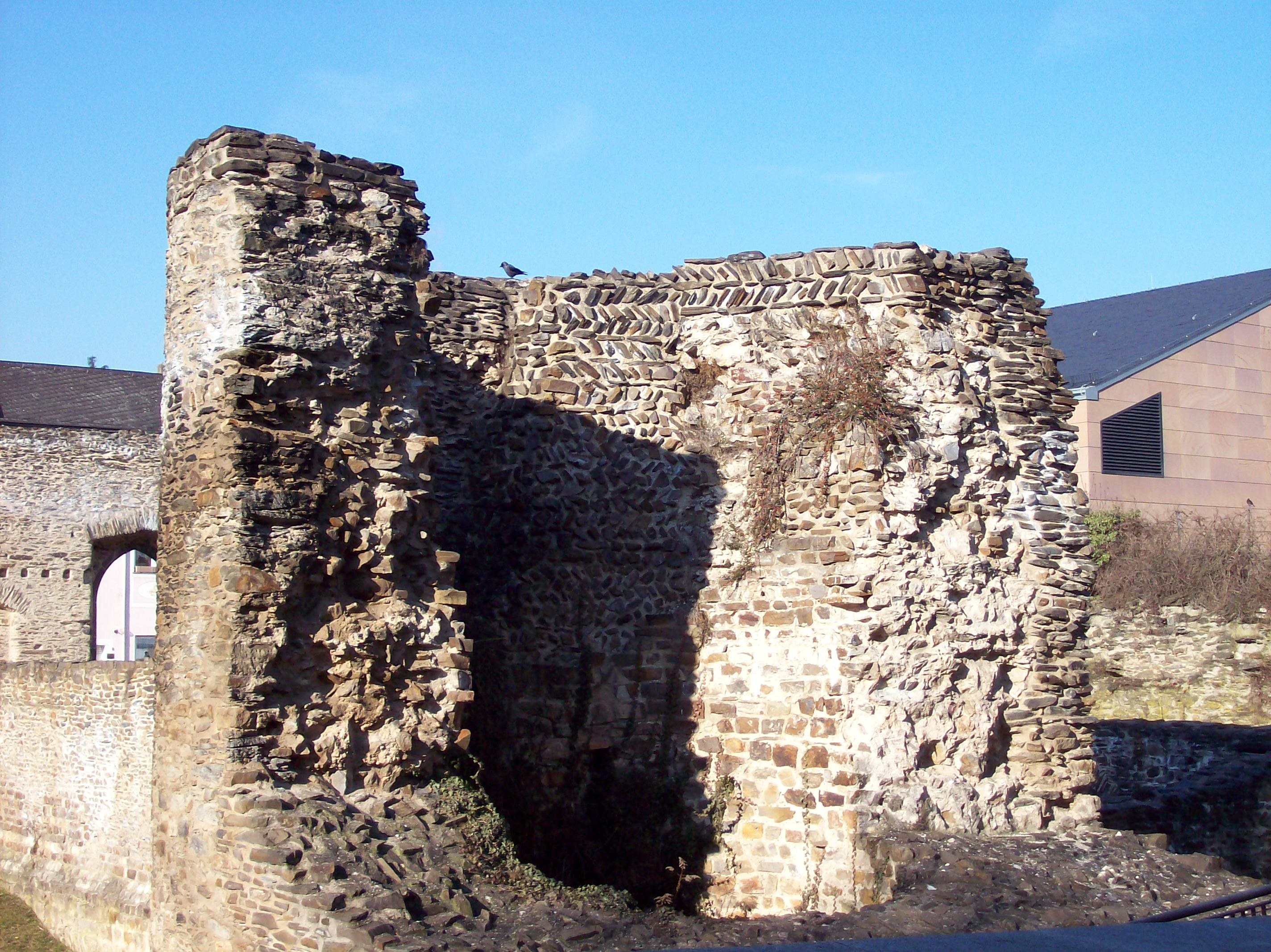
Fort de Boppard (de) (Allemagne).
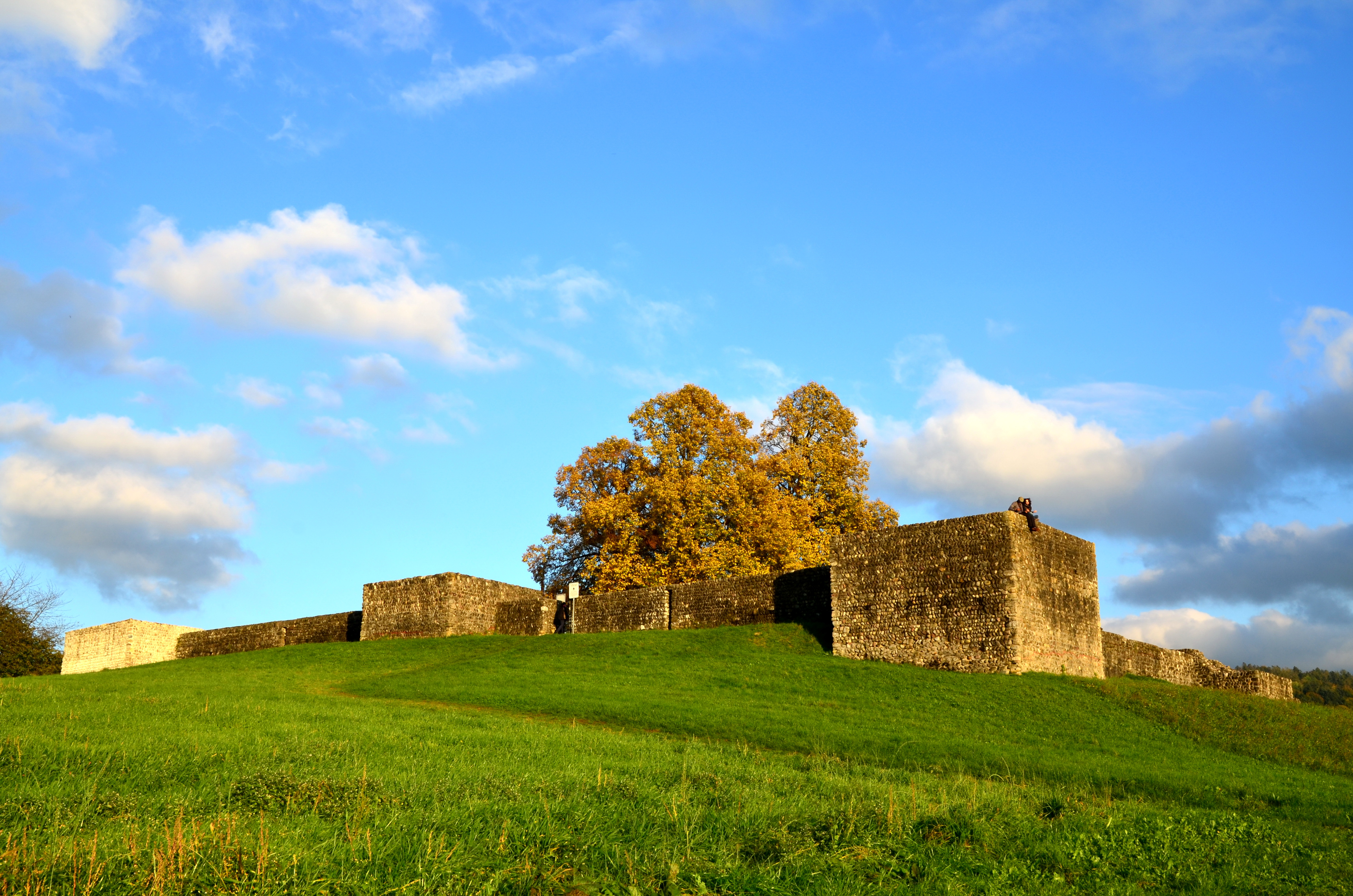
Fort d'Irgenhausen (de) (Suisse).
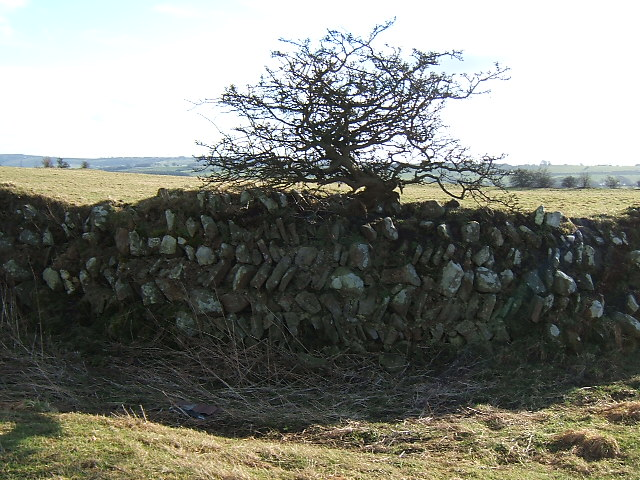
Longovicium, fort romain de Lanchester (Angleterre).

#### Constructions privées
En France, la villa des Alleux, à Taden (Côtes-d'Armor), du Ier au IIe siècle, comporte une salle de réception au sol en terre cuite disposée en arête-de-poisson.
À Saint-Merd-les-Oussines (Corrèze), sur le site gallo-romain des Cars, les restes de murs en arête-de-poisson d'une villa ayant l'eau courante et un système de chauffage sont datés de la fin du IIe siècle au début du IIIe.
Les Mazelles, à Thésée (Loir-et-Cher), est un ensemble de bâtiments du IIe siècle dont le plus important a des murs aux assises en arête-de-poisson où s'intercalent quelques chaînages de briques.

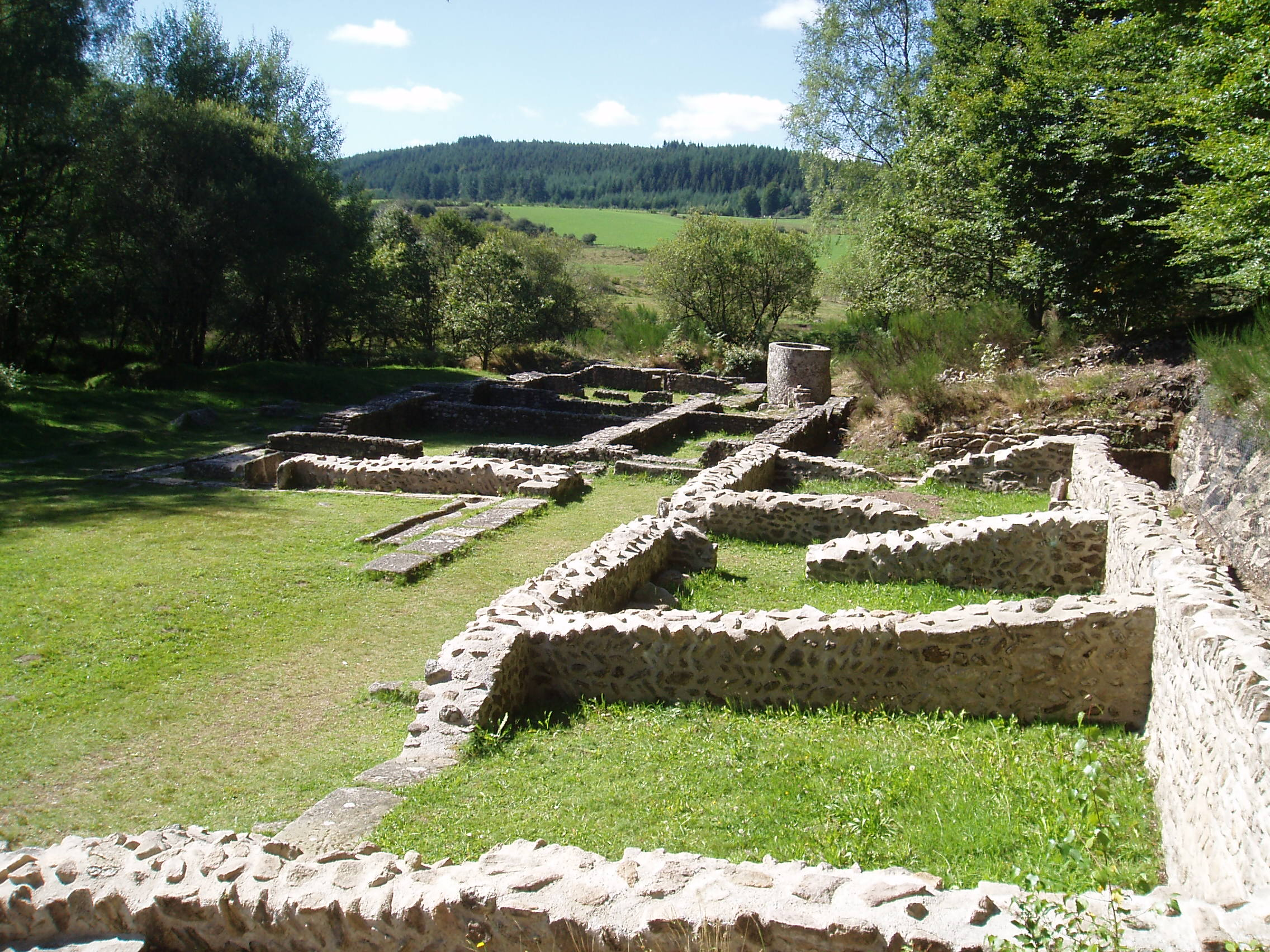
Vestiges d'une villa gallo-romaine à Saint-Merd-les-Oussines.
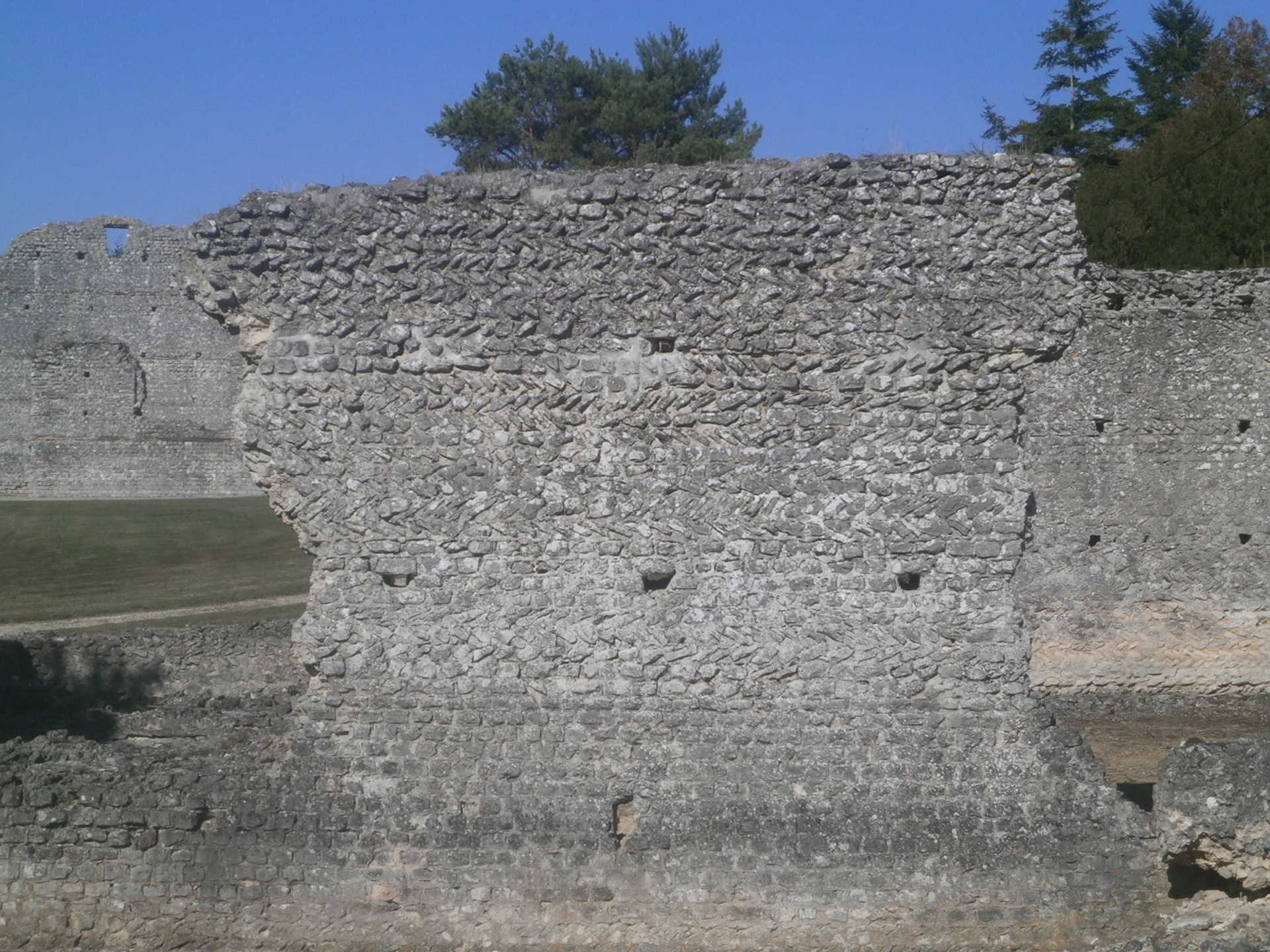
Les Mazelles à Thésée, Loir-et-Cher.

En Grande-Bretagne, à partir de l’an 120, la pierre est préférée à la terre et au bois pour la construction des maisons aristocratiques. Les constructions, situées pour la plupart dans l'est et le sud, sont en petit appareil de pierres plus ou moins régulières, souvent accompagné de chaînages de tuiles, comme dans les constructions gallo-romaines. Les angles et les entourages de portes et fenêtres sont en pierres de taille ou en briques, pour le décor autant que pour la solidité de la structure. Les opus incertum, reticulatum et testaceum, que l’on trouve en Italie et dans tout l’Empire romain, n’apparaissent pas dans l’architecture romano-britannique. Les appareils en épi ou en arête-de-poisson peuvent être présents dans les fondations ou dans quelques assises de murs. Mais, quand un mur est entièrement en arête-de-poisson, le dispositif est toujours consolidé par plusieurs chaînages de tuiles ou de briques disposés à intervalles réguliers.

### Époque préromane
Les monuments bâtis avant le Xe siècle, parvenus jusqu’à nous même partiellement, sont rares et il est difficile de les dater avec certitude. Ils sont construits en murs épais constitués de deux parements de petit appareil entre lesquels on tassait des moellons de tout venant. Les faces visibles des murs peuvent être en appareil réticulé, en petit appareil quadrangulaire ou en arête-de-poisson, rythmé par des cordons de briques.

#### Églises
En France, quelques monuments de la fin de l’époque mérovingienne aux temps des Carolingiens ont traversé les siècles, la plupart sous forme de vestiges, les autres restaurés et transformés en grande partie. On sait, néanmoins, que les églises étaient petites et simples. Leurs murs étaient en petit appareil de moellons ou en pierres plates disposées en arête-de-poisson : le mur occidental et le mur sud de la nef de l'église Saint-Ouen de Périers-sur-le-Dan (Calvados) contiennent des vestiges de la première église bâtie du VIIIe siècle.
À Savennières (Maine-et-Loire), des bandes ornementales de briques en arête-de-poisson rythment la façade occidentale et le mur sud de la nef de l’église Saint-Pierre-et-Saint-Romain, datées du VIe ou VIIe par Arcisse de Caumont.
Les historiens de notre époque attendent que les méthodes modernes de datation puissent indiquer précisément si cette hypothèse se révèle trop hardie ou pas.
Il est plus facile de trouver des monuments du Xe siècle, comme la chapelle Notre-Dame-de-la-Lauze (Aude), la chapelle Saint-Laurent de Tournus (Saône-et-Loire), l'église Saint-André-de-Sorède (Pyrénées-Orientales) qui en sont des exemples. Arcisse de Caumont cite aussi les églises de Suèvres (Loir-et-Cher) et de Chassenon (Charente).

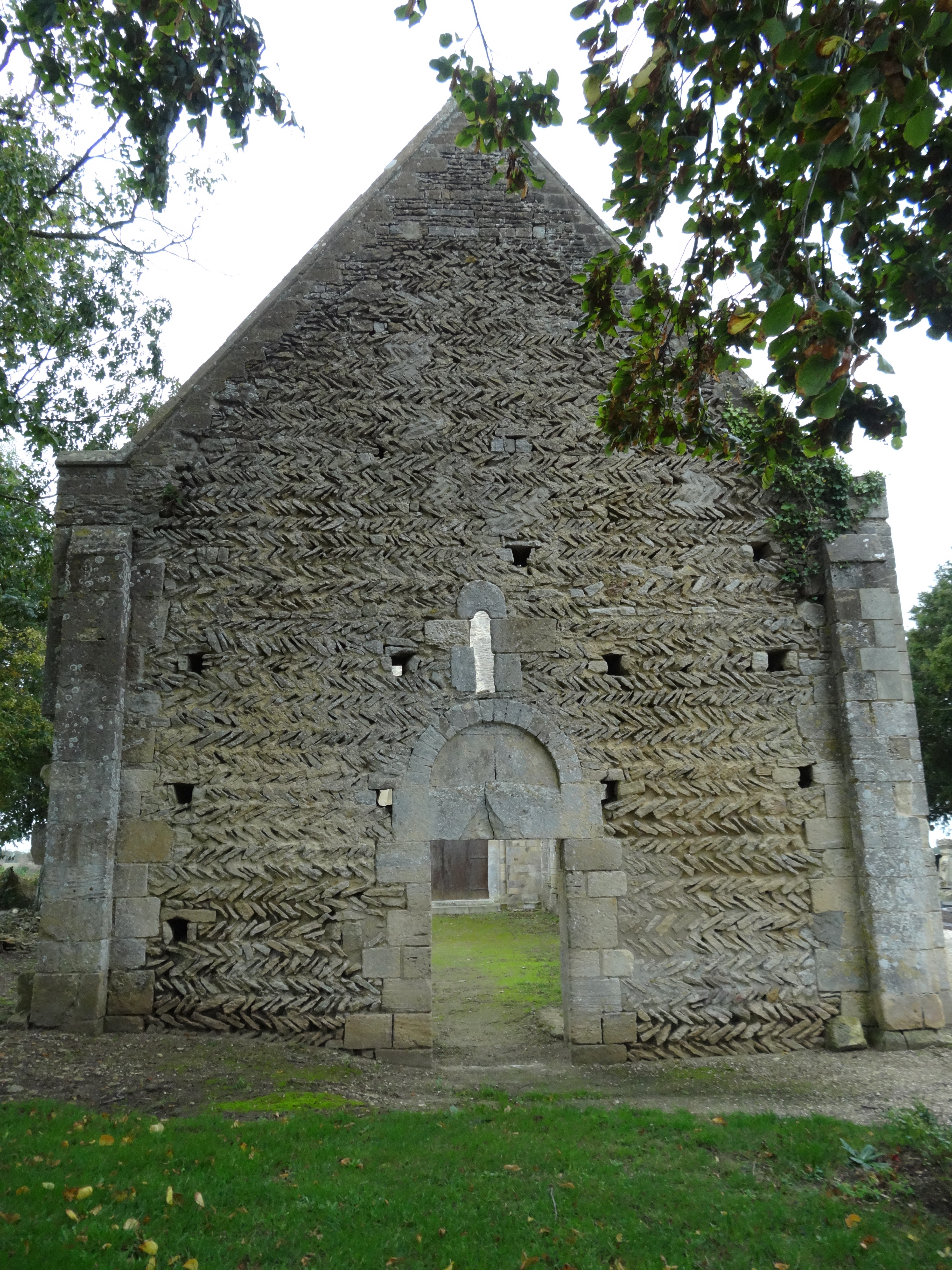
Vestiges de la nef du VIIIe siècle, Périers-sur-le-Dan.
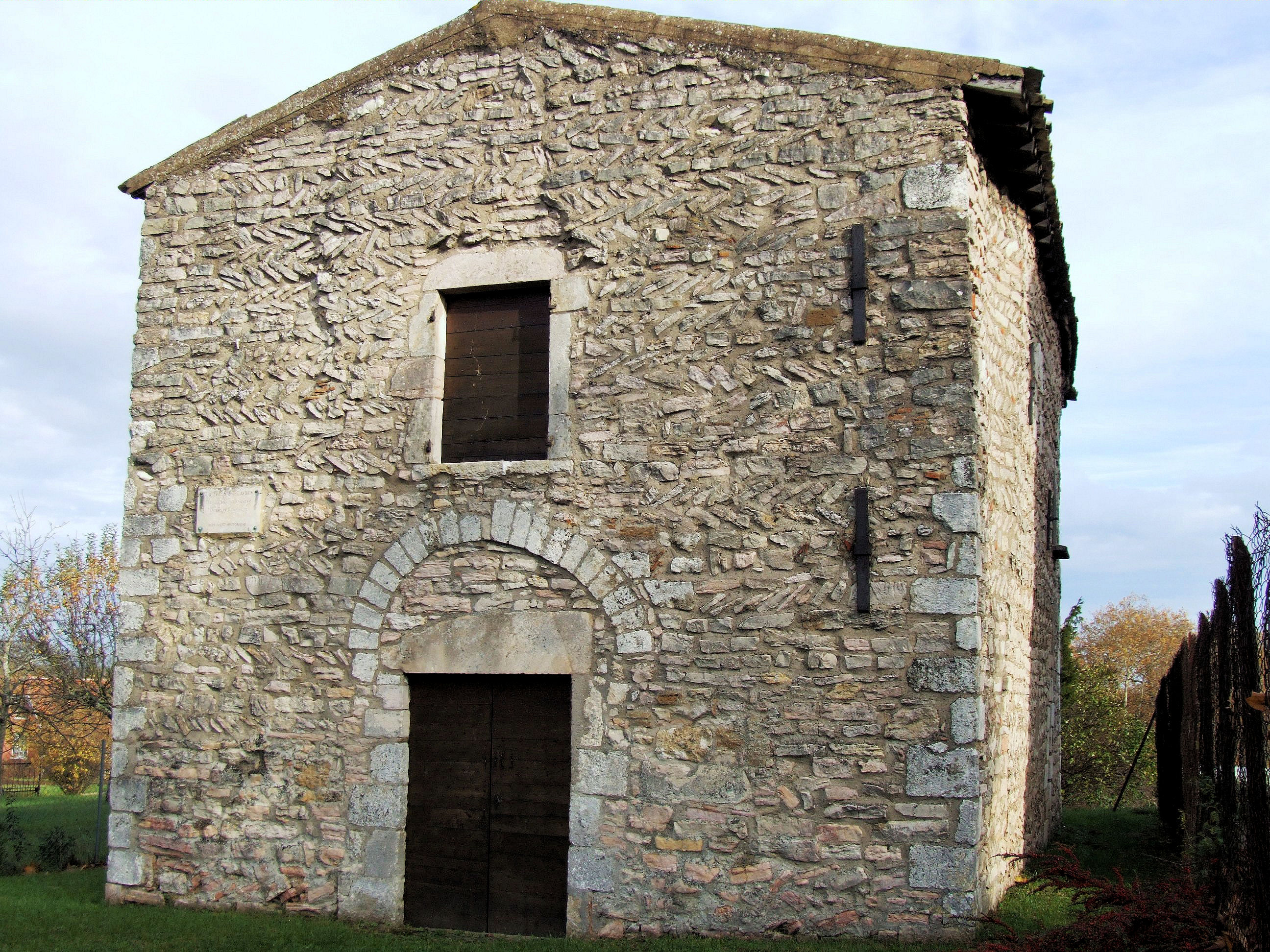
Chapelle Saint-Laurent-de-Tournus.
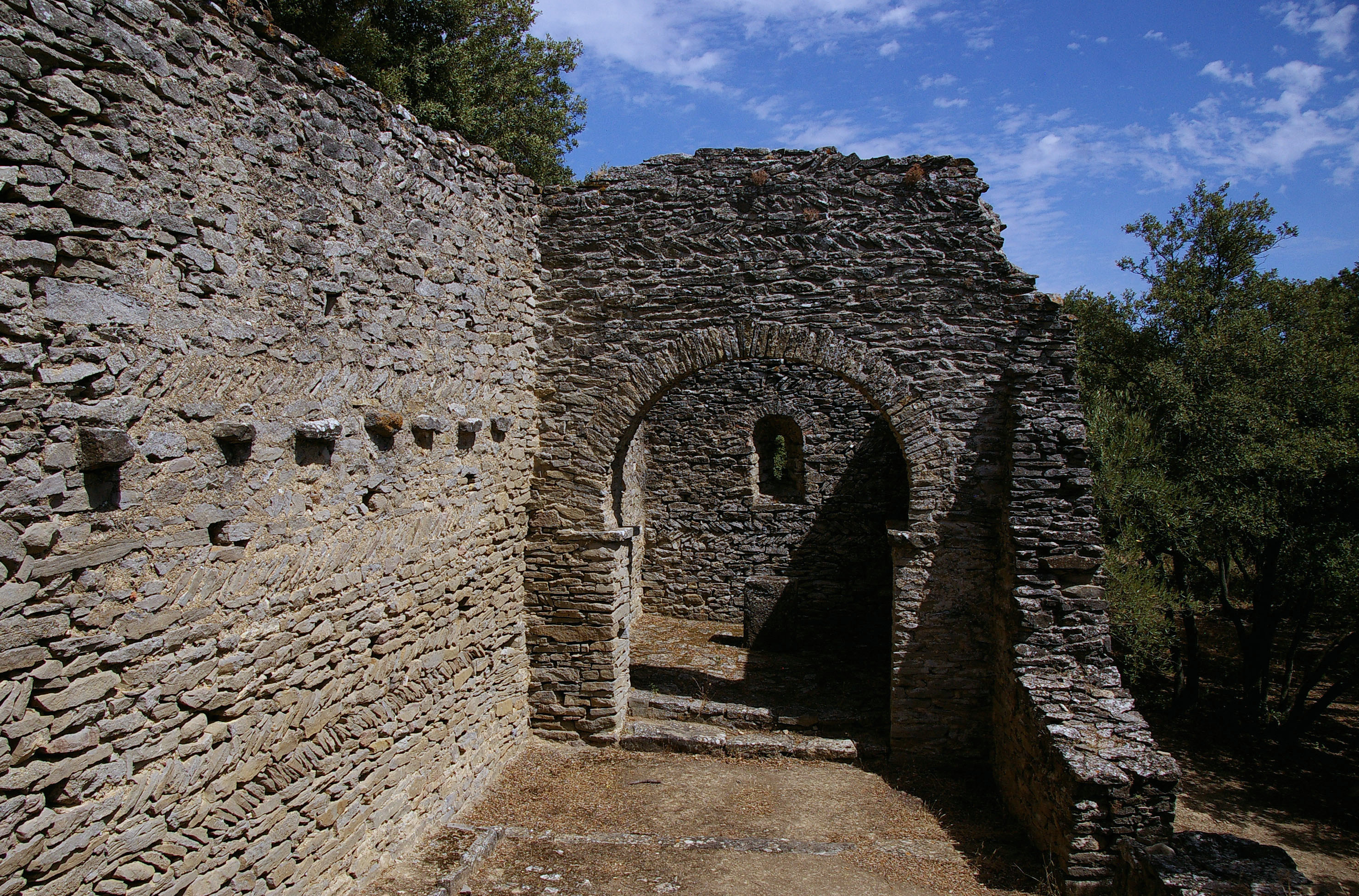
Chapelle Notre-Dame-de-la-Lauze.
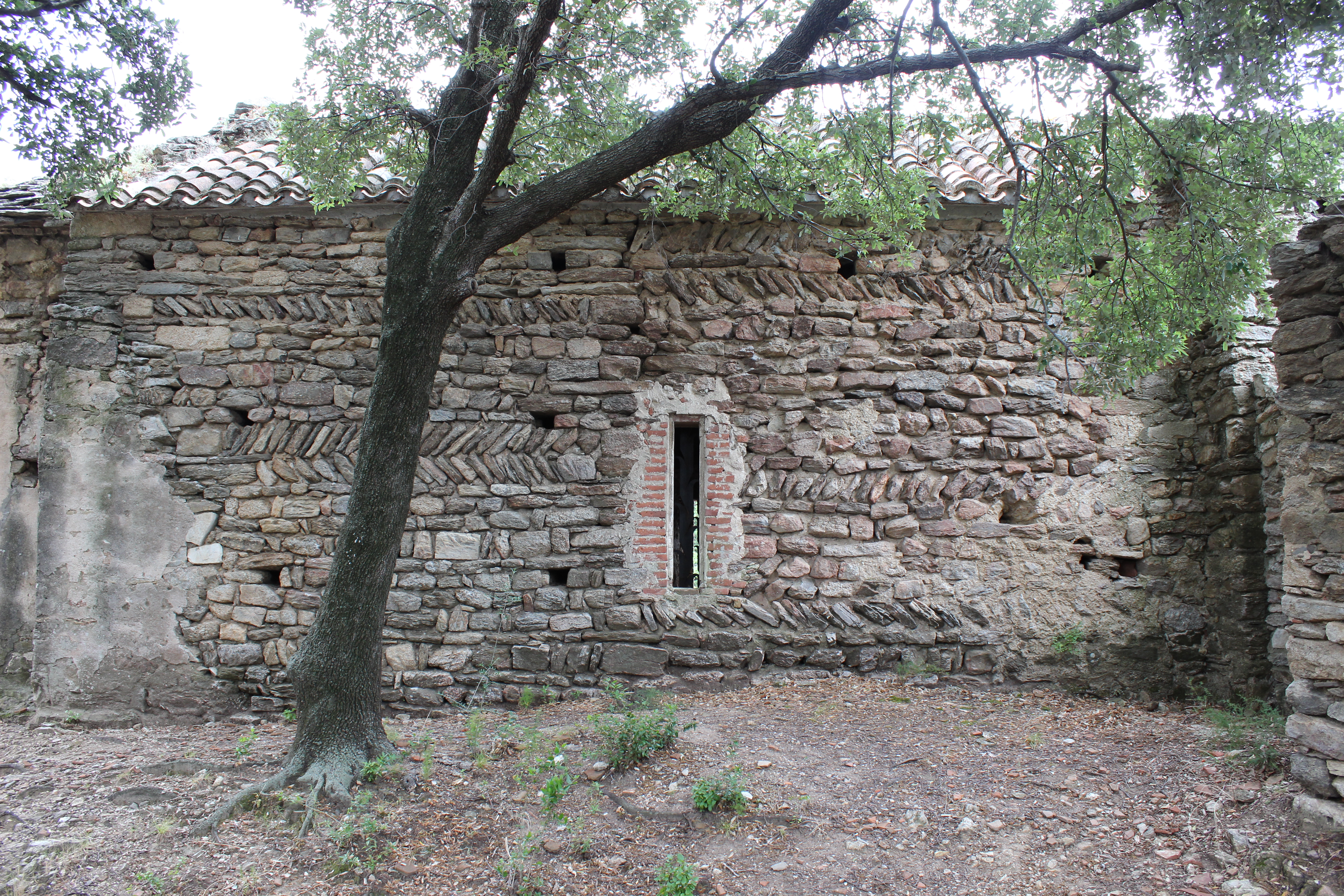
Église Saint-Ferréol de la Pava.

En Grande-Bretagne, la maçonnerie en arête-de-poisson est très fréquemment utilisée par les Anglo-Saxons depuis l’invasion romaine jusqu’à bien après la conquête de l’île par les Normands. L’église Saint-Mary, Deerhurst (Gloucestershire), remontant au IXe siècle, garde, dans le bas de ses murs, des rangées d’assises de pierres en arête-de-poisson. L’église Saint-Peter de Diddlebury (Shropshire) garde des traces de ses origines saxonnes dans les parements intérieurs du mur nord de la nef. L’église Saint-Mary-the-Virgin de Seaham (comté de Durham), dont l’origine remonte au VIIe siècle, comme le cimetière retrouvé dans un champ au nord du bâtiment, est une des plus vieilles églises anglo-saxonnes ; elle présente aussi un appareil en arête-de-poisson dans le mur nord de sa nef.
En Espagne, autour des VIIIe et IXe siècles, apparaissent, en Catalogne, les premières églises en pierre, de plan simple, rectangulaires, avec un chœur voûté. Les murs sont en petit appareil irrégulier, souvent en arête-de-poisson,. Elles ont toutes été détruites ou reconstruites en grande partie à des époques ultérieures.
L'église Sant-Esteve-de-Canapost (ca) (Baix Empordà, comarque de la province de Gérone), est composée de deux édifices élevés l'un au IXe siècle et l'autre au XIe siècle ; les deux nefs, toutes deux rectangulaires, communiquent par des arcs plein-cintre ; la plus ancienne, située au sud et dotée d'un chevet trapézoïdal, a une porte dont l'ouverture en plein-cintre est encadrée par deux assises de grosses pierres rangées en arête-de-poisson. Si la toiture de la Chapelle Sant-Pere-del-Pla-de-l'Arca (ca) a complètement disparu, elle conserve une bonne partie de ses murs, dont celui de l'abside semi-circulaire en un appareil en arête-de-poisson. Les ruines de la petite église Sant-Miquel-de-Palau-Sabaldòria (ca) (Vilafant, Alt Empordà) laissent deviner une nef de trois travées et un chevet trapézoïdal qui conserve tout de même un pignon où subsistent quelques rangées de pierres en arête-de-poisson.
La chapelle Saint-Joan-Sescloses (ca), l'église Sant-Marti de Baussitges (ca), et bien d'autres petites églises de campagne, sont de petits édifices tout simples, dont la date d'origine est incertaine mais remontant au moins au IXe ou Xe siècle, gardent des traces d'appareil en arête-de-poisson, tout comme certains des bâtiments du monastère de Sant Pere de Rodes ou de l'abbaye Saint-Cyr de Colera, qui conserve des rangées de pierres en arête-de-poisson dans les murs nord et sud de l'église, ainsi que dans un reste de mur d'une ancienne dépendance accolée au cloître et dans les vestiges du logement de l'abbé. En Catalogne, l'appareil en arête-de-poisson n'est plus utilisé pour les églises dès les trois premières années du XIe siècle, d'après Josep Pagès i Rovira.

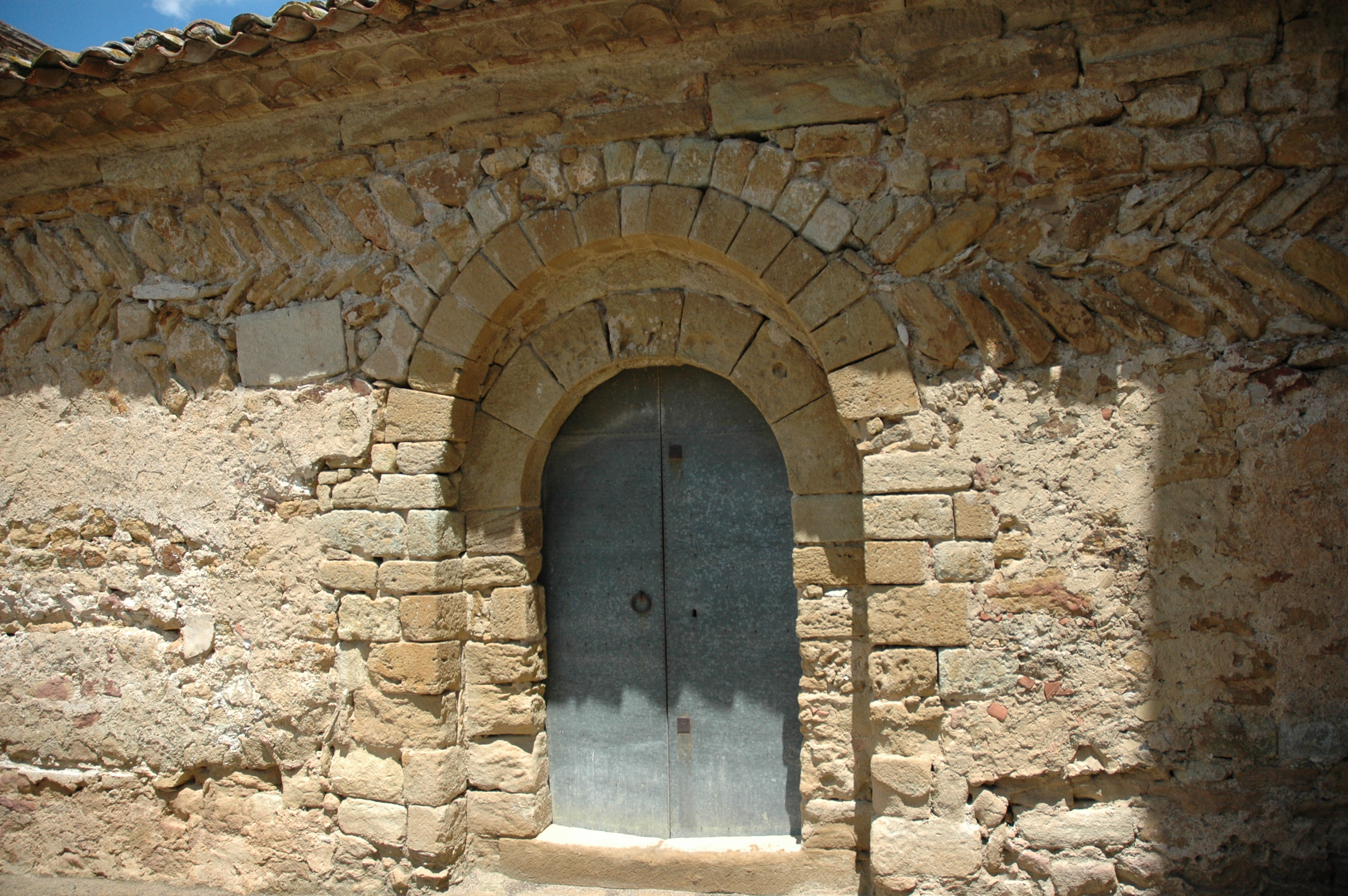
Sant Esteve de Canapost.
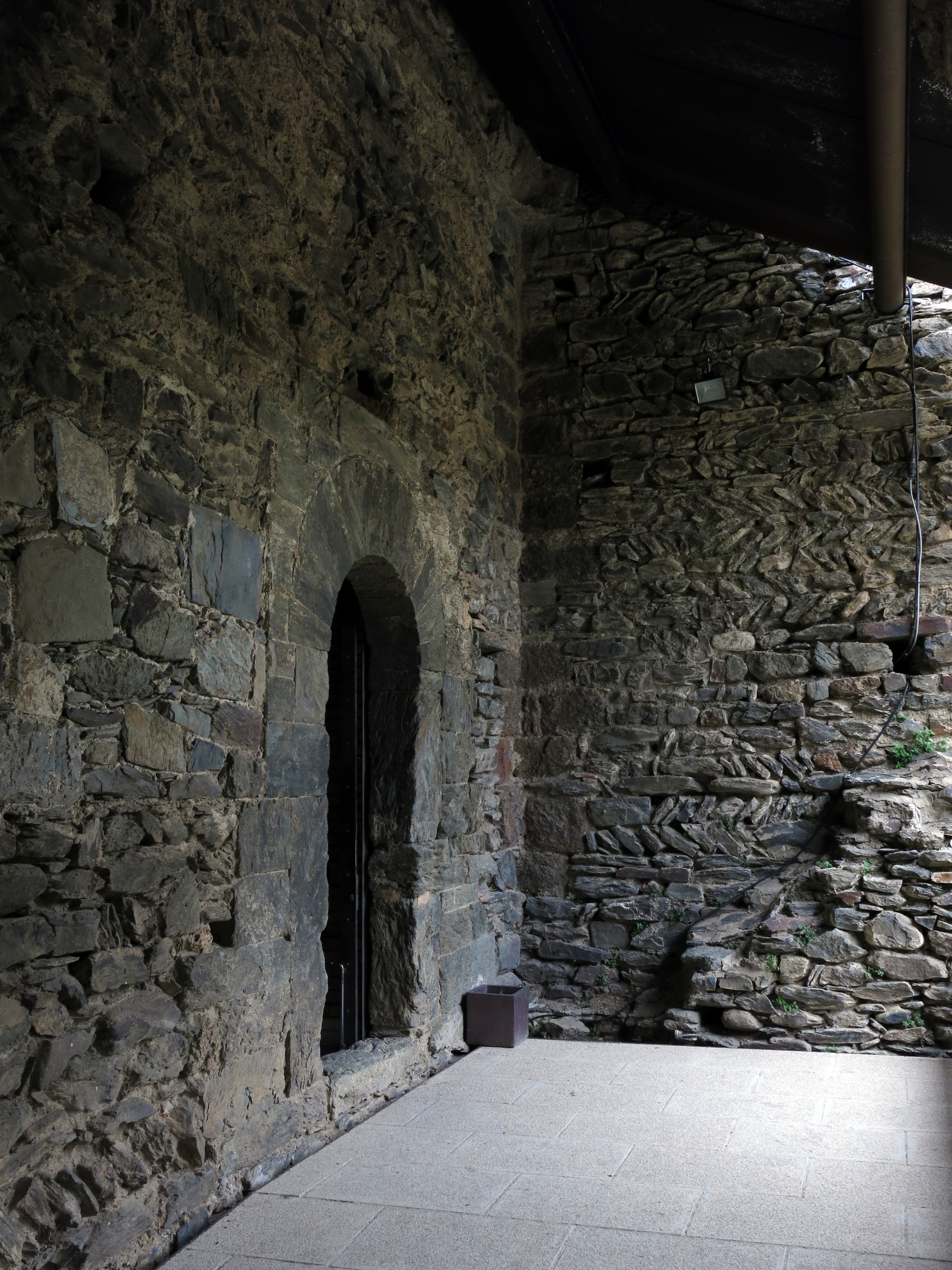
Saint-Cyr de Colera, partie du cloître du Xe siècle.
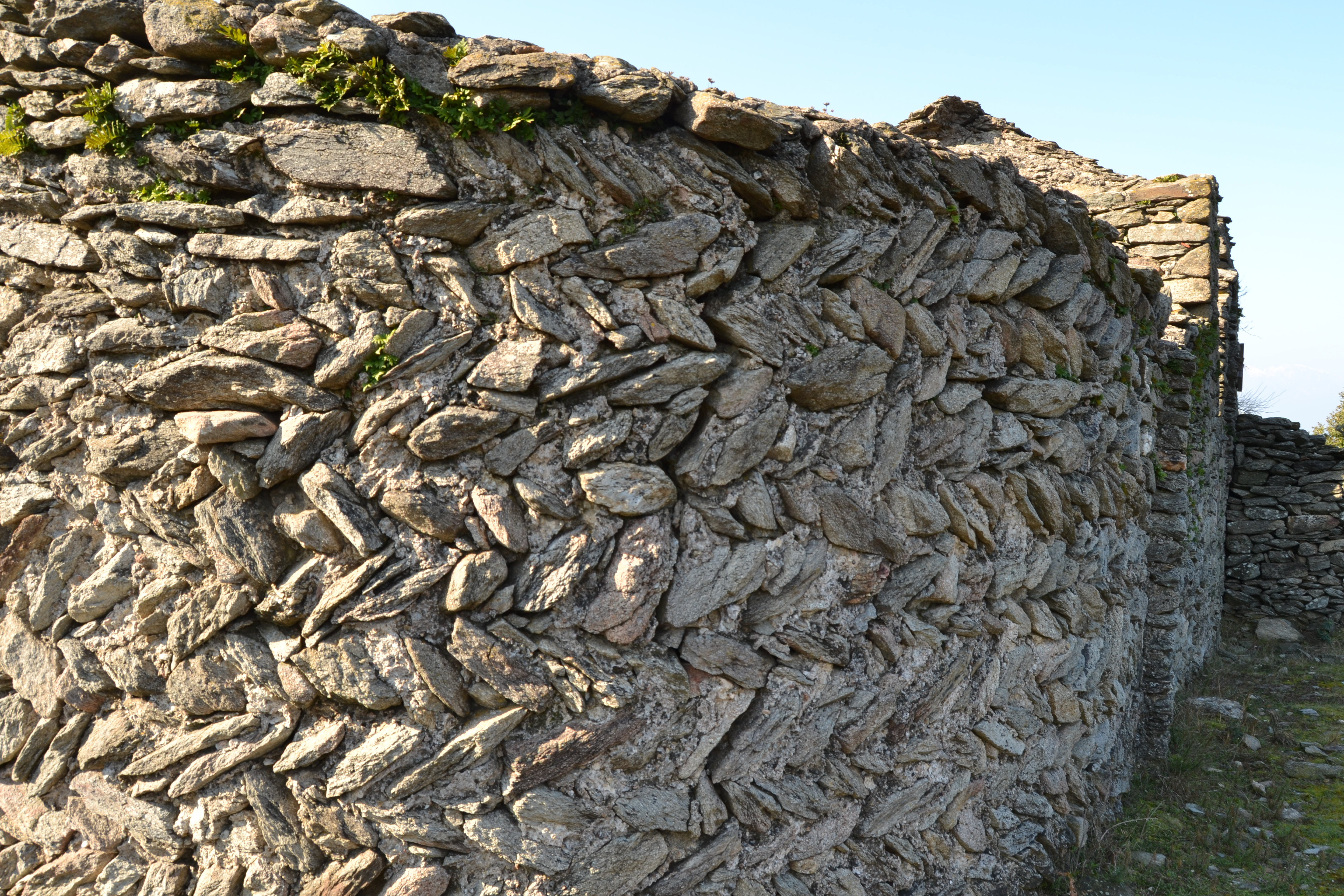
Sant Pere del Pla de l'Arca (ca), vestiges de l'abside de l'église du Xe siècle.

#### Châteaux
Les premiers châteaux en pierre, souvent construits sur d'anciennes mottes castrales, ou en position dominante sur une montagne, dont on peut encore trouver des vestiges, conservent des traces d'appareil en arête-de-poisson.
En France, on peut citer les ruines du château d'Ultrera, perché sur un site construit du Ve au Xe siècle, le château de Luc (Lozère), du VIe au Xe siècle, l'aula de Doué-la-Fontaine, dont le bâtiment date de la fin du IXe siècle ou du début du Xe siècle.
En Espagne, et particulièrement en Catalogne, les tours de certaines forteresses du Xe siècle sont appareillées en arête-de-poisson, comme celle du château de Terrassa (ca), de Montbui (ca), ou du Château de Castellciuró (ca). Le château de Bufalaranya (es), construit au Xe siècle ou avant, dépendait du monastère Sant-Pere de Rodes ; de grandes pierres disposées en arête-de-poisson, visibles dans les vestiges du donjon, avaient une fonction décorative.

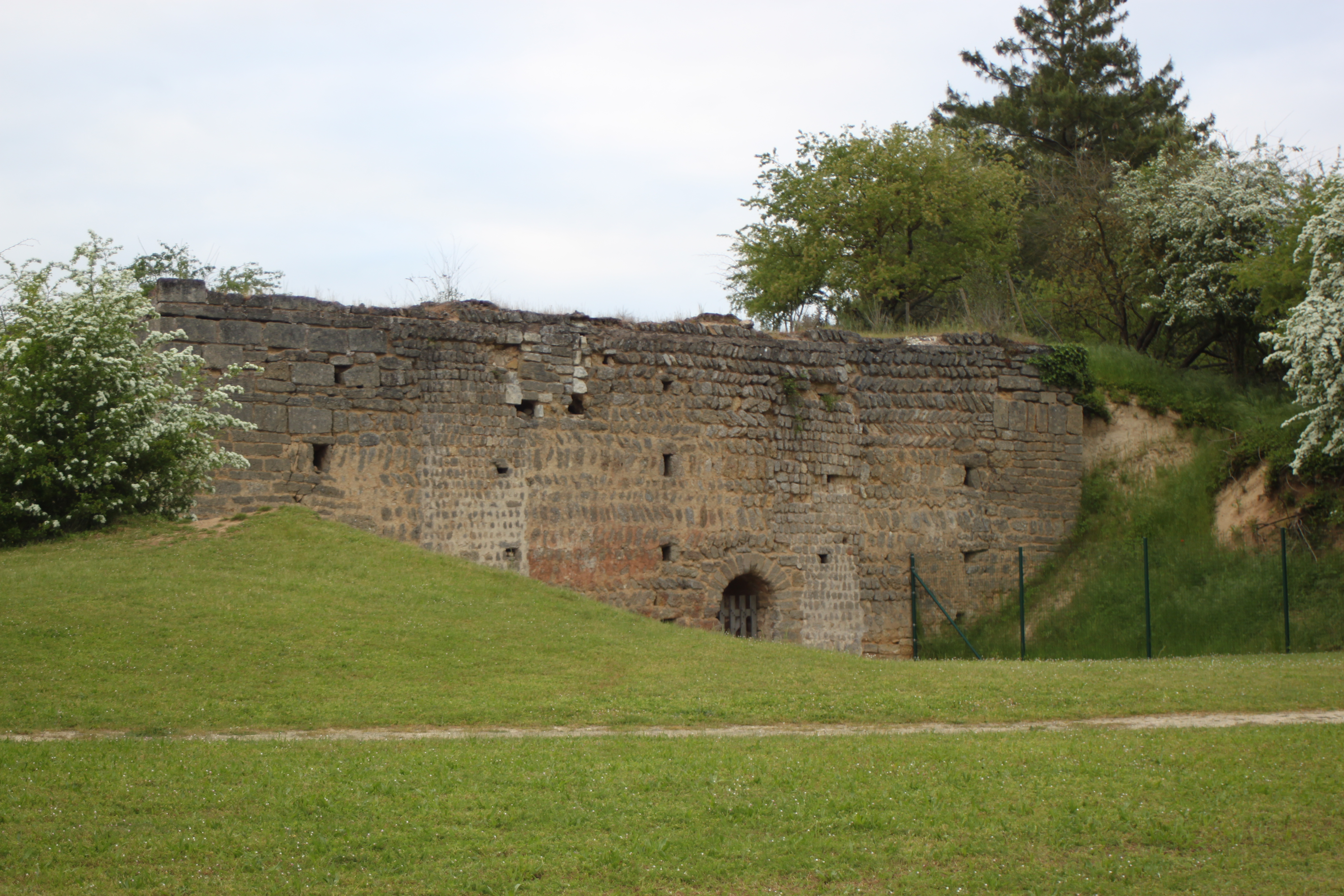
Aula de Doué-la-Fontaine.
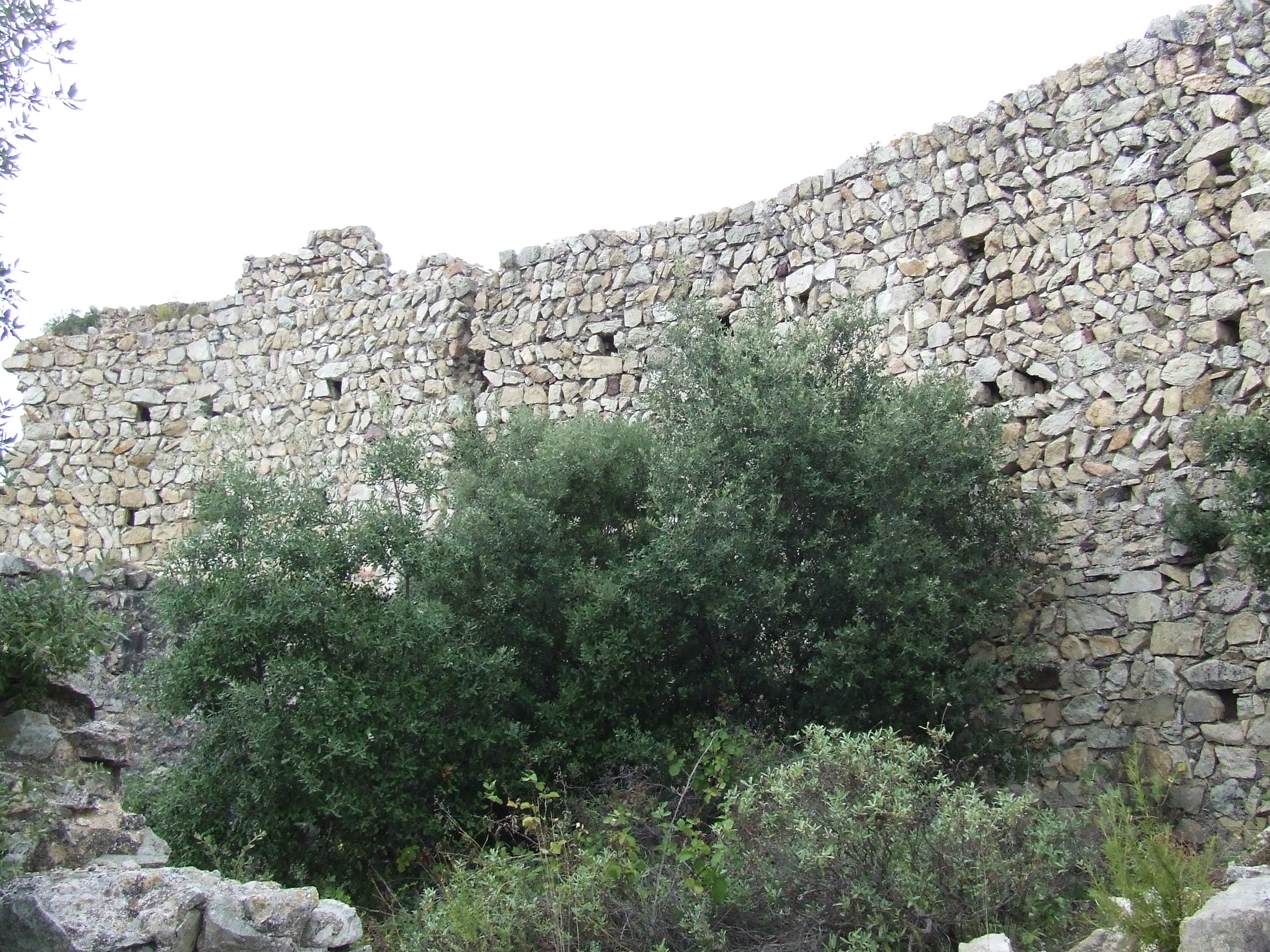
Château de Montbui (ca) (Catalogne).

### Époque romane

#### Églises
Après les grandes peurs de l’an mille et la fin des invasions vikings, le XIe siècle connaît une période de ferveur religieuse et une frénésie de construction. Si les abbayes et certaines constructions civiles de prestige sont en pierre de taille, l’appareil des églises rurales est encore assez semblable, malgré la disparition des cordons de briques qui ceinturaient les murs, à celui des édifices des siècles précédents. Et l'appareil en arête-de-poisson fait florès à cette époque, ainsi qu'au XIIe siècle. Dans les églises, il n'est plus utilisé au XIIIe siècle.
En France, il se répand particulièrement dans l'Oise ou en Normandie,. L'appareil de pierre meulière de l'église Saint-Christophe de Reuilly est remarquable par la régularité de sa disposition et son effet décoratif, ainsi que dans le sud de la France, notamment en Pyrénées-Orientales. Mais, même s'il y est moins répandu, on le trouve aussi dans d'autres régions comme la Bretagne.

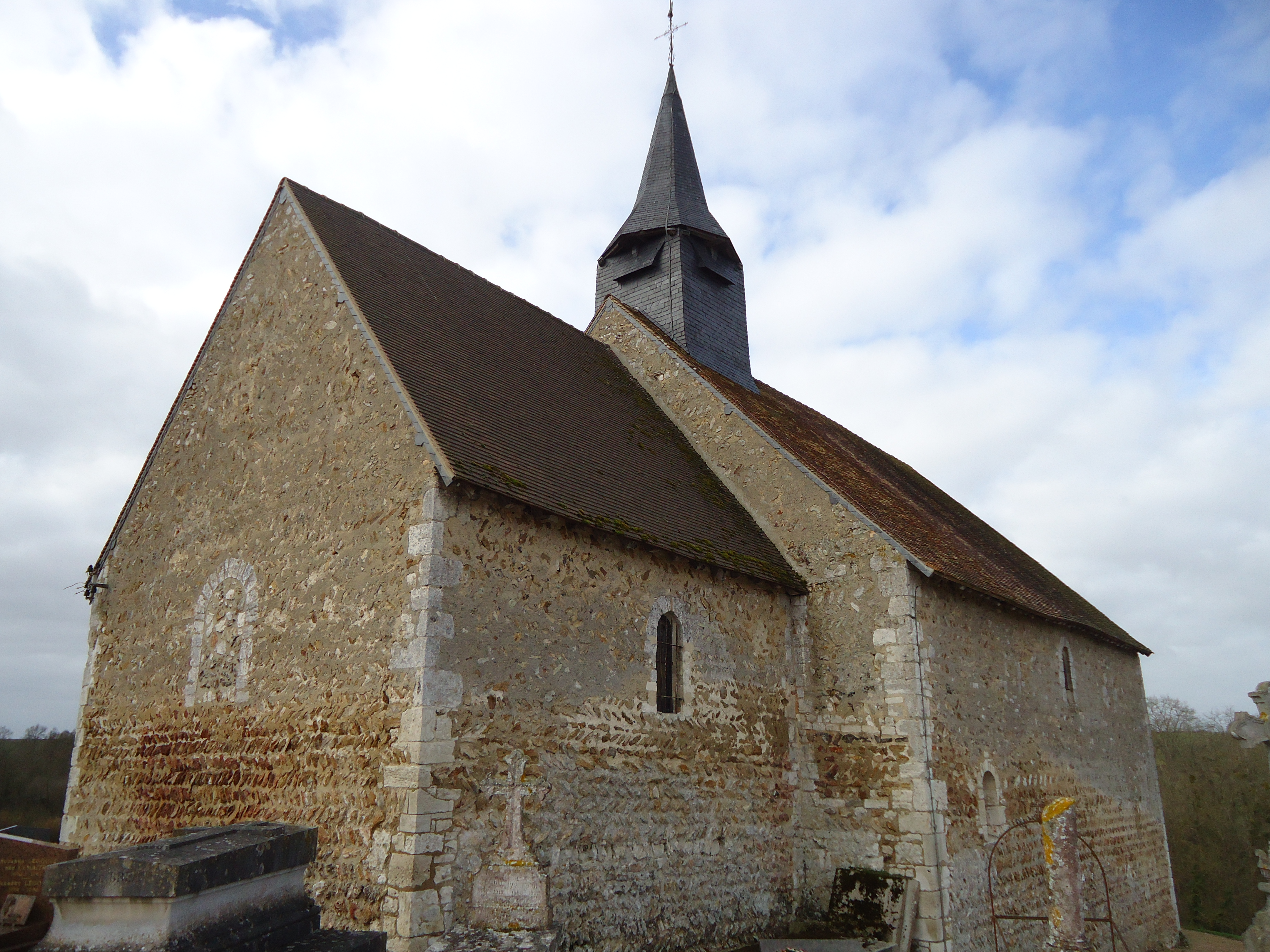
Église Saint-Christophe de Reuilly, XIe siècle.
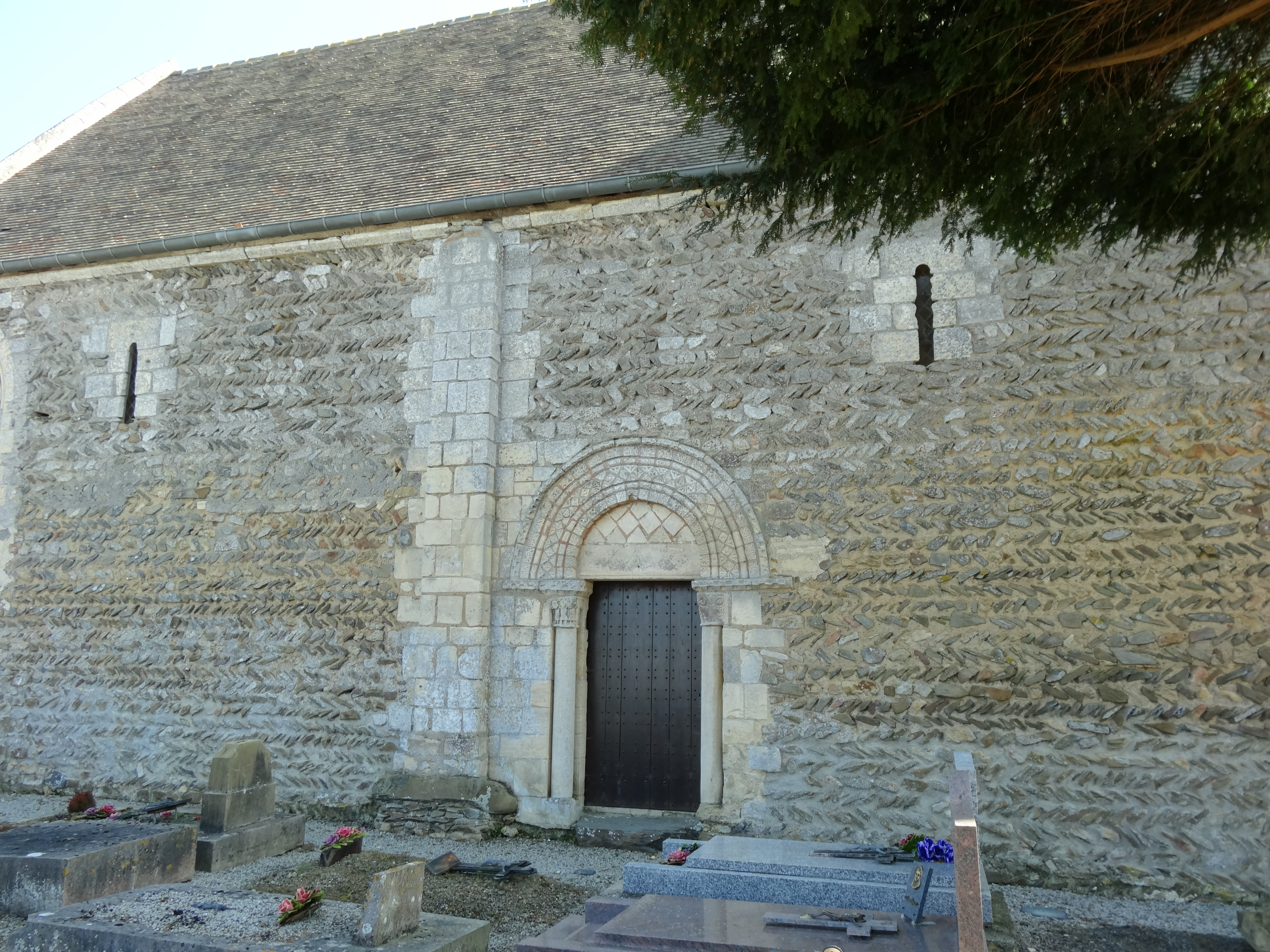
Mur nord de l'église de Mutrécy (Calvados), son portail et ses fenêtres du XIe siècle.
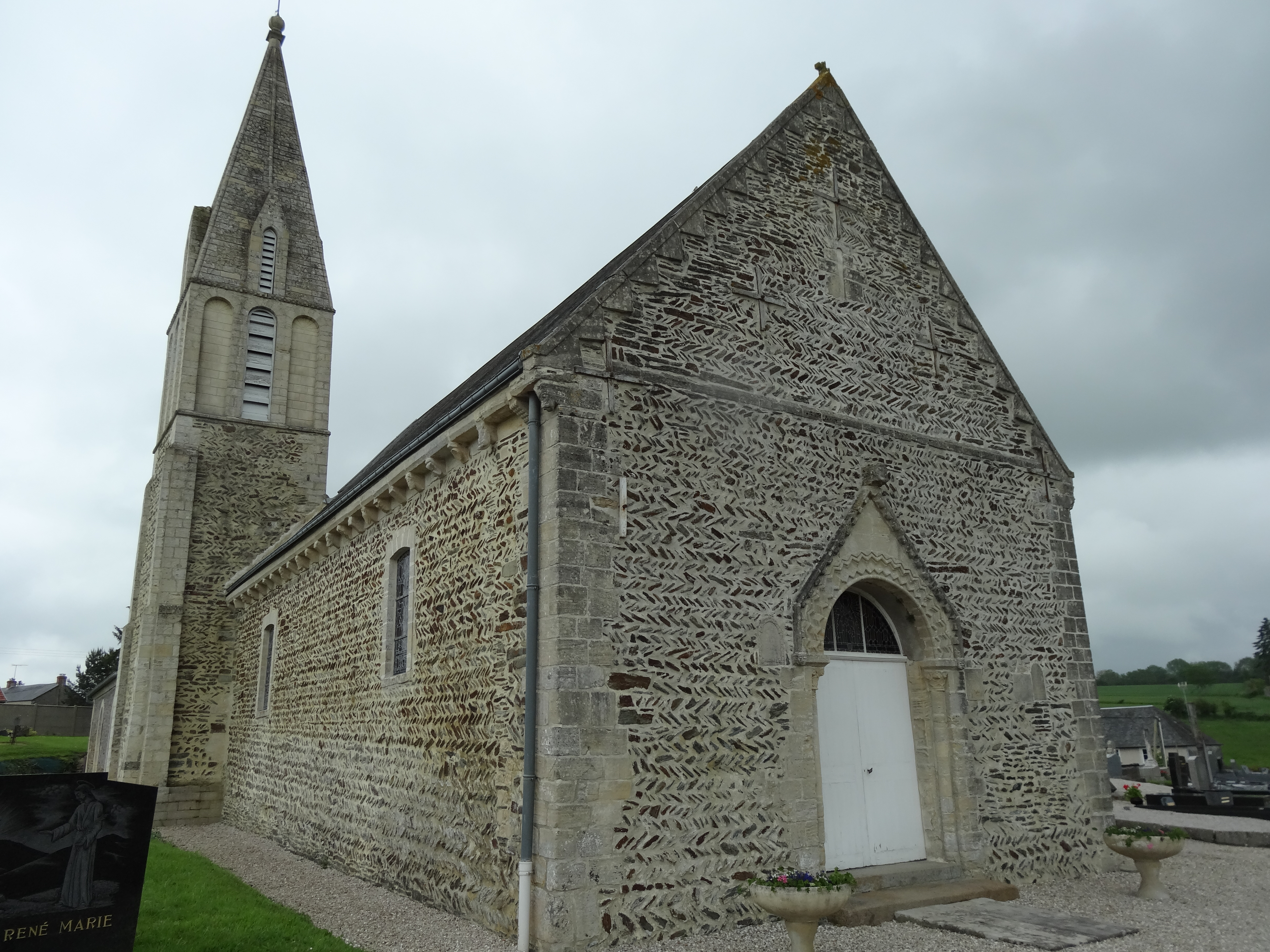
La nef de l'église de Foulognes (Calvados) et la base du clocher sont entièrement en arête-de-poisson, XIIe siècle.
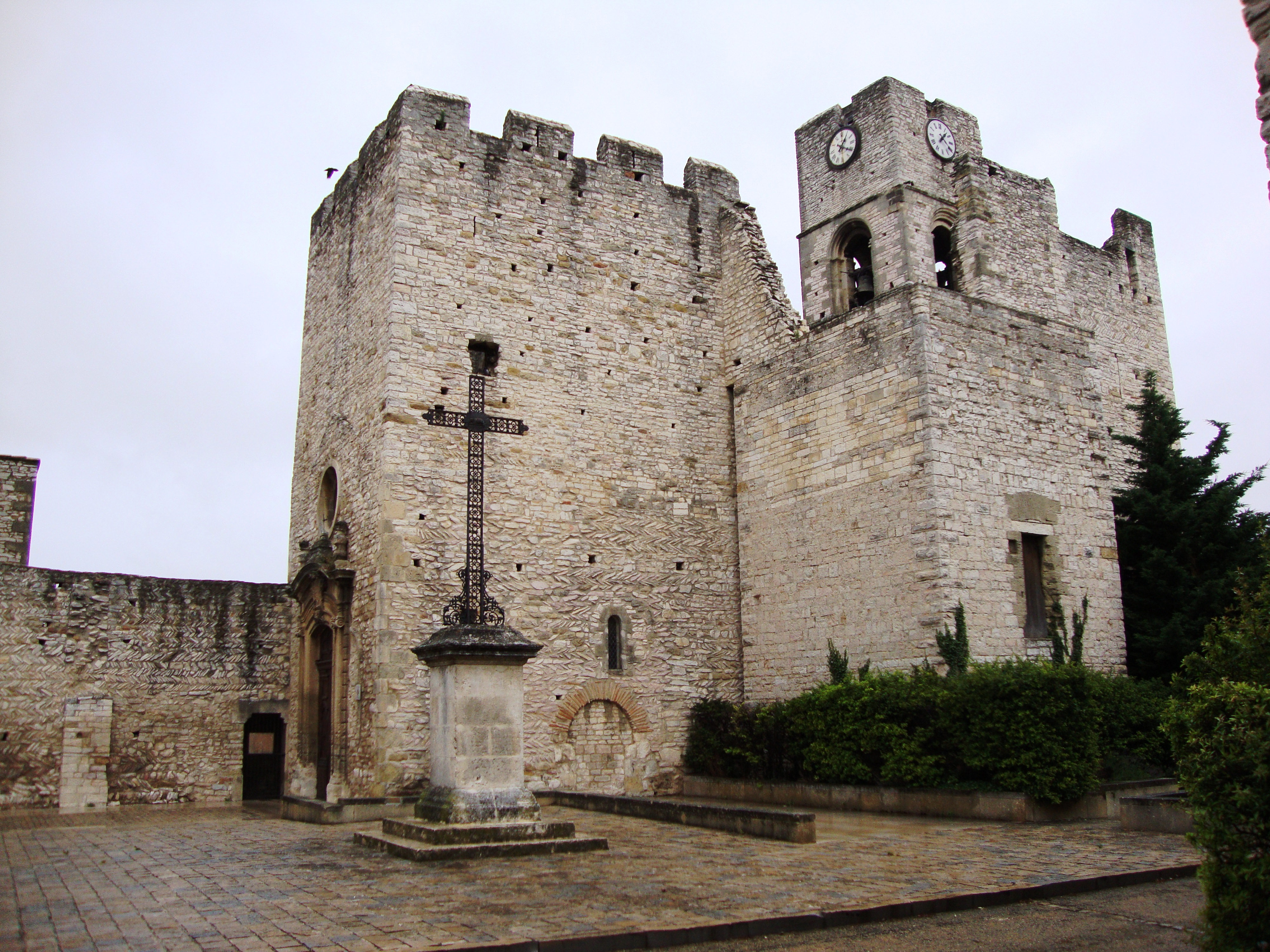
Église Saint-Laurent de Saint-Laurent-des-Arbres (Gard), construite au XIIe siècle, fortifiée au XIVe siècle.

En Grande-Bretagne, de nombreuses petites églises sont encore construites en arête-de-poisson après l’arrivée des Normands en Angleterre. Elles ont toutes subi des transformations au cours des siècles. Si des datations précises n’ont pas été effectuées, la présence d’appareil en arête-de-poisson dans les murs est encore très souvent considérée comme preuve que le bâtiment a été construit avant le XIe siècle. Bien que l'église Sainte-Hélène à Burghwallis (Yorkshire) date, en partie, du Xe siècle, les murs de la nef appareillés en arête-de-poisson sont du XIe siècle. La tour de l'église de Marton (Lincolnshire) date également du XIe siècle. De nombreuses assises en pierre de roche calcaire y sont disposées en arête-de-poisson. À Edvin Loach (Herefordshire), la vieille église en ruines est construite principalement au XIe siècle. L'église de la Sainte-Croix de Binstead (en) (île de Wight), dont la construction débute au XIe siècle, a un chevet plat en arête-de-poisson. L'église Saint James de Wigmore (Herefordshire) est également construite au XIe siècle ; elle a subi des transformations mais la nef date de l'époque des Normands.

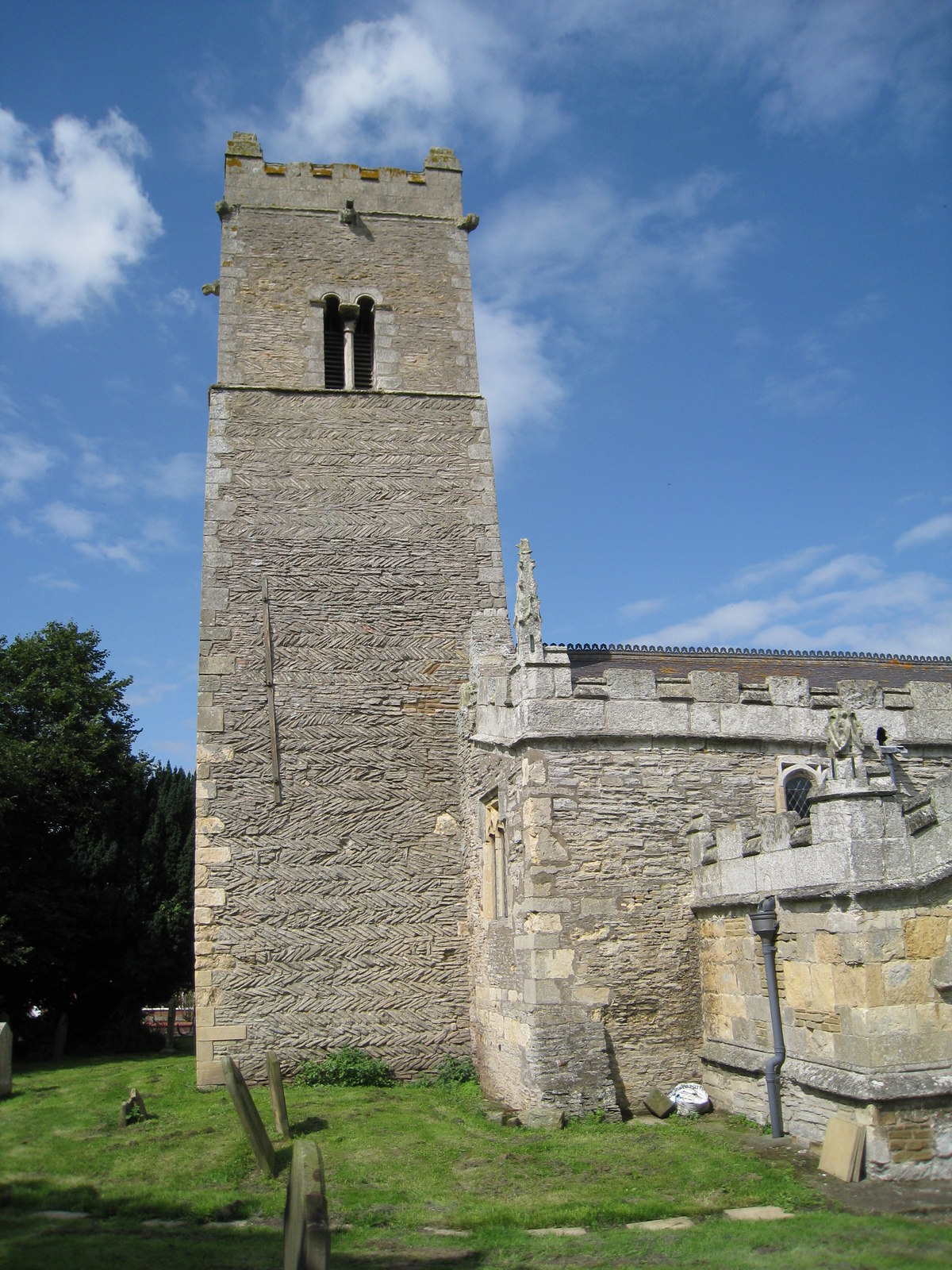
St Margaret's church, Marton, Lincolnshire.
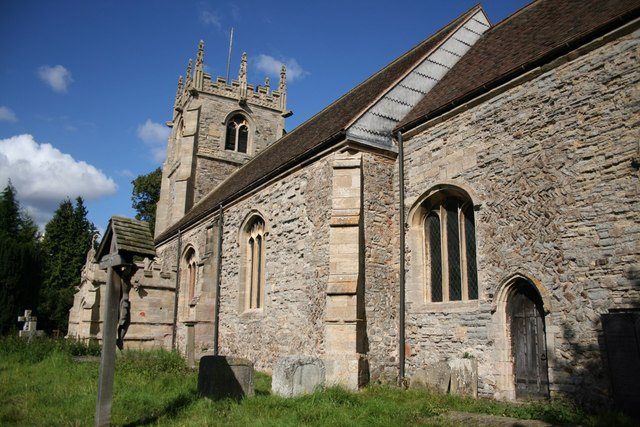
Church of Saint Michael and All Angels, Averham, Nottinghamshire.
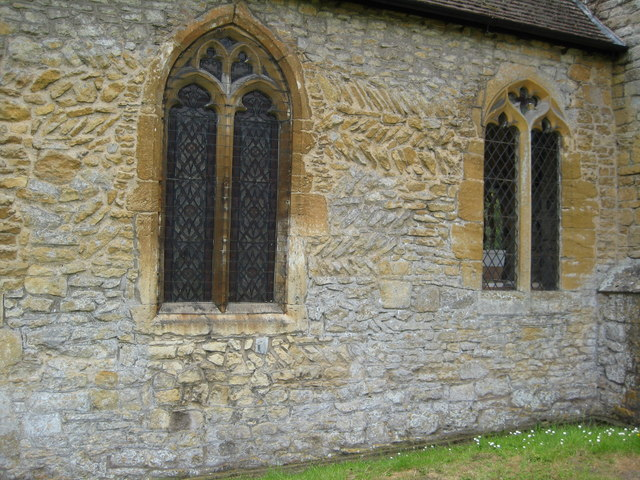
Elmley Castle church, Worcestershire.

En Italie, les églises romanes où l'on peut observer des murs ou portions de murs en arête-de-poisson sont situées principalement dans le nord du pays. Elles sont presque toutes construites en galets qui abondent dans le Piémont, en Lombardie et en Vénétie. Au Piémont, l'oratoire de San-Salvatore, des Xe-XIe siècles, et la petite église de Santi-Nazzaro-e-Celso (it), de la fin du XIe siècle, sanctuaires situés tous deux à Caltignaga ou l'oratoire de Santa Maria de Garbagna (it). La petite église de San-Ferreolo (it) est également du XIe siècle.

#### Châteaux et fortifications
Jusqu'au XIe siècle, les mottes castrales concurrencent encore largement les châteaux de pierres qui ne peuvent être construits que dans les régions où ce matériau est abondant et facilement exploitable. Mais, au cours de cette période, ces édifices se substituent de plus en plus aux constructions en bois.
Le château d'Ivry-la-Bataille, un des premiers châteaux de pierre des alentours de l'an mille, est construit, dans sa phase la plus ancienne, en arête-de-poisson.
Les vestiges du château du Plessis-Grimoult, aux murs en arête-de-poisson, dont le seigneur est jeté en prison par Guillaume le Conquérant, datent du début du XIe siècle.
Le château de Brancion, en Saône-et-Loire, celui de Llo, dans les Pyrénées-Orientales, aux murs partiellement en arête-de-poisson, datent aussi de cette époque.
Au XIIe siècle, le donjon de Falaise, construit en 1123, est orné de pierres disposées en arête-de-poisson au niveau des étages nobles.
Les remparts d'Elne, ceux de Nogent-le-Rotrou sont d'autres exemples de ce siècle.

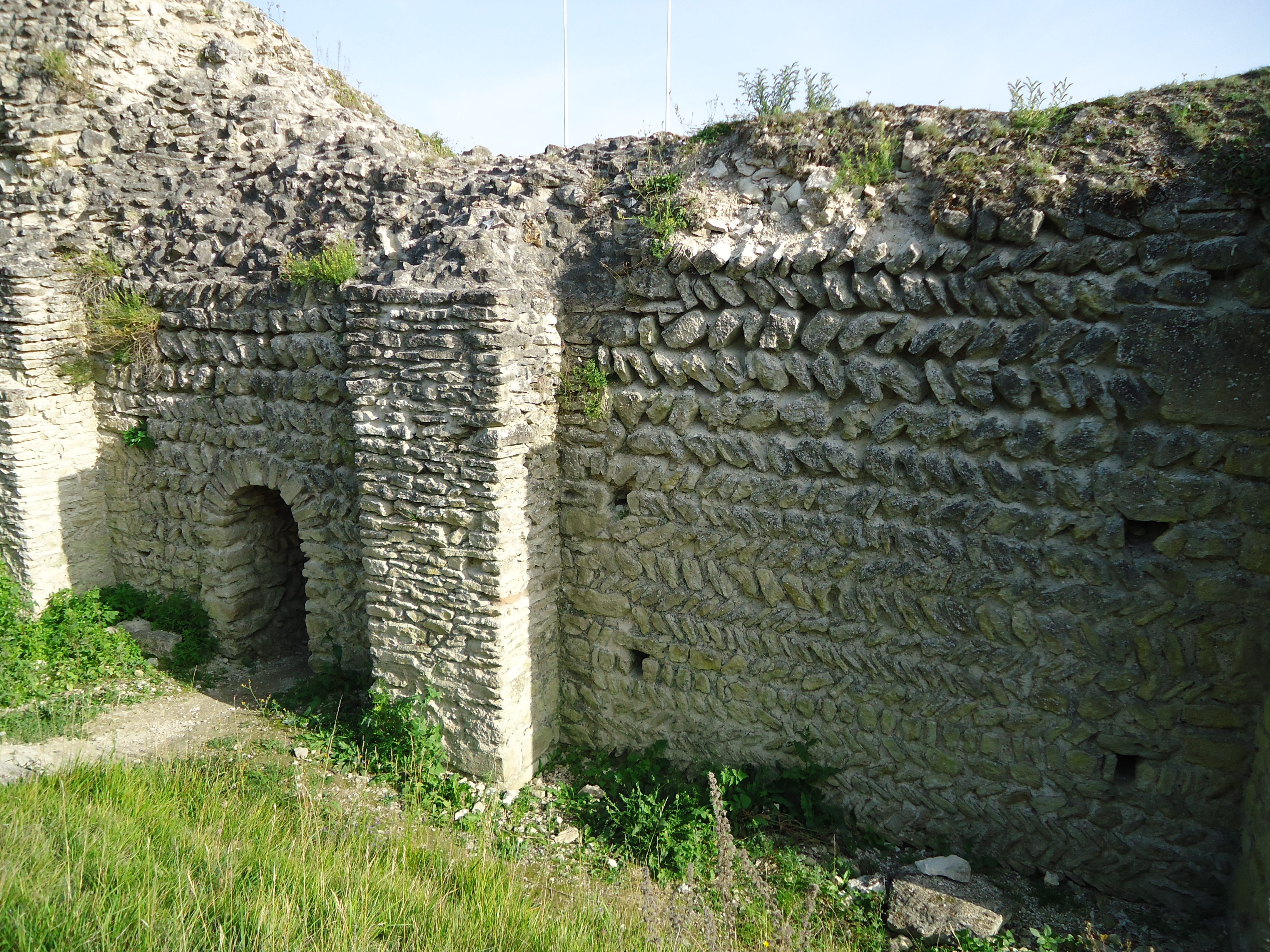
Château d'Ivry-la-Bataille.
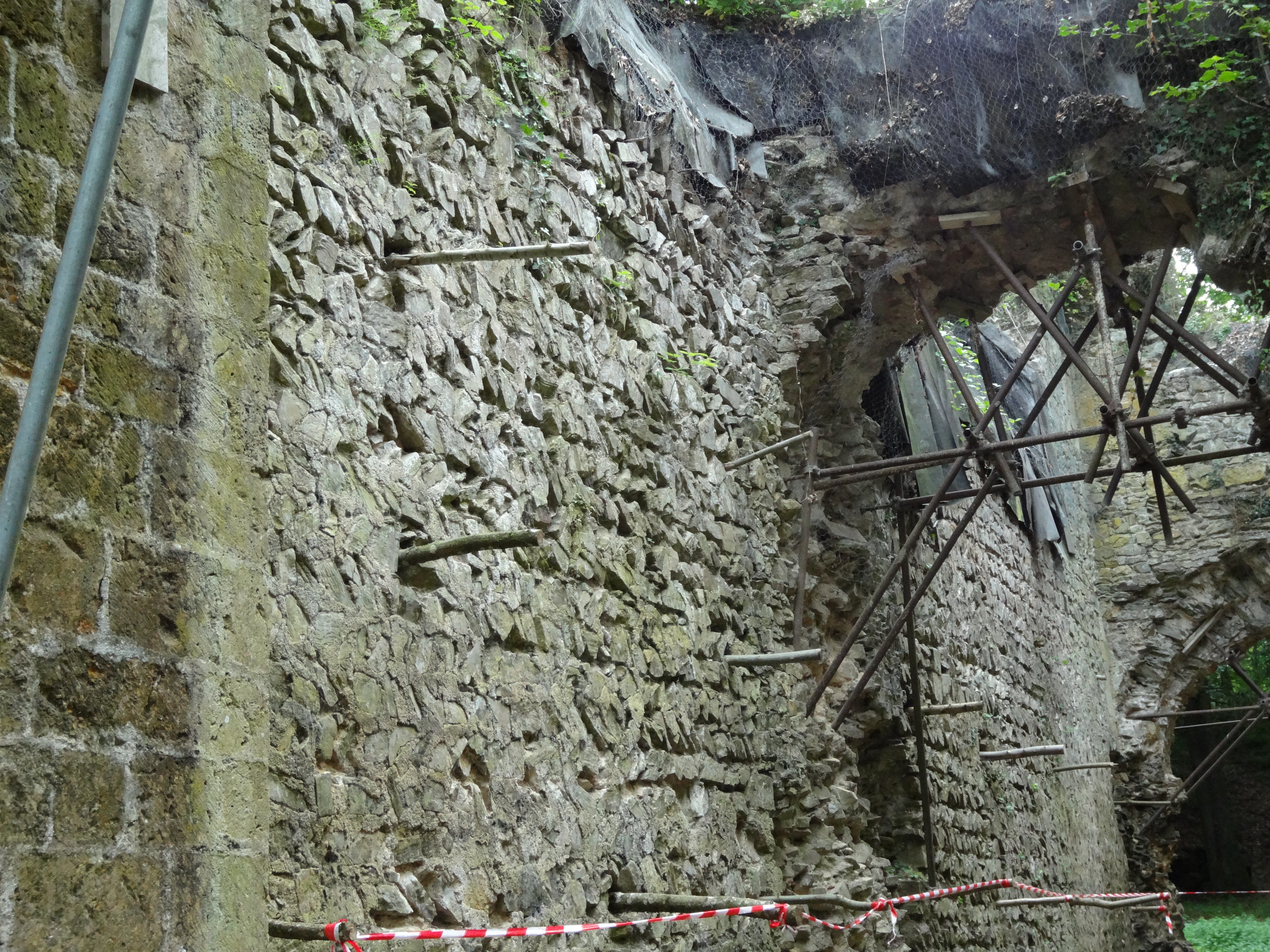
Château Ganne, porche d'une tour.
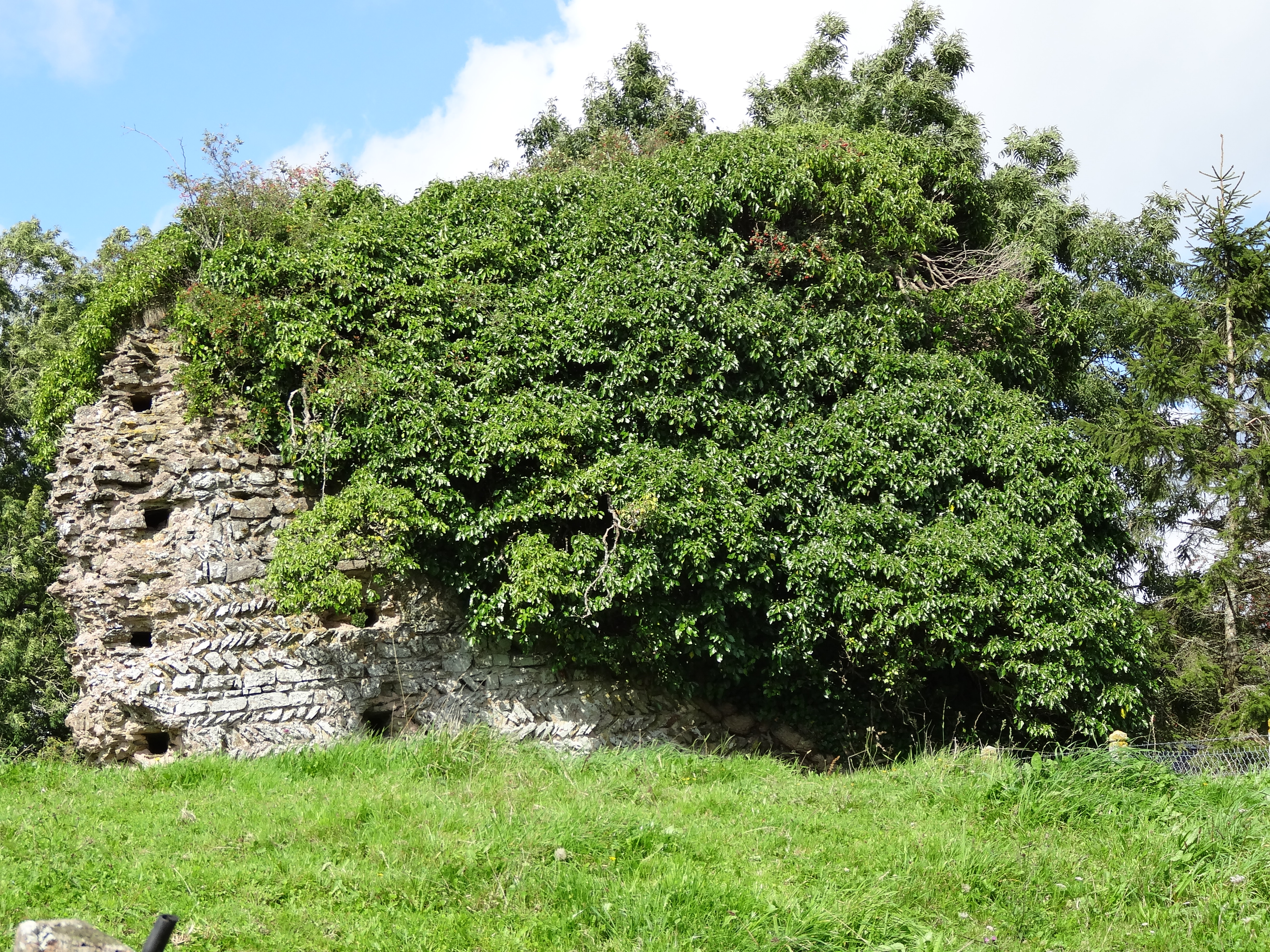
Vestige de mur d'enceinte au château du Plessis-Grimoult.
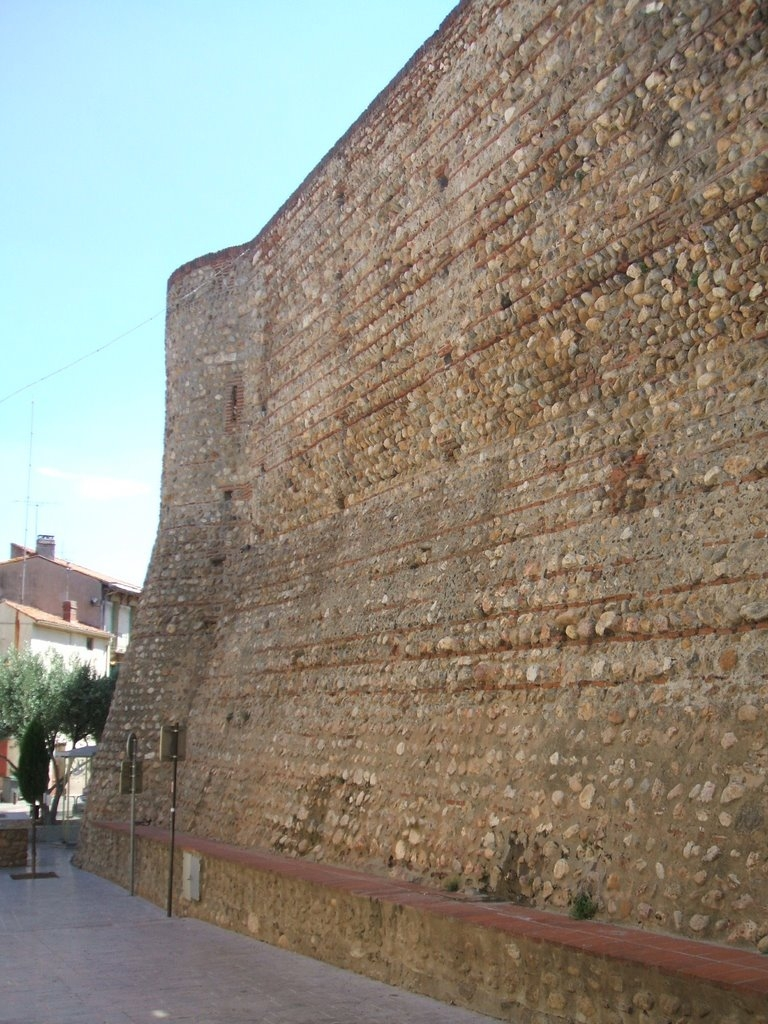
Fortifications d'Elne.
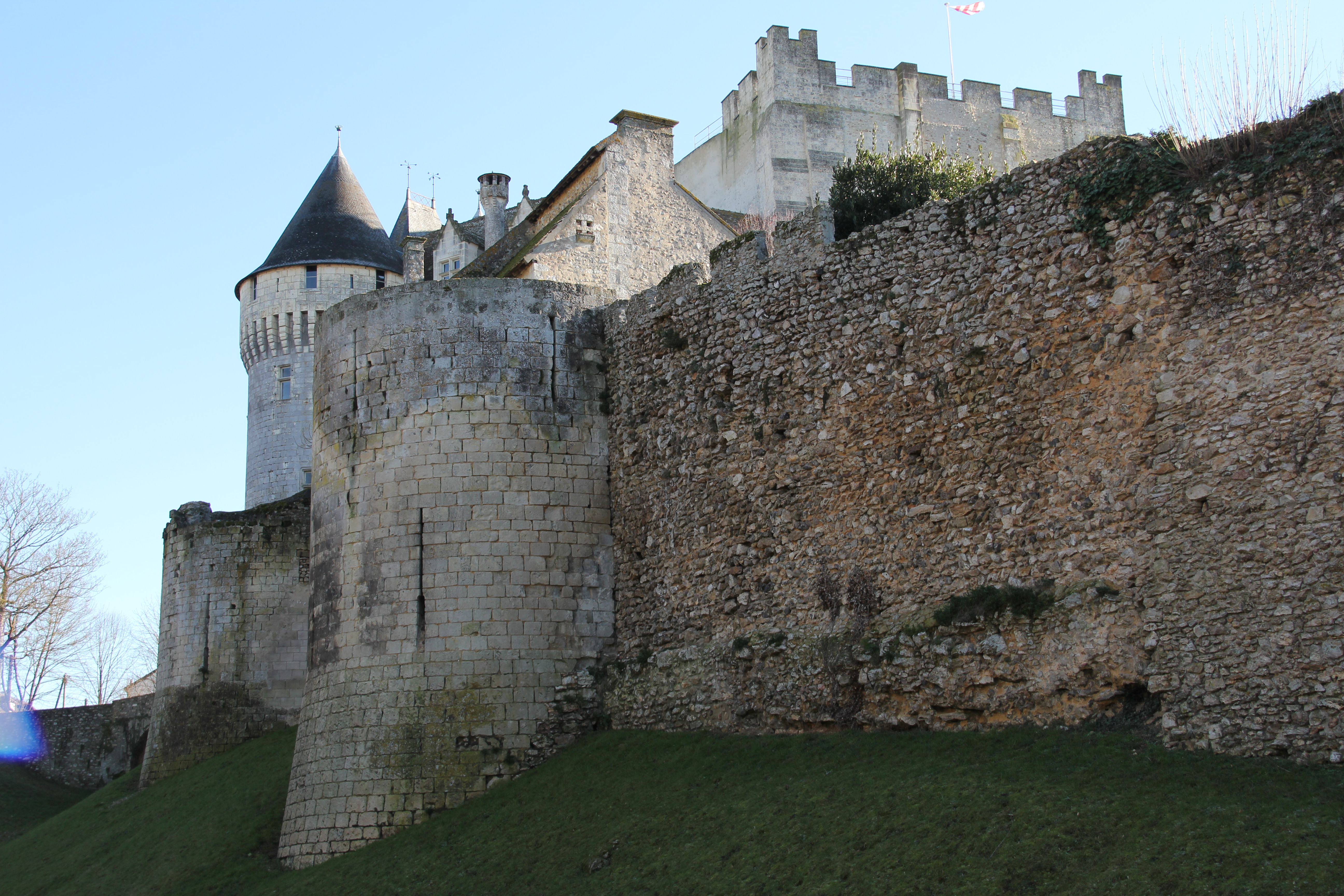
Courtine du château Saint-Jean de Nogent-le-Rotrou.

En Grande-Bretagne, l'on trouve les murs du chemin d'accès au château de Tamworth, les courtines du château de Peveril (Derbyshire), du château de Brough ou du château de Lincoln (Lincolnshire) (XIIe siècle) sont aussi dans cet appareil.

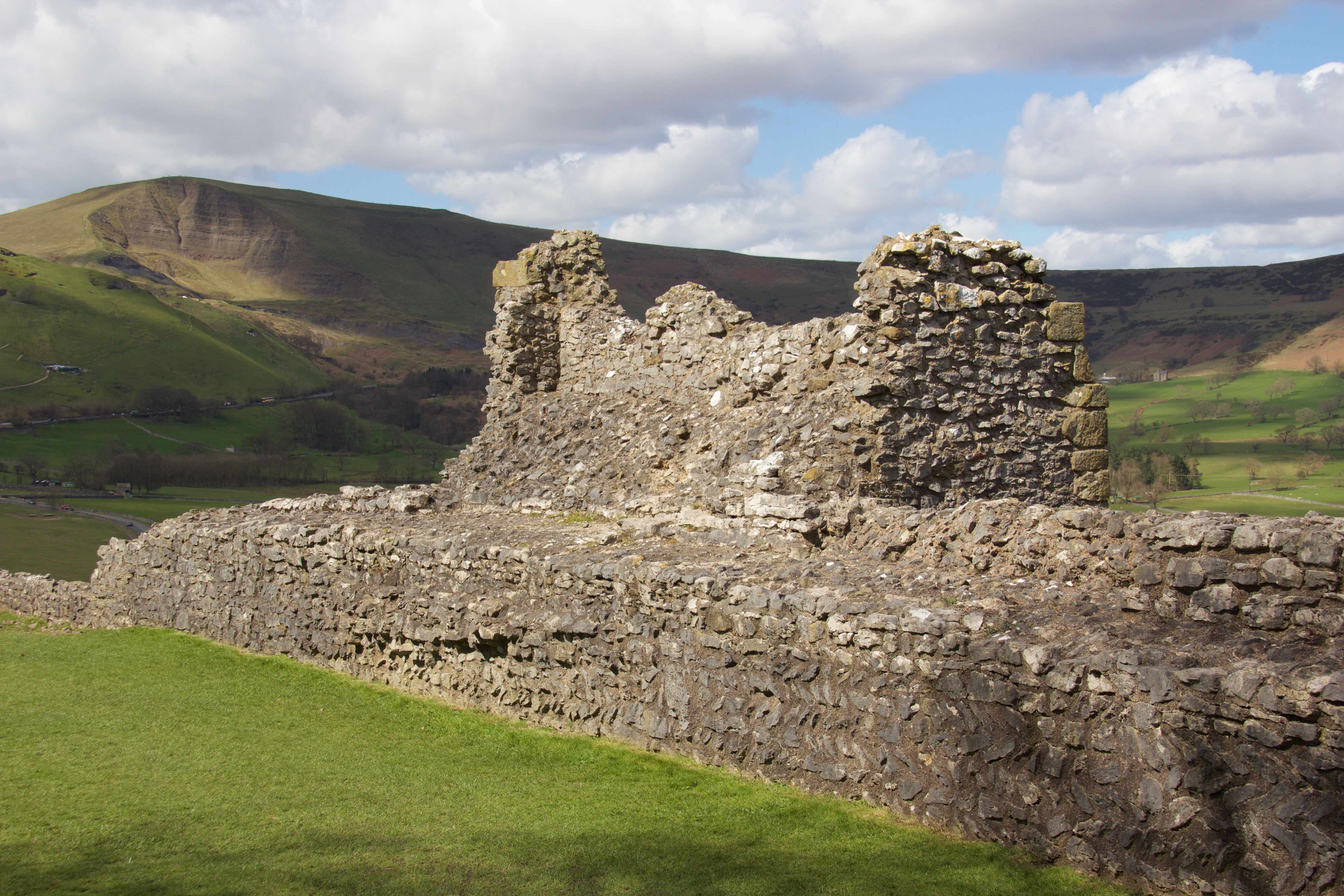
Courtine du château de Peveril.
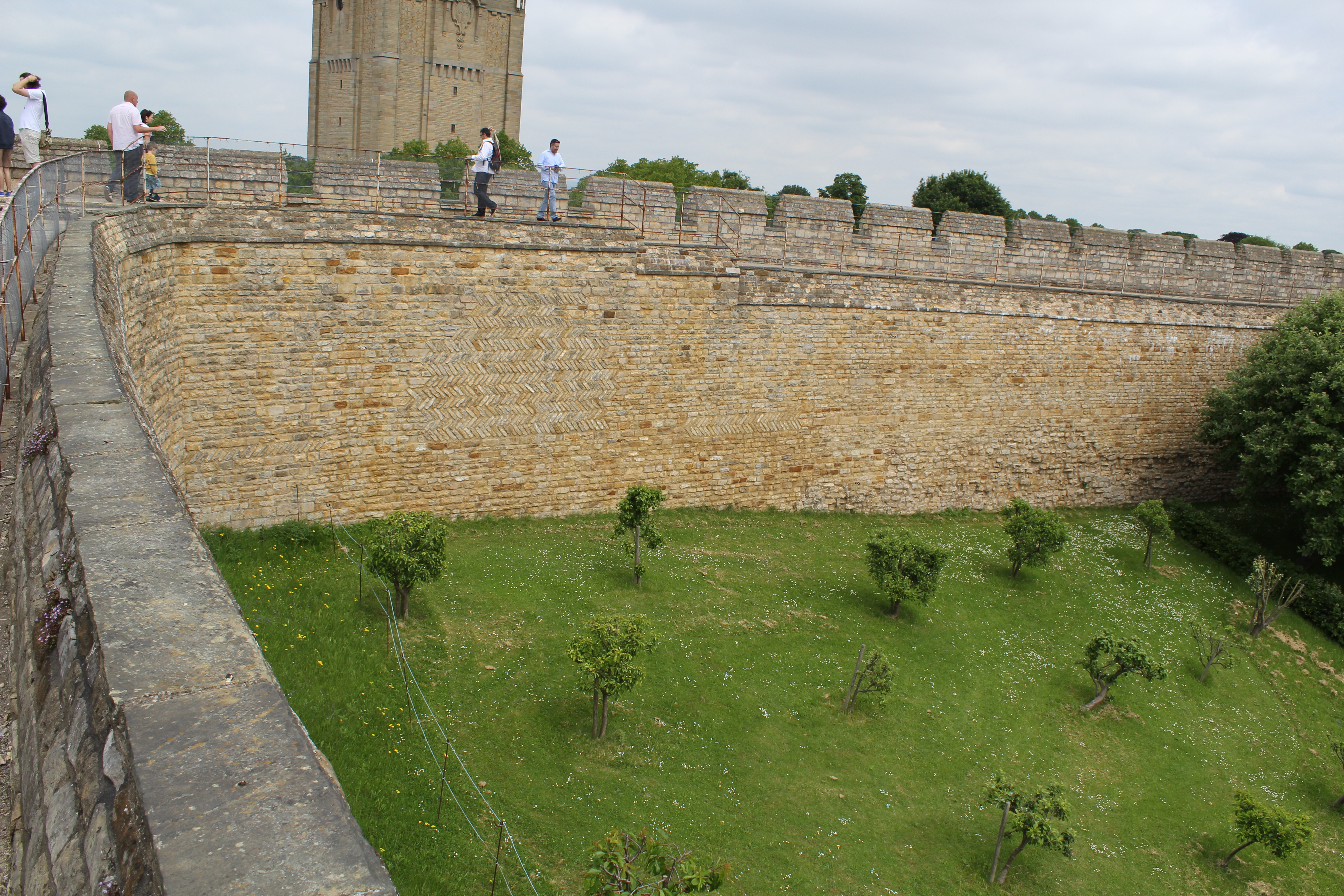
Courtine du château de Lincoln.

En Espagne, à Can Cortada (ca), les vestiges d'une ancienne tour de défense construite au XIe siècle sont encore visibles dans un des murs de la ferme.
En Italie, le château de Graines (Brusson, Vallée d'Aoste) présente des parties de murs en arête-de-poisson.

#### Après la période romane
L'appareil en arête-de-poisson est très présent au XIIIe siècle.
En Suisse, de nombreux châteaux forts sont édifiés au XIIIe siècle par les détenteurs de seigneuries territoriales, nouvellement autorisés à élever des fortifications. Il fallait construire vite avec la pierre locale cassée en plaquettes.
À Ibiza, la partie la plus ancienne de vieilles maisons rurales, souvent construites en arête-de-poisson, date, au plus tard, du XVIe siècle. De nombreuses tours fortifiées de cette île sont également bâties dans ce même appareil de pierre calcaire recouvert d'un enduit. Elles sont construites du XVe au XVIIIe siècle. La plupart de celles qui subsistent encore datent du XVIe au XVIIe siècle. Elles servaient de refuge aux habitants des campagnes lors des nombreuses razzias des pirates.
On trouve aussi l'appareil dans les constructions rurales espagnoles des XVIIe et XVIIIe siècles.
À partir du XVIe siècle, il est utilisé dans le hourdis en briques des maisons à pans de bois, en France, dans le Pays basque, et sur la côte Atlantique. Il apparaît aussi dans les murets de clôture des champs à Belle-Île-en-Mer, que l'on peut comparer aux murets de haie de Cornouailles de Grande-Bretagne.

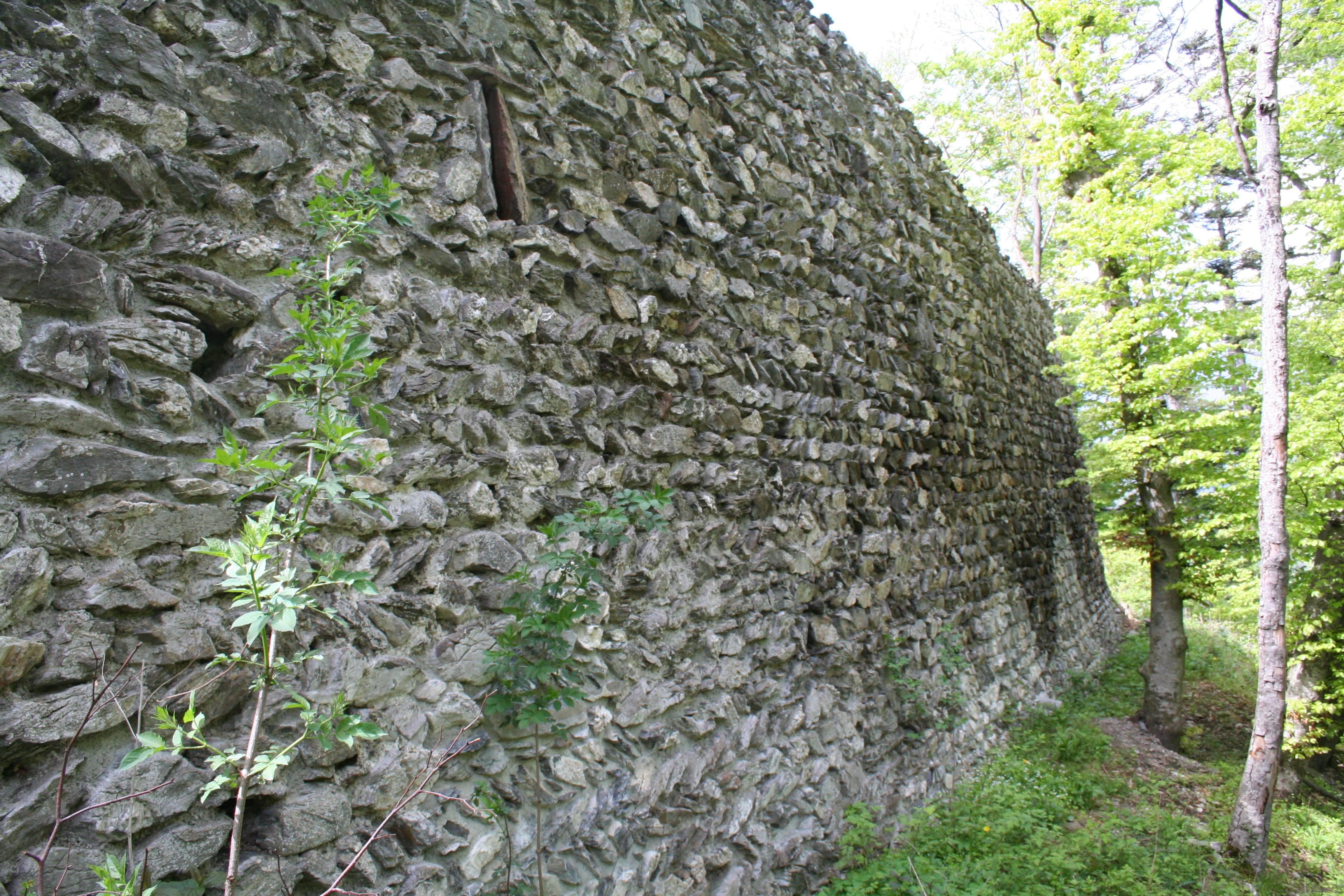
Château de Grafenberg en Suisse.
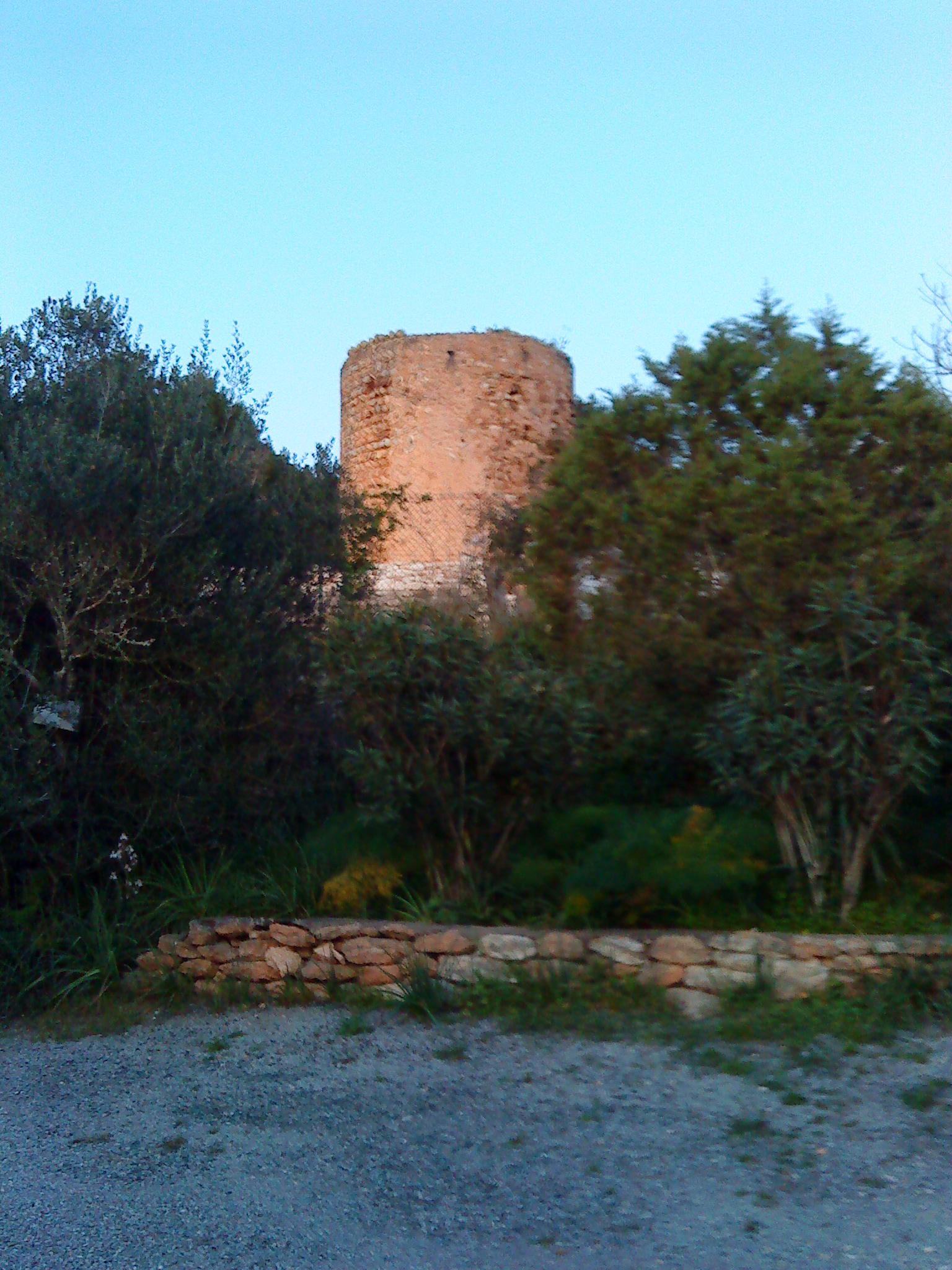
Tour de défense à Ibiza.
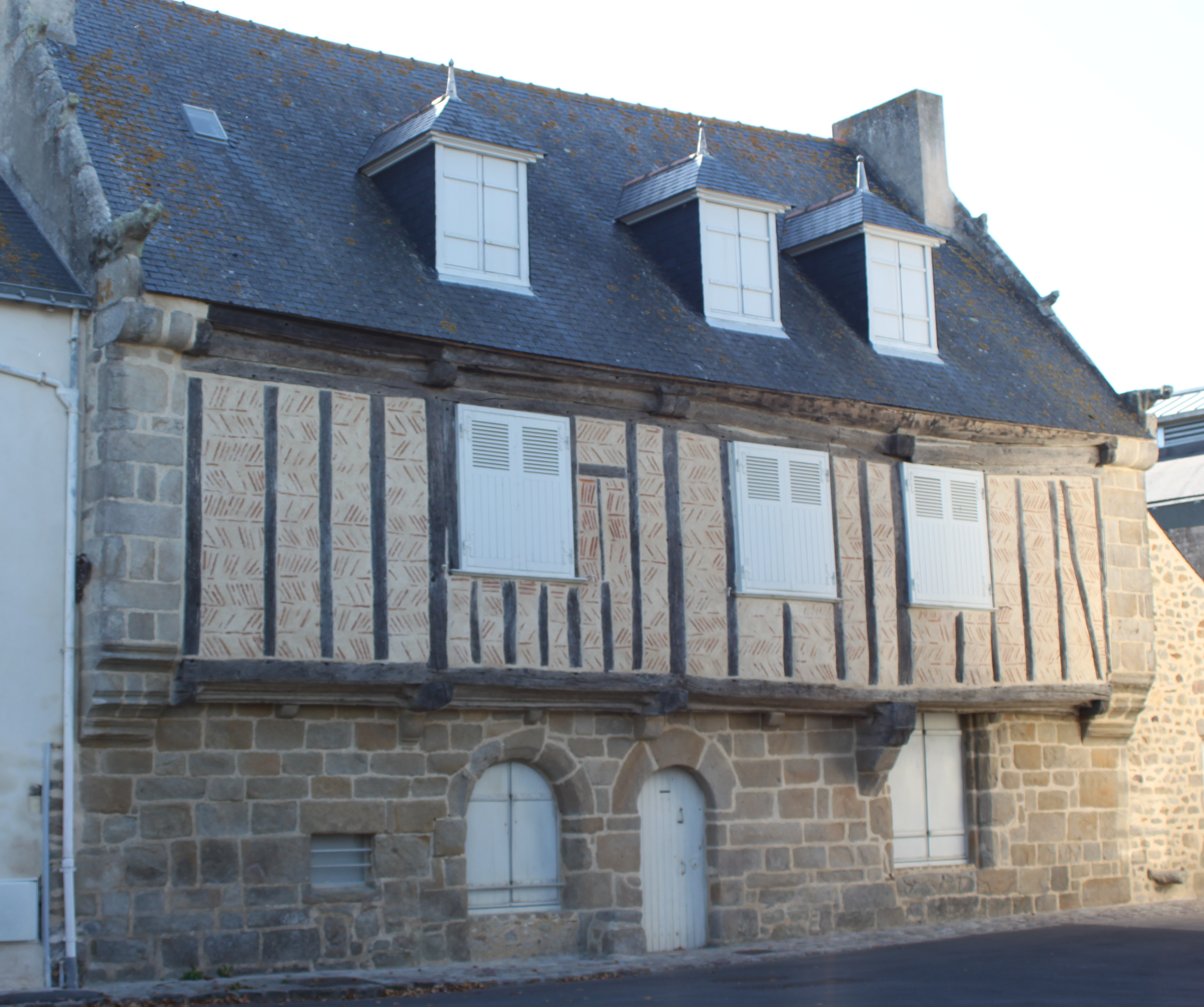
Maison du XVIe siècle au Croisic.

### Les galets disposés en arête-de-poisson
Dans les régions où les galets sont abondants comme le sud de la France et le nord de l'Italie, l'appareil en arête-de-poisson apparaît à toutes les époques, y compris aux époques pré-romane et romane, dans les églises et châteaux, et, plus tard, dans les remparts de villes ou de villages, mais aussi dans l'architecture vernaculaire, telles que les calades, en Provence.

#### AuxXIIIeetXIVesiècles
Les remparts de Perpignan, construits entre 1277 et 1325, sont en galets de rivière disposés, par endroits, en arête-de-poisson. Les murs du palais des rois de Majorque, commencé dans le dernier quart du XIIIe siècle et terminé en 1309, sont constitués, en majeure partie, d'un appareil en arête-de-poisson de galets de rivière très réguliers. En Italie, le château de Martinengo (Lombardie), des XIIe et XIIIe siècles et le château Borromeo de Cassano d'Adda, construit du XIIIe au XVe siècle, présentent aussi cet appareil.
Après 1384, la bastide de Nay s'entoure de remparts pour parer aux attaques des Anglais pendant la guerre de Cent Ans. Au XIVe siècle, Roussillon (Isère) et Tulette (Drôme) se protègent également de remparts construits de la même manière. Vers la fin du XIIIe siècle, début du XIVe siècle, le ricetto de Candelo, dont les murailles et les bâtiments sont en galets en arête-de-poisson, est construit par les paysans piémontais. De même, la porte fortifiée de Salussola, le ricetto et sa porte, à Oglianico, ou les portes du pont de Vimercate.
Des châteaux fortifiés voient le jour en Italie du nord dont, entre autres, celui de Malgrà à Rivarolo Canavese.

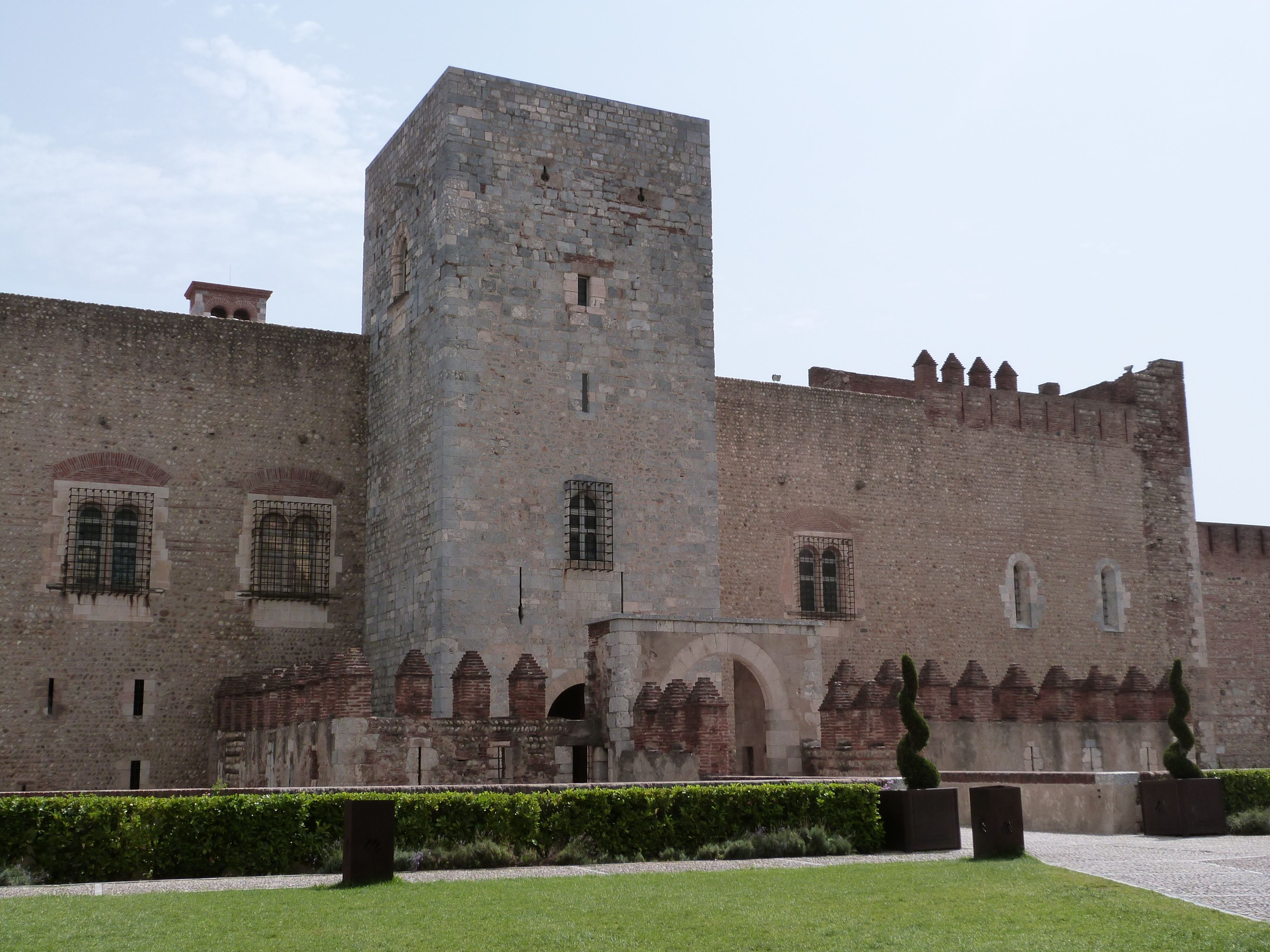
Palais des rois de Majorque à Perpignan.
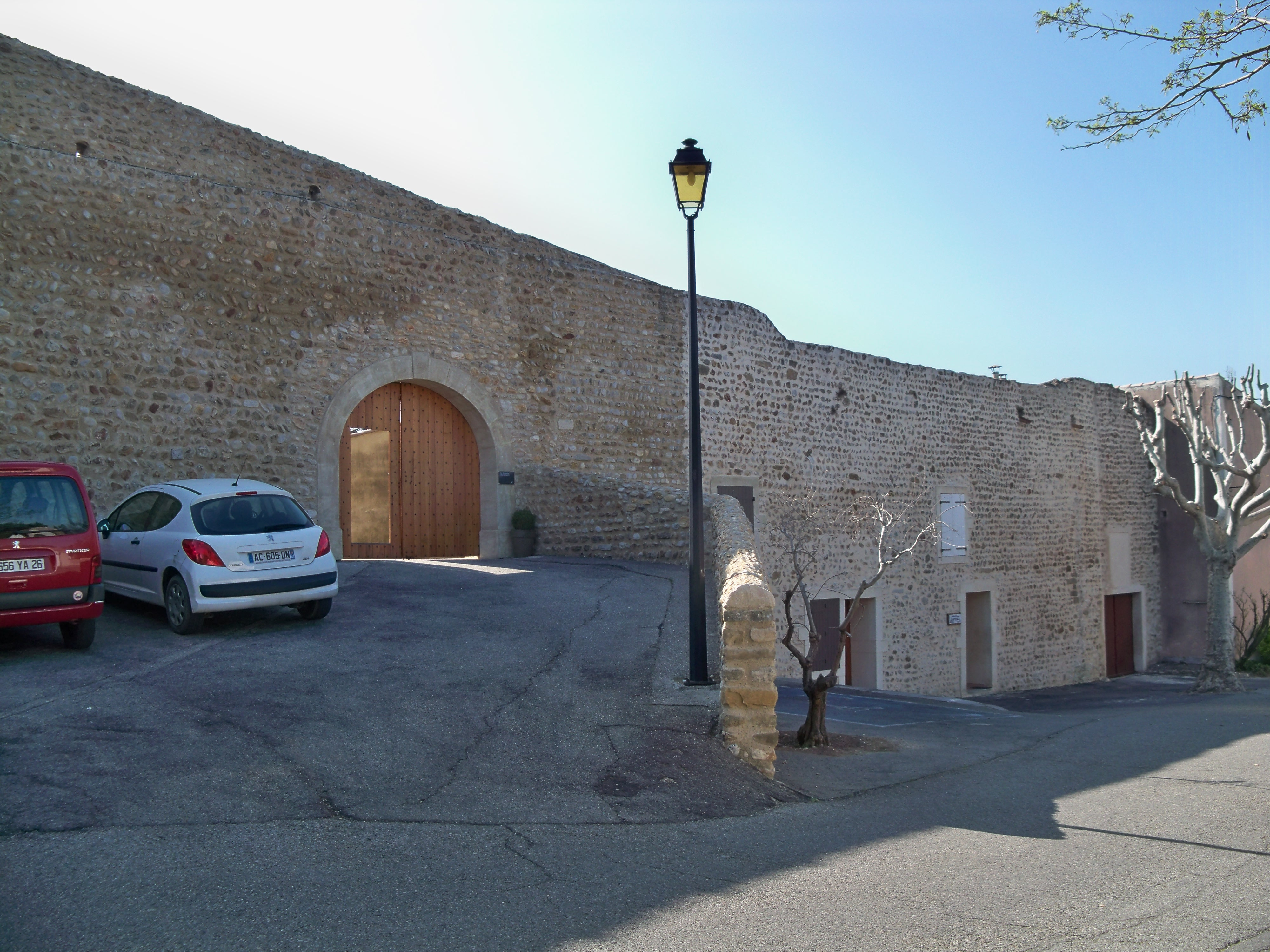
Remparts de Tulette du XIVe siècle.
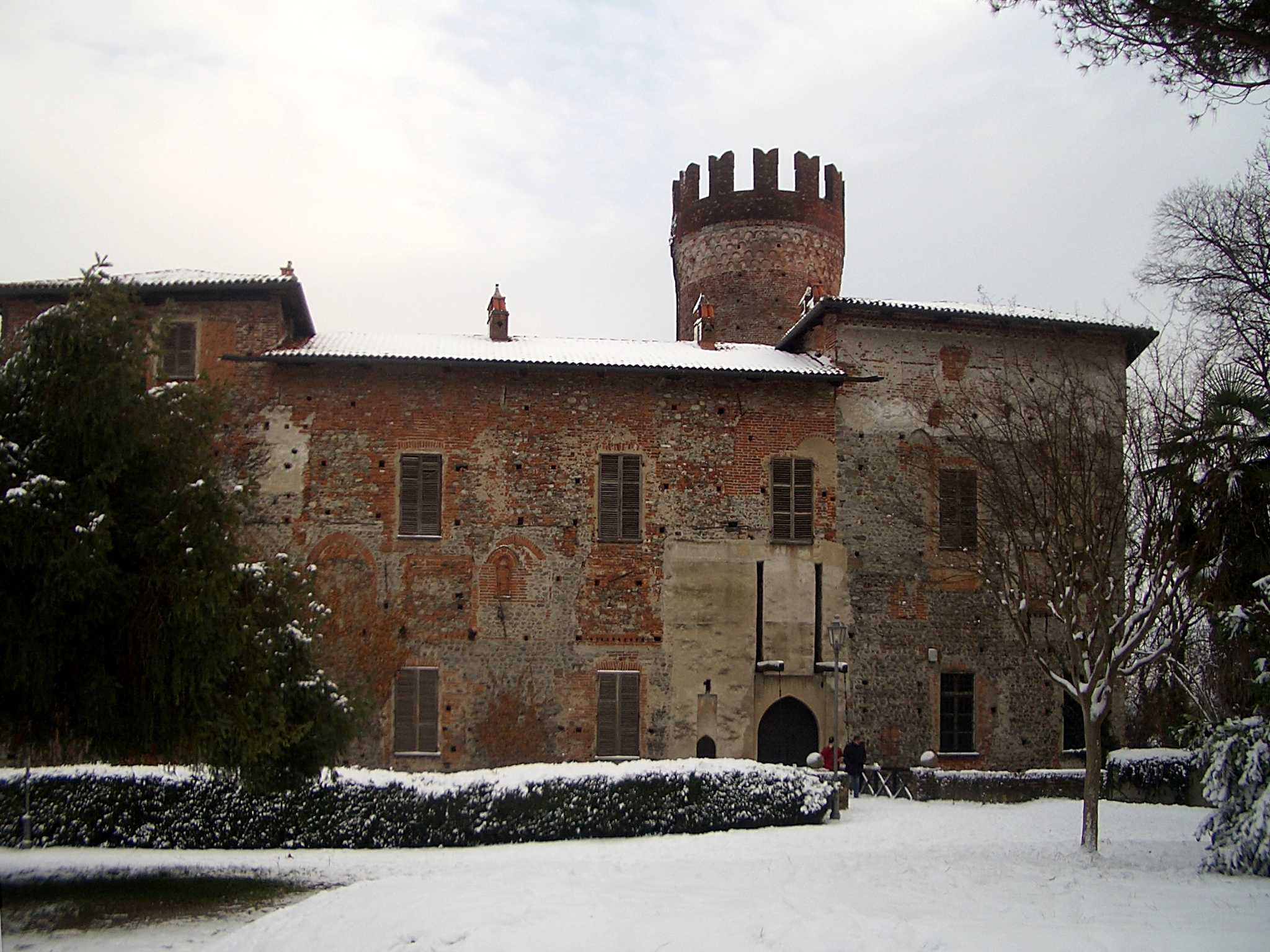
Château de Malgrà (Piémont).
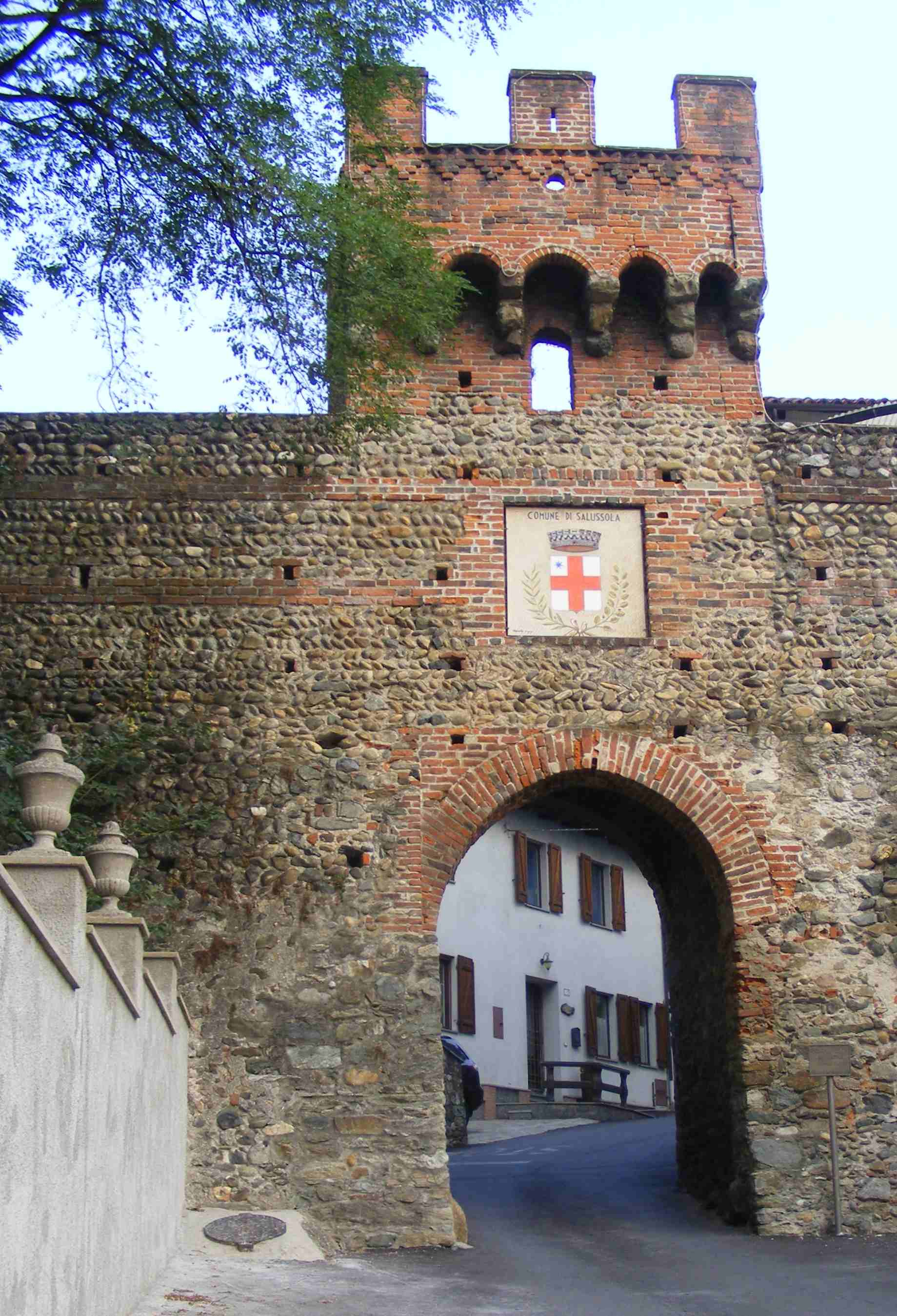
Porte du ricetto de Salussola (Piémont).

#### AuXIXesiècle
En Isère, on construit de très nombreux édifices religieux, au XIXe siècle, en utilisant les matériaux disponibles sur place.
L'architecte Alfred Berruyer est responsable de la construction d'une vingtaine d'églises, de style néo-roman ou néo-classique, dont plusieurs sont appareillées en assises de galets disposés en arête-de poisson alternées avec des rangs de briques, telles celles de Champier, de Sardieu, de Marcollin, de Thodure, de Saint-Étienne-de-Saint-Geoirs ou de Roybon. On peut ajouter à cette liste l'église d'Eclose, élevée en 1850 par Hugues Quénin, celle de Pommier-de-Beaurepaire, terminée en 1857, de Pisieu, vers le milieu du siècle, de Semons, érigée en 1893, ou de Saint-Pierre-de-Bressieux à Mottier, terminée en 1903.
Dans l'Ain, l'église de Bressolles est reconstruite au début du XXe siècle.

#### L'architecture vernaculaire en galets
Les galets sont employés pour la construction des maisons particulières depuis le Moyen Âge dans le nord de l'Italie et dans le sud de la France. Le tri et l'assemblage des galets étaient tout de même coûteux et il fallait un mortier de très bonne qualité pour assurer la solidité des murs ; cette technique était donc réservée aux habitations des classes les plus aisées,.
Au XVIIe siècle, on commence à utiliser un mortier hydraulique qui sèche plus rapidement et, à partir du XVIIIe siècle, l'utilisation des galets disposés ou non en arête-de-poisson se généralise dans les régions où on peut récolter des galets de rivière ou de moraine.
Concurrencé par les matériaux modernes comme les parpaings de ciment, l'usage de la technique décline vers le milieu du XXe siècle. 
On redécouvre les qualités esthétiques des galets et cette technique est à nouveau utilisée pour la restauration de constructions anciennes et de murets dans les villages des les Hautes-Pyrénées,.
Dans la plaine de la Crau, on pratique encore cet usage, bien que rarement.

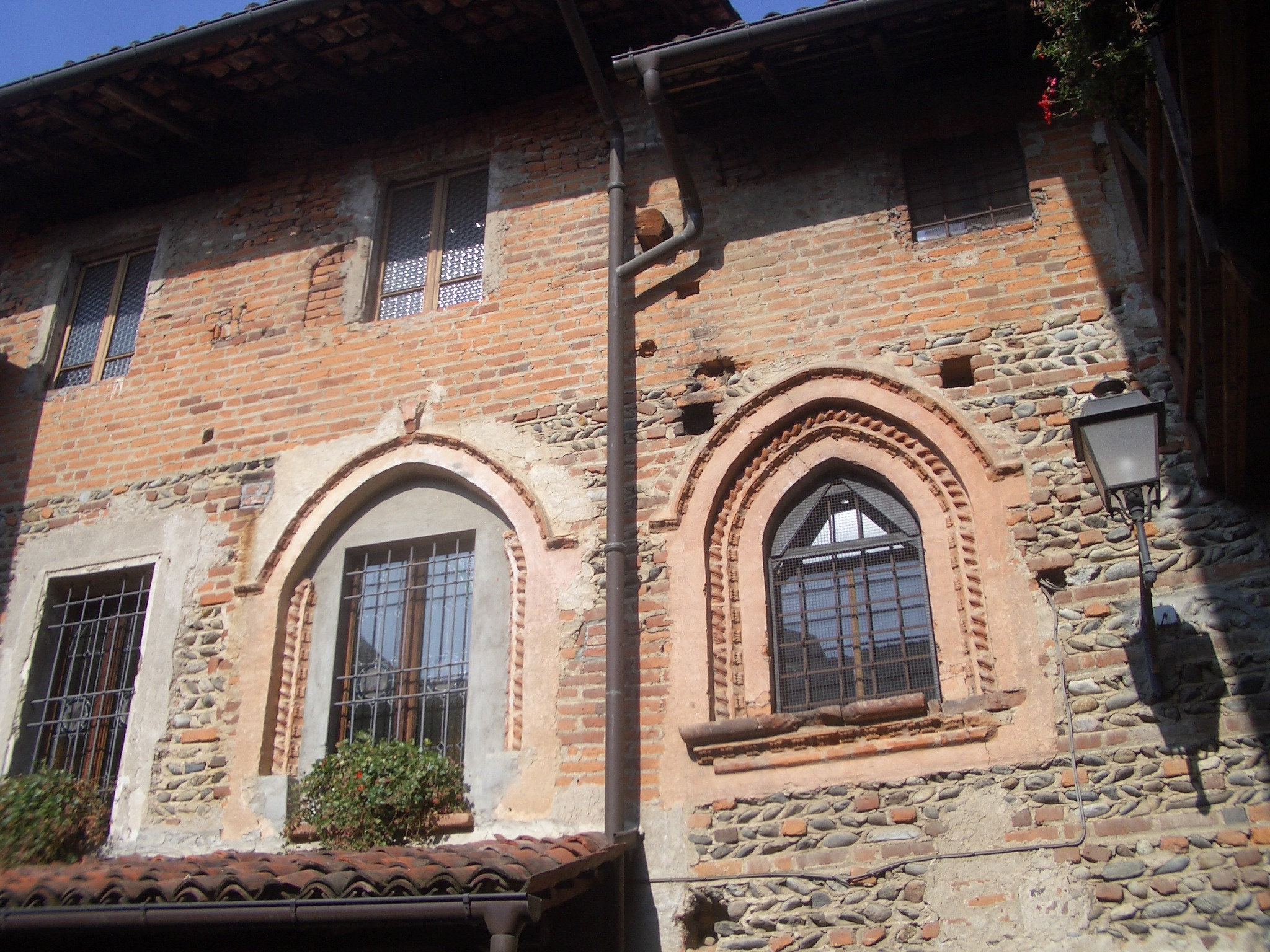
Maison du Moyen Âge à Ghemme (Italie).
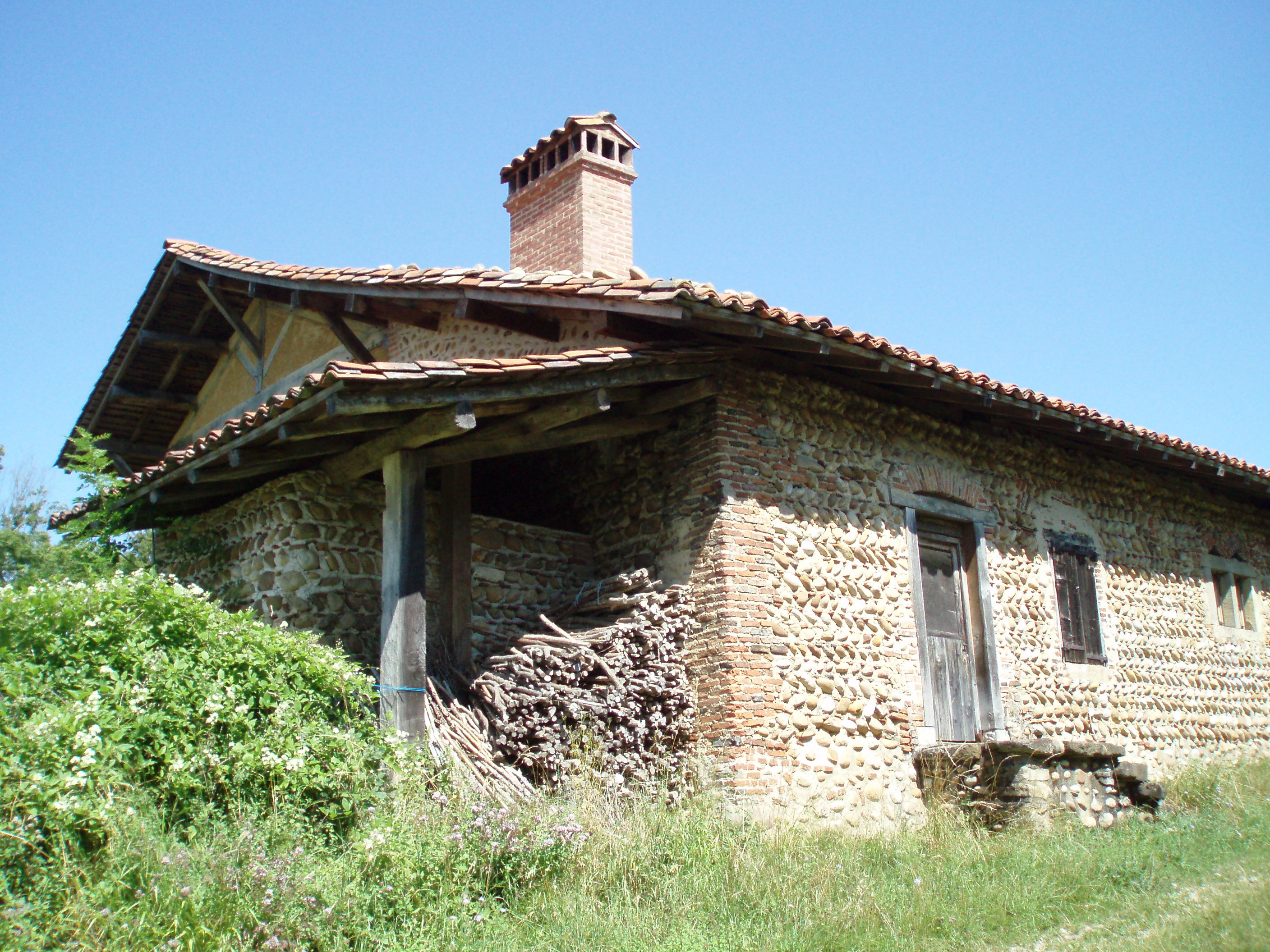
Ferme des Bonnettes du XVIIe siècle (Isère).
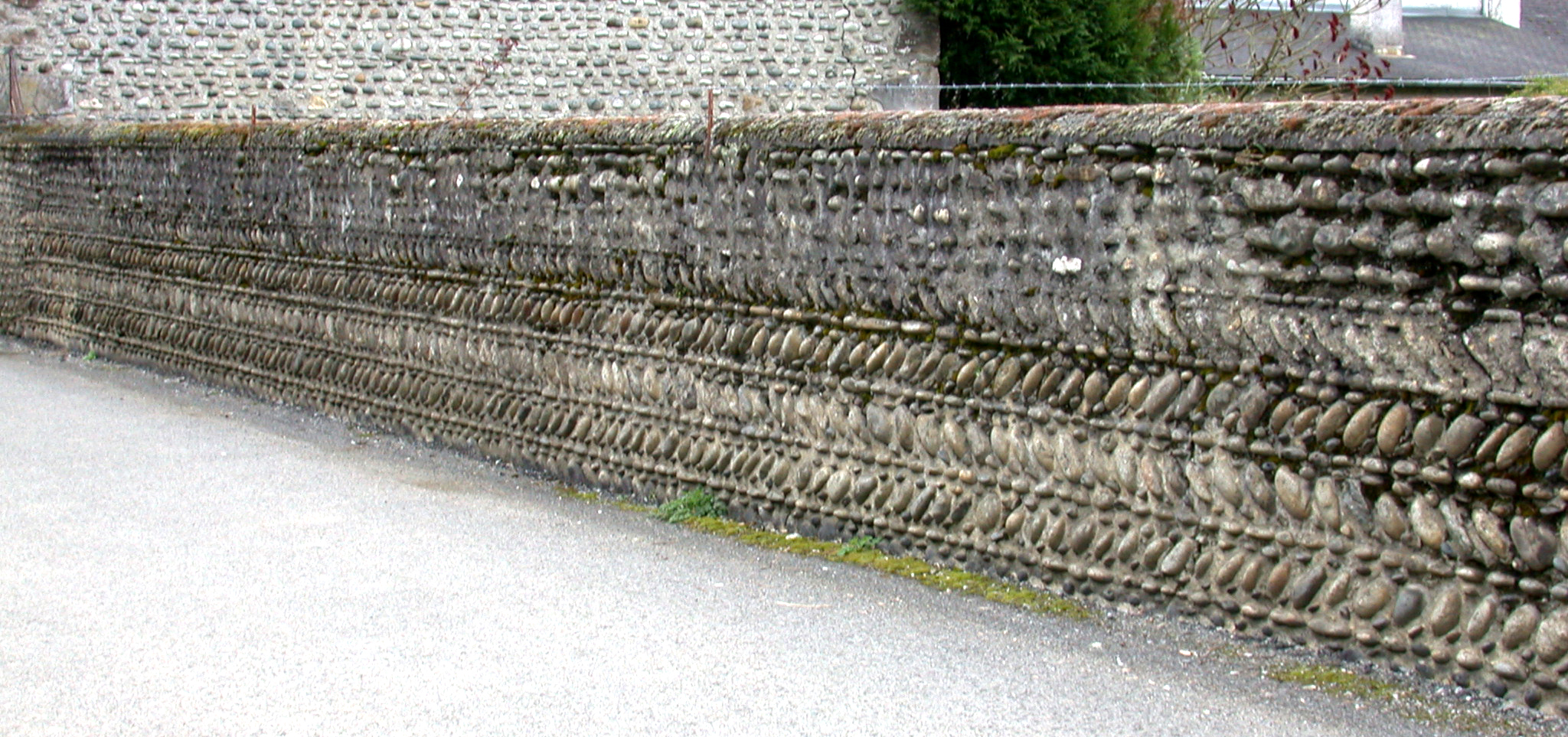
Muret à Assat (Béarn).
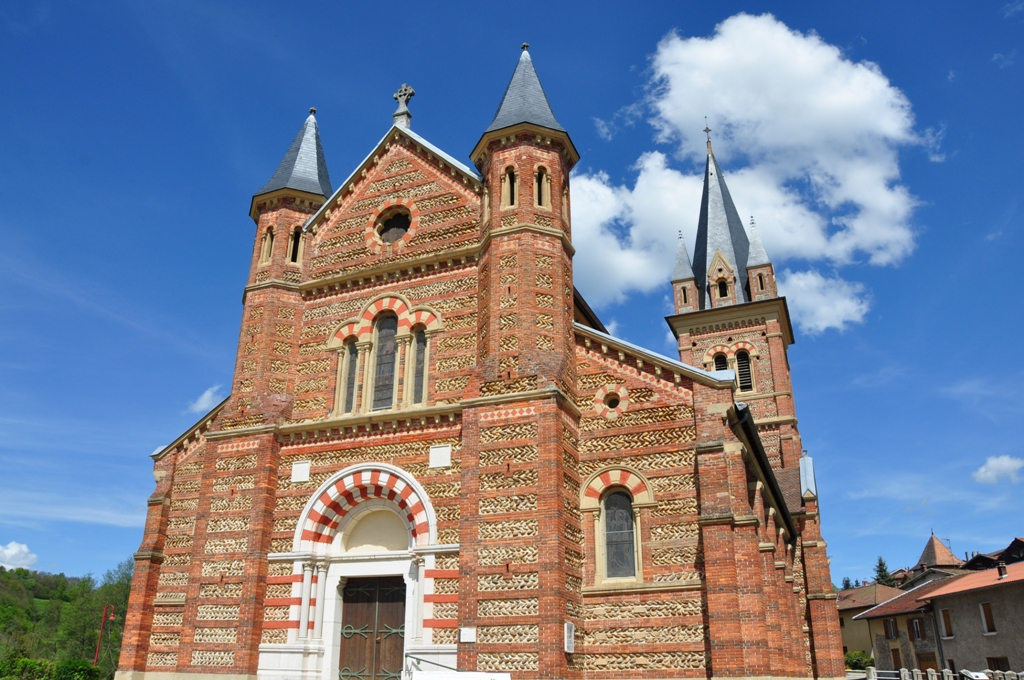
Église de Roybon (Isère) construite en 1878.
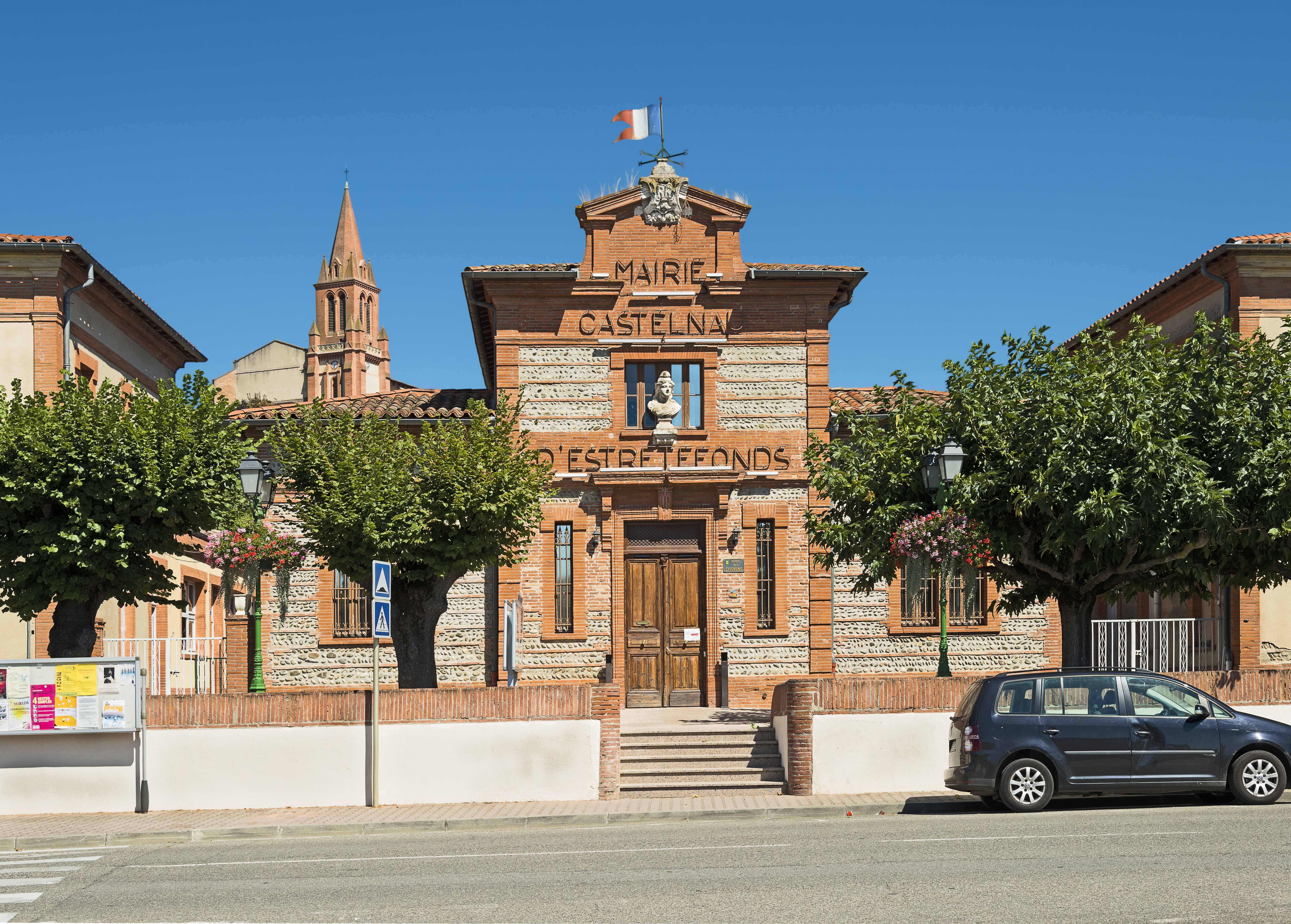
Mairie de Castelnau-d'Estrefond (1901), un des nombreux bâtiments publics construits au XIXe ou début du XXe siècle.
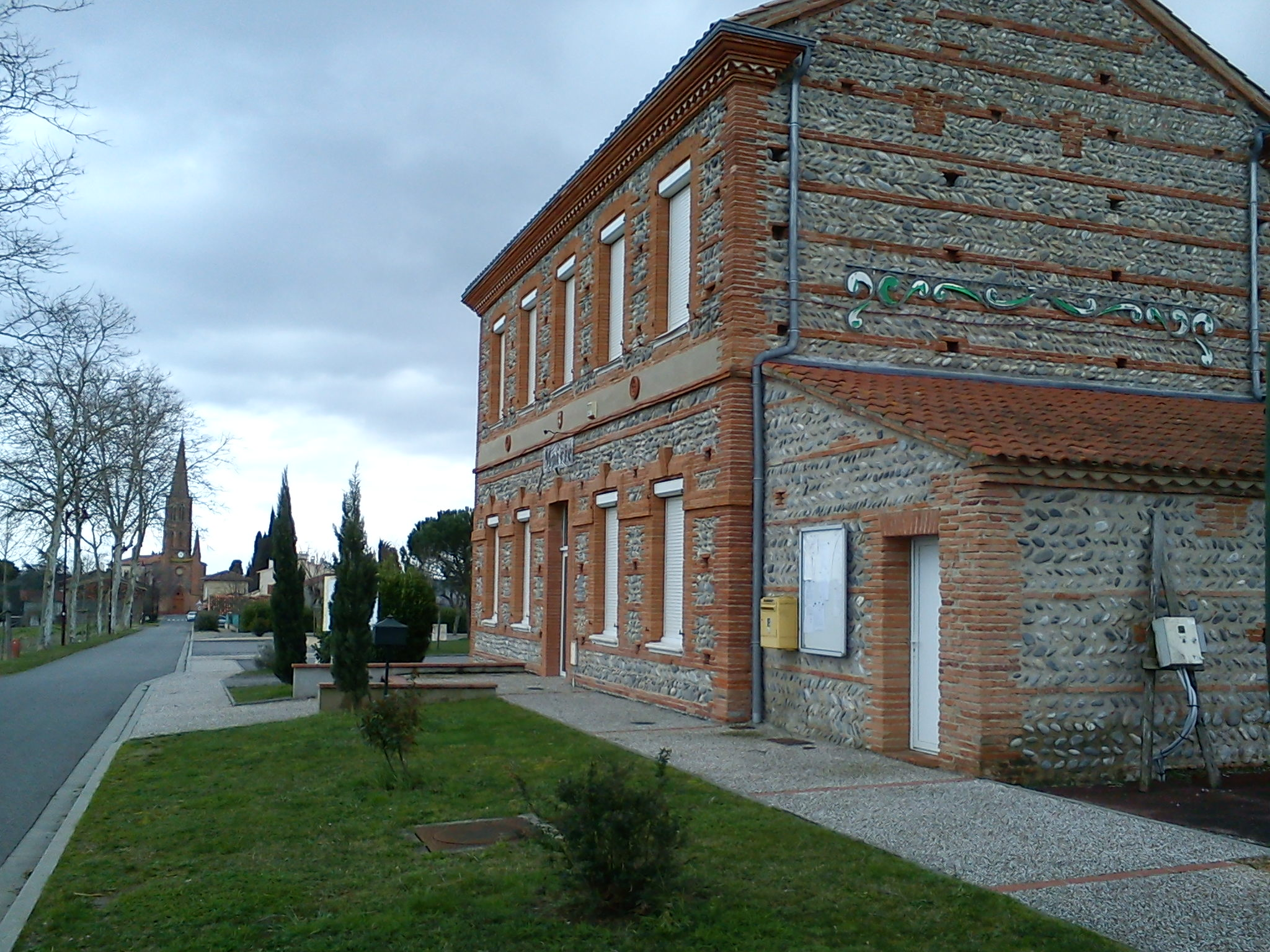
Mairie de Montaut (Haute-Garonne) construite vers 1875.

## Nota bene
L’appellation d’opus piscatum, que l’on trouve encore occasionnellement, est un barbarisme inventé au début du XXIe siècle à partir d'une coquille dans le roman de Fred Vargas, Dans les bois éternels, paru en 2006.
Si le terme piscatus existe en latin, il n'est que le participe passé du verbe piscor signifiant « pêcher » ; il ne figure pas dans le De architectura de Vitruve ni dans les dictionnaires d’architecture, ni dans aucun ouvrage descriptif sérieux.